# Liste der Kulturdenkmale in Glashütte (Sachsen)

Stadtwappen von Glashütte

Die Liste der Kulturdenkmale in Glashütte enthält die Kulturdenkmale in Glashütte.
Die Anmerkungen sind zu beachten.
Diese Liste ist eine Teilliste der Liste der Kulturdenkmale im Landkreis Sächsische Schweiz-Osterzgebirge.

Diese Liste ist eine Teilliste der Liste der Kulturdenkmale in Sachsen.

## Legende
- Bild: Bild des Kulturdenkmals, ggf. zusätzlich mit einem Link zu weiteren Fotos des Kulturdenkmals im Medienarchiv Wikimedia Commons. Wenn man auf das Kamerasymbol klickt, können Fotos zu Kulturdenkmalen aus dieser Liste hochgeladen werden:
- Bezeichnung: Denkmalgeschützte Objekte und ggf. Bauwerksname des Kulturdenkmals
- Lage: Straßenname und Hausnummer oder Flurstücknummer des Kulturdenkmals. Die Grundsortierung der Liste erfolgt nach dieser Adresse. Der Link (Karte) führt zu verschiedenen Kartendiensten mit der Position des Kulturdenkmals. Fehlt dieser Link, wurden die Koordinaten noch nicht eingetragen. Sind diese bekannt, können sie über ein Tool mit einer Kartenansicht einfach nachgetragen werden. In dieser Kartenansicht sind Kulturdenkmale ohne Koordinaten mit einem roten bzw. orangen Marker dargestellt und können durch Verschieben auf die richtige Position in der Karte mit Koordinaten versehen werden. Kulturdenkmale ohne Bild sind an einem blauen bzw. roten Marker erkennbar.
- Datierung: Baubeginn, Fertigstellung, Datum der Erstnennung oder grobe zeitliche Einordnung entsprechend des Eintrags in der sächsischen Denkmaldatenbank
- Beschreibung: Kurzcharakteristik des Kulturdenkmals entsprechend des Eintrags in der sächsischen Denkmaldatenbank, ggf. ergänzt durch die dort nur selten veröffentlichten Erfassungstexte oder zusätzliche Informationen
- ID: Vom Landesamt für Denkmalpflege Sachsen vergebene, das Kulturdenkmal eindeutig identifizierende Objekt-Nummer. Der Link führt zum PDF-Denkmaldokument des Landesamtes für Denkmalpflege Sachsen. Bei ehemaligen Kulturdenkmalen können die Objektnummern unbekannt sein und deshalb fehlen bzw. die Links von aus der Datenbank entfernten Objektnummern ins Leere führen. Ein ggf. vorhandenes Icon  führt zu den Angaben des Kulturdenkmals bei Wikidata.

## Glashütte
| Bild                                    | Bezeichnung | Lage                                   | Datierung                        | Beschreibung | ID       |
| --------------------------------------- | --- | -------------------------------------- | -------------------------------- | --- | -------- |
| Weitere Bilder                          | Sachgesamtheitsbestandteil der Sachgesamtheit Müglitztalbahn, Teilabschnitt Glashütte, OT Glashütte, mit zahlreichen Einzeldenkmalen | (Karte)                                | 1937–1938                        | Sachgesamtheitsbestandteil der Sachgesamtheit Müglitztalbahn, Teilabschnitt Glashütte, OT Glashütte, mit den Einzeldenkmalen: Brücke Müglitztal (km 17,066) – (ID-Nr. 09302488), Tunnel Brückenmühle (km 18,178) – (ID-Nr. 09302489), Brücke Müglitztal (km 18,373) – (ID-Nr. 09302490), Müglitzbrücke (km 18,921) – (ID-Nr. 09302491, Bahnhof Glashütte (ID-Nr. 09278227, ID-Nr. 09278231, ID-Nr. 09278234), Müglitzbrücke (km 19,508) – (ID-Nr. 09302493), Eisenbahnüberführung (km 19,745) – (ID-Nr. 09302494), Tunnel Gleisberg (ID-Nr. 09302495), Brücke Müglitztal (km 21,113) – (ID-Nr. 09302496), Brücke Müglitztal (km 21,275) – (ID-Nr. 09302497), Brücke Müglitztal (km 21,483) – (ID-Nr. 09302498), Brücke Müglitztal (km 22,014) – (ID-Nr. 09302499) sowie den Sachgesamtheitsteilen: Müglitzbrücke (km 17,658), Stützmauer (km ca. 17,54–17,65), Durchlass Mühlgraben (km 18,343), Fußgängerunterführung (km 19,006), Eisenbahnübergang Wirtschaftsweg (km 18,616), Eisenbahnübergang (km 18,800), Stützmauer (km 18,85), Brücke Brießnitzbach (km 18,964), Anschlussstellwerk VEB Kohlenhandel (km 19,1) und Anschlussstellwerk Pappen- und Kartonagenfabrik GmbH (km 19,3) sowie mit dem Gleiskörper (Sachgesamtheit, Gemeinde Heidenau – ID-Nr. 09221668) – Sachgesamtheit mit Hochbauten und Ingenieurbauten sowie den erhaltenen Zeugnissen der alten Schmalspurbahn in den Gemeinden Heidenau (ohne OT), Dohna (OT Dohna, Köttwitz), Müglitztal (OT Weesenstein, Burkhardtswalde, Mühlbach), Liebstadt (OT Großröhrsdorf), Glashütte (OT Bärenhecke, Cunnersdorf, Schlottwitz, Neudörfel, Rückenhain, Dittersdorf, Glashütte) und Altenberg (OT Bärenstein, Altenberg, Geising, Lauenstein), singuläre Anlage von überregionaler geschichtlicher Bedeutung. | 09302487 |
| Direkt Bild zu diesem Denkmal hochladen | Pilztunnel; Tunnel Brückenmühle (Einzeldenkmal zu ID-Nr. 09302487)                                                                   | (Karte)                                | 29.06.1936–31.07.1937            | Einzeldenkmal der Sachgesamtheit Müglitztalbahn, Teilabschnitt Glashütte, OT Glashütte: Eisenbahntunnel – eisenbahngeschichtlich und verkehrsgeschichtlich von Bedeutung. Länge / Höhe / Breite 292,02 m / 6,2 m / 5,5 m, max. Neigung / min. Radius 40 ‰ / 275 m, Tunnelklinkerbogen-Eisenbahntunnel mit bruchsteinverkleideten, am Südwestportal durch Pfeiler verstärkten überhöhten Kopfmauern und einem nach 1945 geschliffenen Granit-Hoheitszeichen. | 09302489 |
| Direkt Bild zu diesem Denkmal hochladen | Gleisbergtunnel (Einzeldenkmal zu ID-Nr. 09302487)                                                                                   | (Karte)                                | 12.10.1935 – 1936                | Einzeldenkmal der Sachgesamtheit Müglitztalbahn, Teilabschnitt Glashütte, OT Glashütte: Eisenbahntunnel – eisenbahngeschichtlich und verkehrsgeschichtlich von Bedeutung. Länge / Höhe / Breite 539,0 m / 6,0 m / 5,6 m, max. Neigung / min. Radius 39 ‰/ 0 m, Stein- und Betonbogen-Eisenbahntunnel, dessen Mittelteil ausgekleidet ist mit vorgefertigten, in der Mitte beweglich verbundenen Betonsegmenten (Gleisbergschalen), die auf die untere Ziegel-Ausmauerung aufgesetzt wurden. Die Tunnelportale bilden bruchsteinverkleidete, durch Pfeiler verstärkte überhöhte Kopfmauern. Am Südportal befindet sich ein nach 1945 geschliffenes Granit-Hoheitszeichen. | 09302495 |
| Direkt Bild zu diesem Denkmal hochladen | Betonträgerbrücke (Einzeldenkmal zu ID-Nr. 09302487)                                                                                 | (Karte)                                | Jan. 1937 – Aug. 1938            | Einzeldenkmal der Sachgesamtheit Müglitztalbahn, Teilabschnitt Glashütte, OT Glashütte: Betonträgerbrücke – eisenbahngeschichtlich und verkehrsgeschichtlich von Bedeutung. Länge / Höhe / Breite 76,3 m / 5,6 m / –; max. Neigung / min. Radius 50 ‰ / 250 m. Die Betonträgerbrücke verläuft zwischen Pilztunnel und einem Hangeinschnitt auf drei länglichen Betonpfeilern. Über den Pfeilern sind jeweils leicht konvex gekrümmte Vouten angeordnet. | 09302490 |
| Direkt Bild zu diesem Denkmal hochladen | Bruchsteinbogenbrücke (Sachgesamtheit, OT Glashütte – ID-Nr. 09302487)                                                               | (Karte)                                | 1937                             | Einzeldenkmal der Sachgesamtheit Müglitztalbahn, Teilabschnitt Glashütte, OT Glashütte: Bruchsteinbogenbrücke (Sachgesamtheit, OT Glashütte – ID-Nr. 09302487) – eisenbahngeschichtlich und verkehrsgeschichtlich von Bedeutung. Länge / Höhe / Breite 14,65 m / 5,6 m / –. Bruchsteinverkleidete Betonbogenbrücke zur Überführung der erhöht verlaufenden Bahnstrecke über eine Straße. | 09302494 |
| Direkt Bild zu diesem Denkmal hochladen | Betonträgerbrücke (Einzeldenkmal zu ID-Nr. 09302487)                                                                                 | (Karte)                                | 1937                             | Einzeldenkmal der Sachgesamtheit Müglitztalbahn, Teilabschnitt Glashütte, OT Glashütte: Betonträgerbrücke – eisenbahngeschichtlich und verkehrsgeschichtlich von Bedeutung. Länge / Höhe / Breite 68,5 m / 6,6 m / –; max. Neigung / min. Radius 39 ‰ / 0 m. Betonträgerbrücke auf vier länglichen Betonpfeilern mit halbrunden Vorköpfen. Die Kreuzungswinkel sind schief, da die Querträger nach der darunter liegenden Straße ausgerichtet sind. Die Brücke schließt direkt an den Gleisbergtunnel an. | 09302496 |
| Direkt Bild zu diesem Denkmal hochladen | Betonträgerbrücke (Einzeldenkmal zu ID-Nr. 09302487)                                                                                 | (Karte)                                | 1937                             | Einzeldenkmal der Sachgesamtheit Müglitztalbahn, Teilabschnitt Glashütte, OT Glashütte: Betonträgerbrücke – eisenbahngeschichtlich und verkehrsgeschichtlich von Bedeutung. Länge / Höhe / Breite 10,0 m / 6,4 m / –. Über dem Flussbett mehrfach winklig verlaufende Betonträgerbrücke, deren Betonwiderlager die Uferbefestigungsmauer dieses Flussabschnitts bilden. Die Form erklärt sich durch die Einfahrweiche zum Bahnhof auf der Brücke, wodurch diese gerade verlaufen muss. | 09302493 |
| Direkt Bild zu diesem Denkmal hochladen | Betonträgerbrücke (Einzeldenkmal zu ID-Nr. 09302487)                                                                                 | (Karte)                                | 1937                             | Einzeldenkmal der Sachgesamtheit Müglitztalbahn, Teilabschnitt Glashütte, OT Glashütte: Betonträgerbrücke – eisenbahngeschichtlich und verkehrsgeschichtlich von Bedeutung. Länge / Höhe / Breite 39,5 / 7,7 / –; max. N. / min. R. 60 / 277. Betonträgerbrücke auf einem Betonpfeiler und massiven Betonwiderlagern. Der Träger ist zwischen den Pfeilern leicht bogenförmig ausgebildet. | 09302488 |
| Direkt Bild zu diesem Denkmal hochladen | Betonträgerbrücke (Einzeldenkmal zu ID-Nr. 09302487)                                                                                 | (Karte)                                | 1937–1938                        | Einzeldenkmal der Sachgesamtheit Müglitztalbahn, Teilabschnitt Glashütte, OT Glashütte: Betonträgerbrücke – eisenbahngeschichtlich und verkehrsgeschichtlich von Bedeutung. Länge / Höhe / Breite 11,2 / 5,2 / –; max. N. / min. R, 0 / 180. Über dem Flussbett mehrfach winklig verlaufende Betonträgerbrücke, deren Betonwiderlager die Uferbefestigungsmauer dieses Flussabschnitts bilden. Die Form erklärt sich durch die Einfahrweiche zum Bahnhof auf der Brücke, wodurch diese gerade verlaufen muss. | 09302491 |
| Direkt Bild zu diesem Denkmal hochladen | Wegestein |                                        |                                  | Wegestein; verkehrsgeschichtlich von Bedeutung | 09278152 |
| Direkt Bild zu diesem Denkmal hochladen | Mord- und Sühnekreuz | (Karte)                                | 15./16. Jh.                      | ortsgeschichtlich von Bedeutung, ca. 160 cm hoch, mit Inschrift: „Vittich“. | 09278290 |
| Direkt Bild zu diesem Denkmal hochladen | Profilierter Türstock mit Schlussstein                                                                                               | Alte Bergstraße 5 (Karte)              | bez. 1792                        | Profilierter Türstock mit Schlussstein – baugeschichtlich von Bedeutung. Wohnhaus in halboffener Bebauung, Bestandteil der Zeilenbebauung nach der Baufreiheit: zweigeschossiger massiver Putzbau, intaktes Wand-Öffnung-Verhältnis, Mansarddach. | 09278186 |
| Direkt Bild zu diesem Denkmal hochladen | Wohnhaus (ohne Anbau) in halboffener Bebauung                                                                                        | Alte Bergstraße 6 (Karte)              | bez. 1792                        | Das Haus ist abgerissen, es war ein Beispiel für die Zeilenbebauung nach der Baufreiheit, bau- und ortsentwicklungsgeschichtliche Bedeutung. Zweigeschossiger massiver Putzbau, in beiden Geschossen Sandstein-Fenstergewände, Mansarddach, Schieferdeckung. | 09278183 |
|                                         | Wohnhaus in halboffener Bebauung, Sandstein-Türstock mit Schlussstein                                                                | Alte Bergstraße 8 (Karte)              | bez. 1792 (Türstock)             | Beispiel für die Zeilenbebauung nach der Baufreiheit, bau- und ortsentwicklungsgeschichtliche Bedeutung. Zweigeschossiger massiver Putzbau, in beiden Geschossen Sandstein-Fenstergewände, Mansarddach, Wand-Öffnung-Verhältnis intakt. | 09278182 |
|                                         | Wohnhaus in geschlossener Bebauung                                                                                                   | Alte Bergstraße 9 (Karte)              | Ende 18. Jh.                     | Beispiel für die Zeilenbebauung nach der Baufreiheit, bau- und ortsentwicklungsgeschichtliche Bedeutung. Zweigeschossiger massiver Putzbau, in beiden Geschossen Sandstein-Fenstergewände, Mansarddach, Wand-Öffnung-Verhältnis intakt. | 09278184 |
|                                         | Wohnhaus in halboffener Bebauung, Sandstein-Türstock mit Schlussstein                                                                | Alte Bergstraße 10 (Karte)             | wahrscheinlich Ende 18. Jh.      | Beispiel für die Zeilenbebauung nach der Baufreiheit, bau- und ortsentwicklungsgeschichtliche Bedeutung. Zweigeschossiger massiver Putzbau, in beiden Geschossen Sandstein-Fenstergewände, Mansarddach, Wand-Öffnung-Verhältnis intakt. | 09278181 |
| Direkt Bild zu diesem Denkmal hochladen | Türstock mit Schlussstein und Haustür eines Wohnhauses                                                                               | Alte Bergstraße 13 (Karte)             | bez. 1792                        | altes Türblatt, baugeschichtlich von Bedeutung, bezeichnet „CFS 1792“ und Bergmannszeichen. | 09278180 |
|                                         | Wohnhaus in halboffener Bebauung | Alte Bergstraße 14 (Karte)             | 1. Hälfte 19. Jh.                | Bestandteil der Zeilenbebauung nach der Baufreiheit, bau- und ortsentwicklungsgeschichtliche Bedeutung. Zweigeschossiger massiver Putzbau, in beiden Geschossen Sandstein-Fenstergewände, Pseudo-Fenstersprossung, Satteldach, Schieferdeckung. | 09278185 |
|                                         | Wohnhaus im Heimatstil | Alte Bergstraße 22 (Karte)             | um 1930                          | Wohnhaus im Heimatstil, u. a. baugeschichtlich von Bedeutung und ortsbildprägend. | 09303839 |
| Direkt Bild zu diesem Denkmal hochladen | Vermauerter Gedenkstein | Altenberger Straße (Karte)             | nach 1927                        | mit Inschrift »Notbrücke Aug. 1927«, ortsgeschichtlich von Bedeutung, erinnert an das Hochwasser 1927. | 09278268 |
|                                         | Ehem. Bahnmeisterei (Einzeldenkmal zu ID-Nr. 09302487)                                                                               | Altenberger Straße 6 (Karte)           | 1939                             | Einzeldenkmal der Sachgesamtheit Müglitztalbahn, Teilabschnitt Glashütte, OT Glashütte: ehemalige Bahnmeisterei – in zeitgenössischer Formensprache der 1930er Jahre, eisenbahngeschichtlich und verkehrsgeschichtlich von Bedeutung. | 09278231 |
|                                         | Wohnhaus in offener Bebauung | Altenberger Straße 9 (Karte)           | bez. 1889                        | mit Reichsadler des ehemaligen Kaiserlichen Postamtes, u. a. baugeschichtliche Bedeutung. Zweigeschossig, Sandstein-Fenstergewände profiliert, gelber Klinkerbau mit einigem Ornament, Galgensprossung, zwei Seitenrisalite mit Fensterbekrönung, Giebel mit Holzverkleidung, Satteldach mit Überstand, Schieferdeckung. | 09278233 |
|                                         | Ehem. Bahnwärterhaus (Einzeldenkmal zu ID-Nr. 09302487)                                                                              | Altenberger Straße 10 (Karte)          | um 1890                          | Einzeldenkmal der Sachgesamtheit Müglitztalbahn, Teilabschnitt Glashütte, OT Glashütte: Bahnwärterhaus – rote und gelbe Klinkerfassade, älterer Bautyp der Eisenbahn, eisenbahngeschichtlich und verkehrsgeschichtlich von Bedeutung. | 09278234 |
|                                         | Wohnhaus in offener Bebauung | Altenberger Straße 11 (Karte)          | bez. 1889                        | u. a. baugeschichtliche Bedeutung. Gelber Klinkerbau mit Terrakottaschmuck, zweigeschossig, Sandstein-Fenstergewände profiliert, Galgensprossung, schönes originales Türblatt, Gurtgesimse. | 09278232 |
|                                         | Fabrikgebäude | Altenberger Straße 11 (hinter) (Karte) | 1920er Jahre                     | mit Einflüssen sowohl des Expressionismus als auch der Neuen Sachlichkeit, architektonische Bedeutung. Dreigeschossiger massiver Putzbau mit großen Sprossenfenstern, Kolossalordnung durch Putzlisenen, in expressionistische Bekrönung auslaufend, Dachaufbau mit dreieckigen, gestaltenden Dachluken. | 09278269 |
|                                         | Ehem. Rechenmaschinenfabrik »Archimedes«                                                                                             | Altenberger Straße 17 (Karte)          | 1922                             | Fabrikgebäude – von neoklassizistischen Elementen bestimmter Bau von guter Aufrisslinie, ortshistorische und architektonische Bedeutung. Zwei Geschosse, darüber Attikageschoss, kleinteilige Sprossung (Kunststoff), zwischen den Fensterachsen Lisenen als Kolossalordnung, Walmdach, Schieferdeckung, an der Mittelachse der Traufseite Dreiecksgiebel, rustikaler Sockelbereich. | 09278236 |
| Direkt Bild zu diesem Denkmal hochladen | Mietshaus in halboffener Bebauung | Bahnhofstraße 4 (Karte)                | 1910er Jahre                     | Einflüsse des Reformstils, baugeschichtliche Bedeutung. Dreigeschossiger massiver Putzbau mit drei hölzernen, die Geschosse durchlaufenden Wintergartenzonen, Rhythmisierung des Wand-Öffnung-Verhältnisses durch vereinzelte Rundbogenfenster, zu Triforien gebündelt, neue echte Sprossung, Seitengiebel zur Straße. | 09278270 |
| Direkt Bild zu diesem Denkmal hochladen | Doppel-Mietshaus in halboffener Bebauung, zusammen mit Emil-Lange-Straße 7                                                           | Bahnhofstraße 6 (Karte)                | um 1920                          | architektonisch und städtebaulich von Bedeutung. Dreigeschossiger massiver Putzbau mit rustikalem Sockel, mit dominantem Eckerker, Seitengiebeln, architektonisch markierten Eingangszonen, originalen Türblättern, original gesprossten Doppelfenstern, Schieferdeckung. | 09278271 |
|                                         | Transformatorenhäuschen | Dittersdorfer Weg (Karte)              | um 1920                          | technikgeschichtlich von Bedeutung, massiver Putzbau mit Putzlisenen, steiles Mansarddach, Schieferdeckung. | 09278237 |
| Direkt Bild zu diesem Denkmal hochladen | Sächsisches und Glashütter Wappen | Dittersdorfer Weg 1 (bei) (Karte)      | bez. 1545                        | geschichtlich von Bedeutung. | 09278289 |
|                                         | Katholische Kirche St. Christophorus                                                                                                 | Dittersdorfer Weg 1a (Karte)           | 1952–1954                        | schlichter Saalbau mit Dachreiter, bau- und ortsgeschichtliche Bedeutung, rustikales Sockelgeschoss, einige Farbglasfenster, mit Wohnungsausbau. | 09278238 |
|                                         | Postmeilensäule | Dresdner Straße 2 (bei) (Karte)        | bez. 1734                        | Kopie einer Distanzsäule, verkehrsgeschichtlich von Bedeutung. Sandstein, Obelisk mit farbig gefasstem Wappen, verschiedene Inschriften zu Entfernungsangaben, Jahreszahl und Posthornzeichen. | 09278229 |
|                                         | Ehem. Hotel „Stadt Dresden“ | Dresdner Straße 5 (Karte)              | Giebelaufsatz bez. 1889          | Ehem. Hotel in Renaissanceformen – mit einigem Ornament, bau- und ortshistorische Bedeutung. Dreigeschossiger massiver Putzbau mit flachem, gegiebelten Mittelrisalit, über Eingang Portikus, zum Teil Reste von Fensterbekrönung, Sprossung, Satteldach mit Schieferdeckung, im Giebelaufsatz bezeichnet „G.K. 1889“. | 09278230 |
| Direkt Bild zu diesem Denkmal hochladen | Schlussstein | Emil-Lange-Straße 1 (Karte)            | bez. 1766                        | über der Tür eingemauert, gehört zur Büttnermühle (siehe OT Bärenhecke, Mühlenstraße 9 – ID-Nr. 09278264), ortsgeschichtlich von Bedeutung, an der Hofseite befindlich, bezeichnet „JCP 1766“, mit Architektenzeichen (Zirkel). | 09278274 |
|                                         | Wohnhaus (Holzkonstruktion) in offener Bebauung, mit Stützmauer und Garage                                                           | Emil-Lange-Straße 4 (Karte)            | um 1920                          | gut erhaltenes Beispiel des Heimatstils, baugeschichtliche Bedeutung. Zweigeschossig, Querverbretterung, Sprossenfenster original, Krüppelwalmdach, hechtartiger Dachausbau, Stützmauer mit Garage und Einzäunung original. | 09278273 |
|                                         | Doppel-Mietshaus in halboffener Bebauung                                                                                             | Emil-Lange-Straße 7 (Karte)            | um 1920                          | Doppel-Mietshaus in halboffener Bebauung, zusammen mit Bahnhofstraße 6 – architektonisch und städtebaulich von Bedeutung. | 09278272 |
|                                         | Stammhaus der Langeschen Uhrenfabrik                                                                                                 | Ferdinand-Adolph-Lange-Platz 1 (Karte) | 1873                             | Lange-Stammhaus in Renaissanceformen und Produktionsgebäude der Langeschen Uhrenfabrik – baugeschichtliche und überörtliche historische Bedeutung. Kontorhaus: zweigeschossiger massiver Putzbau mit Putzquaderung im Erdgeschoss, Gurt- und Traufgesims, gefaste Fenstergewände, Obergeschoss Fensterbekrönung, überall Galgensprossung, Schieferdeckung, Dachausbau mit zentraler Uhr, ehemalige hölzerne Balkonvorbauten der Fassade nicht mehr vorhanden, Produktionsbauten hinten anschließend, zwei- und dreigeschossig, Segmentbogenfenster mit neuer Sprossung. | 09278226 |
| Weitere Bilder                          | Bahnhof Glashütte – ehem. Empfangsgebäude, Stellwerk, Verbindungsbau und Fußgängerunterführung (Einzeldenkmal zu ID-Nr. 09302487)    | Ferdinand-Adolph-Lange-Platz 2 (Karte) | 1935–1938                        | Einzeldenkmale der Sachgesamtheit Müglitztalbahn Teilabschnitt Glashütte, OT Glashütte: ehemaliges Empfangsgebäude, Stellwerk, Verbindungsbau und Fußgängerunterführung des Bahnhofs – Bahnhof im Heimatstil der 1930er Jahre, eisenbahngeschichtlich, ortsgeschichtlich und verkehrsgeschichtlich von Bedeutung. | 09278227 |
|                                         | Stadt-Brunnen | Hauptstraße (Karte)                    |                                  | Stadt-Brunnen mit Figuren und Reliefs in zeitgenössischer Linienführung | 09278223 |
|                                         | Wohnhaus in halboffener Bebauung | Hauptstraße 12 (Karte)                 | bez. 1791                        | weitgehend im ursprünglichen Aussehen wiederhergestellt, Strukturbestandteil der Kernbebauung, Ort der Gründung der Glashütter Uhrenindustrie durch F. A. Lange 1845, bau- und ortsgeschichtliche sowie städtebauliche Bedeutung. Zweigeschossiger massiver Putzbau, beide Geschosse mit Fenstergewänden, Galgensprossung, Mansarddach mit Biberschwanz-Kronendeckung, die beiden oberen Giebelfenster sicher nicht original. | 09278218 |
|                                         | Wohnhaus in halboffener Bebauung, Türgewände mit Schlussstein                                                                        | Hauptstraße 22 (Karte)                 | bez. 1792 (Schlussstein)         | u. a. baugeschichtliche Bedeutung. Zweigeschossiger massiver Putzbau, Erdgeschoss durch Ladeneinbauten verändert, Fenster Obergeschoss in originaler Größe, Mansarddach mit originalen Ausbauten, Biberschwanz-Kronendeckung. | 09278217 |
| Direkt Bild zu diesem Denkmal hochladen | Sandstein-Türstock mit Schlussstein                                                                                                  | Hauptstraße 24 (Karte)                 | bez. 1792                        | baugeschichtlich von Bedeutung. | 09278216 |
| Direkt Bild zu diesem Denkmal hochladen | Türstock mit Schlussstein | Hauptstraße 33 (Karte)                 | bez. 1818                        | Türstock mit Schlussstein | 09278204 |
|                                         | Verwaltungshaus in geschlossener Bebauung                                                                                            | Hauptstraße 42 (Karte)                 | 1756 (nachrichtlich)             | hervorgehoben durch Ornament und zentralen Erker der 1920er Jahre, Kern womöglich älter, u. a. baugeschichtliche Bedeutung. Dreigeschossiger massiver Putzbau, Geschosse durch Gurtgesimse optisch getrennt, Satteldach mit Schieferdeckung, zentraler Erker über Sitznischenportal, bekrönt mit steilem Pyramidendach, Reliefs und Medaillons: Bergbau, Tierwelt, Putti, neue Fenstersprossung, innen soll Erinnerungstafel 75 Jahre Lange sein, Kern des Hauses womöglich älter, nachrichtlich: 1756, nach Brand 1876 wieder aufgebaut. | 09278266 |
| Direkt Bild zu diesem Denkmal hochladen | Schlussstein an der Rückseite des Hauses                                                                                             | Hauptstraße 44 (Karte)                 | bez. 1679                        | ortsgeschichtlich von Bedeutung, eingemauert in die Hauswand. | 09278276 |
|                                         | Gasthof „Zum Goldenen Glas“ | Hauptstraße 46 (Karte)                 | bez. 1803, Kern älter            | Gasthaus in geschlossener Bebauung, mit Löwen-Relief – bau- und ortsgeschichtliche Bedeutung. Zweigeschossiger massiver Putzbau, zentraler Eingang verändert, in beiden Geschossen Sandstein-Fenstergewände, Fenster in der Mittelachse bekrönt, Mansarddach. | 09278191 |
| Direkt Bild zu diesem Denkmal hochladen | Gedenktafel an einen Brand | Hauptstraße 52 (Karte)                 | bez. 1873 (Tafel)                | ortsgeschichtlich von Bedeutung. „Gedenke an den 12. Nov. 1872 / Erbaut von C. E. Holzhöfer 1873 / Gott hat geholfen – Gott wird weiter helfen“. | 09278277 |
|                                         | Wohnhaus in geschlossener Bebauung                                                                                                   | Hauptstraße 62 (Karte)                 | 18. Jh., womöglich noch älter    | ehemals Fachwerkbau, Relikt älterer Bausubstanz in verändertem Kontext, baugeschichtlich und ortsentwicklungsgeschichtliche Bedeutung. Zweigeschossiger massiver Putzbau, profiliertes Türgewände, keine Sprossung, Satteldach, altdeutsche Schieferdeckung. | 09278192 |
|                                         | Doppelwohnhaus einer Genossenschafts-Zeile                                                                                           | Lindenstraße 1; 1a (Karte)             | bez. 1918–1928                   | Doppelwohnhaus einer Genossenschafts-Zeile – bildprägende Wirkung, städtebauliche und baugeschichtliche Bedeutung. Zweieinhalbgeschossiger massiver Putzbau, am Kopfende viergeschossig, Seitenerker durch spitzes Kegeldach bekrönt und mit acht Gurtgesimsen, dominanter Seitenerker, zweieinhalbgeschossiger Teil mit Mezzanin (durch verschiefertes Gesims optisch abgegliedert), Schieferdeckung, Fledermausgaupen. | 09278288 |
|                                         | Genossenschafts-Wohnhaus in offener Bebauung                                                                                         | Lindenstraße 2 (Karte)                 | 1920er Jahre                     | Bestandteil einer städtebaulich bedeutsamen Zeile, baugeschichtliche Relevanz. Zweieinhalbgeschossiger massiver Putzbau, rustiziertes Sockelgeschoss, bekrönter Eingang in der Mittelachse, originales, schönes Türblatt, Mezzaningeschoss durch verschiefertes Gesims abgetrennt, hier Fensterläden, alle Fenster mit Sprossung, Mittelachse durch Schweifgiebel abgeschlossen, seitlich noch intakte, filigran gesprosste Holzerker. | 09278287 |
|                                         | Genossenschafts-Wohnhaus in offener Bebauung                                                                                         | Lindenstraße 3 (Karte)                 | 1920er Jahre                     | Bestandteil einer städtebaulich bedeutsamen Zeile, baugeschichtliche Relevanz. Zweieinhalbgeschossiger massiver Putzbau, rustiziertes Sockelgeschoss, bekrönter Eingang in der Mittelachse, originales, schönes Türblatt, Mezzaningeschoss durch verschiefertes Gesims abgetrennt, hier Fensterläden, alle Fenster mit Sprossung, Mittelachse durch Schweifgiebel abgeschlossen. | 09278286 |
|                                         | Genossenschafts-Wohnhaus in offener Bebauung                                                                                         | Lindenstraße 4 (Karte)                 | 1920er Jahre                     | mit Ornament, Bestandteil einer städtebaulich bedeutsamen Zeile, baugeschichtliche Relevanz. Zweieinhalbgeschossiger massiver Putzbau, rustiziertes Sockelgeschoss, bekrönter Eingang in der Mittelachse, originales, schönes Türblatt, darüber Girlandenrelief, stilisierter Blumenstrauß, Mezzaningeschoss durch verschiefertes Gesims abgetrennt, hier Fensterläden, alle Fenster mit Sprossung, Mittelachse durch Schweifgiebel abgeschlossen. | 09278285 |
|                                         | Genossenschafts-Wohnhaus in offener Bebauung                                                                                         | Lindenstraße 5 (Karte)                 | 1920er Jahre                     | mit Ornament, Bestandteil einer städtebaulich bedeutsamen Zeile, baugeschichtliche Relevanz. Zweieinhalbgeschossiger massiver Putzbau, rustiziertes Sockelgeschoss, bekrönter Eingang in der Mittelachse, originales, schönes Türblatt, darüber Girlandenrelief, stilisierter Blumenstrauß, zwei Puttenmedaillons, Mezzaningeschoss durch verschiefertes Gesims abgetrennt, hier Fensterläden, alle Fenster mit Sprossung, Mittelachse durch Schweifgiebel abgeschlossen. | 09278284 |
|                                         | Genossenschafts-Wohnhaus in offener Bebauung mit markantem neobarocken Portal                                                        | Lindenstraße 6 (Karte)                 | bez. 1923                        | baugeschichtlich und städtebaulich von Interesse. Dreigeschossiger massiver Putzbau, ursprüngliches Wand-Öffnung-Verhältnis und ursprüngliche Fenstersprossung, Doppelfenster, originales Türblatt, Portal mit Wappenkartusche (Bergbauzeichen), zeittypischer Dreiecksgiebel in der Mittelachse. | 09278283 |
|                                         | Genossenschafts-Wohnhaus in offener Bebauung mit markantem neobarocken Portal                                                        | Lindenstraße 9 (Karte)                 | bez. 1923                        | baugeschichtlich und städtebaulich von Interesse. Dreigeschossiger massiver Putzbau, ursprüngliches Wand-Öffnung-Verhältnis und ursprüngliche Fenstersprossung, Doppelfenster, originales Türblatt, Portal mit Wappenkartusche (Bergbauzeichen), zeittypischer Dreiecksgiebel in der Mittelachse. | 09278282 |
| Direkt Bild zu diesem Denkmal hochladen | Wegestein | Luchauer Straße (Karte)                | 19. Jh.                          | verkehrsgeschichtlich von Bedeutung Sandstein, oben abgerundet, ca. 50 cm hoch. | 09278240 |
| Weitere Bilder                          | Sachgesamtheit Friedhof Glashütte mit Friedhofsgestaltung und Einzeldenkmalen                                                        | Luchauer Straße (Karte)                |                                  | Sachgesamtheit Friedhof Glashütte mit Friedhofsgestaltung (Gartendenkmale) und folgenden Einzeldenkmalen: Einfriedung, 10 Grabstätten, davon zwei Kriegerdenkmale und Monument für Hochwasseropfer 1927 (Einzeldenkmal zu ID-Nr. 09278198) – gartenkünstlerisch von Bedeutung. | 09301371 |
| Weitere Bilder                          | Friedhof Glashütte (Einzeldenkmale zu ID-Nr. 09301371)                                                                               | Luchauer Straße (Karte)                | nach 1927                        | Einzeldenkmale der Sachgesamtheit Friedhof Glashütte: Einfriedung, Kriegerdenkmale Erster und Zweiter Weltkrieg, Grabanlage für Hochwasseropfer 1927 und sieben Grabstätten – gartenkünstlerisch von Bedeutung. | 09278198 |
|                                         | Türgewände mit Schlussstein und Haustür                                                                                              | Luchauer Straße 1 (Karte)              | nach 1790                        | Türgewände mit Schlussstein und Haustür eines Wohnhauses – schönes altes Türblatt, baugeschichtlich von Bedeutung. | 09278203 |
|                                         | Türstock mit Schlussstein | Luchauer Straße 3 (Karte)              | bez. 1790                        | baugeschichtlich von Bedeutung. | 09278202 |
|                                         | Türstock mit Schlussstein | Luchauer Straße 5 (Karte)              | bez. 1791                        | baugeschichtlich von Bedeutung. | 09278201 |
|                                         | Türstock mit Schlussstein | Luchauer Straße 7 (Karte)              | nach 1790                        | baugeschichtlich von Bedeutung. | 09278200 |
|                                         | Türstock mit Schlussstein | Luchauer Straße 9 (Karte)              | bez. 1790                        | baugeschichtlich von Bedeutung. | 09278199 |
|                                         | Wohnhaus in offener Bebauung, Türstock mit Schlussstein                                                                              | Luchauer Straße 11 (Karte)             | Schlussstein bez. 1792           | baugeschichtliche und städtebauliche Bedeutung. Zweigeschossiger massiver Putzbau, beide Geschosse mit Sandstein-Fenstergewänden, Mansarddach, Biberschwanzdeckung, mit Strebepfeiler. | 09278193 |
|                                         | Wohnhaus in halboffener Bebauung, Türstock mit Schlussstein                                                                          | Luchauer Straße 12 (Karte)             | bez. 1792 (Schlussstein)         | im ursprünglichen Aussehen wiederhergestellt, Bausubstanz der Phase der Baufreiheit, bau- und ortsentwicklungsgeschichtliche Bedeutung.weigeschossiger massiver Putzbau, beide Geschosse mit Sandstein-Fenstergewänden, Galgensprossung, Putzgliederung, Mansarddach mit Biberschwanzdeckung, zum Teil Kronendeckung. | 09278196 |
|                                         | Wohnhaus in halboffener Bebauung, Türstock mit Schlussstein                                                                          | Luchauer Straße 14 (Karte)             |                                  | Wohnhaus in halboffener Bebauung, Türstock mit Schlussstein; Gebäude im ursprünglichen Aussehen wiederhergestellt, Bausubstanz der Phase der Baufreiheit, baugeschichtliche und ortsentwicklungsgeschichtliche Bedeutung. | 09278197 |
|                                         | Denkmal für F. Adolph Lange | Markt (Karte)                          | 1895                             | Begründer der örtlichen Uhrenindustrie, ortsgeschichtliche Relevanz. Obelisk auf Sockel mit Medaille (Relief), schwarzer polierter Granit. | 09278190 |
|                                         | Relief | Markt 1 (Karte)                        | wohl 19. Jh.                     | Bienenkorb, ortsgeschichtlich von Bedeutung. | 09278213 |
|                                         | Pfarrhaus | Markt 6 (Karte)                        | bez. 1835 (im Feld über Haustür) | bau- und ortshistorische Bedeutung. Zweigeschossiger massiver Putzbau, beide Geschosse mit Fenstergewänden, Krüppelwalmdach, Biberschwanzdeckung, altes Türblatt, Gebäude optisch gehoben durch Palladio-Motiv und zentralem (späterem) Erker über Eingang. | 09278214 |
|                                         | Sandstein-Türstock mit Schlussstein                                                                                                  | Markt 7 (Karte)                        | bez. 1768 (Schlussstein)         | baugeschichtlich von Bedeutung. | 09278207 |
| Weitere Bilder                          | Wolfgangskirche | Markt 8 (Karte)                        | 1520–1535                        | Kirche, daneben Kriegerdenkmal mit fünf Tafeln – bau- und ortsgeschichtliche Bedeutung. | 09278176 |
|                                         | Türstock mit Schlussstein | Markt 9 (Karte)                        | bez. 1790 (Schlussstein)         | bezeichnet 1790, baugeschichtlich von Bedeutung. | 09303840 |
|                                         | Sandstein-Türstock mit Schlussstein                                                                                                  | Markt 11 (Karte)                       | bez. 1790                        | baugeschichtlich von Bedeutung, aufgearbeitet. | 09278267 |
|                                         | Wohnhaus in geschlossener Bebauung, Türstock mit Schlussstein                                                                        | Mittelstraße 3 (Karte)                 | Türstock bez. 1792               | baugeschichtliche und städtebauliche Bedeutung. Zweigeschossiger massiver Putzbau, in beiden Geschossen Fenstergewände, Pseudosprossung, profiliertes Traufgesims, Satteldach, intaktes Wand-Öffnung-Verhältnis, Biberschwanzdeckung. | 09278179 |
|                                         | Wohnhaus in geschlossener Bebauung                                                                                                   | Mittelstraße 6 (Karte)                 | 1801 Dendro                      | dreigeschossiger Massivbau, baugeschichtliche und städtebauliche Bedeutung. Erdgeschoss und 1. Obergeschoss Bruchsteinmauerwerk, 2. Obergeschoss dünneres Ziegelmauerwerk (später aufgestockt, gleiche Zeit wie die hinteren Anbauten), Dachstuhl wenig original, Fassade restauriert, insgesamt über 50 % Originalsubstanz. | 09301443 |
|                                         | Türstock mit Schlussstein | Mittelstraße 8 (Karte)                 | bez. 1853                        | baugeschichtlich von Bedeutung, bezeichnet „IGM 1853“ | 09278178 |
|                                         | Wohnhaus | Mittelstraße 10 (Karte)                | um 1800                          | baugeschichtliche und städtebauliche Bedeutung. Alle drei Geschosse starkes Bruchsteinmauerwerk, Fensterpartien innen mit Korbbögen, sehr authentischer liegender Dachstuhl, Kataster beginnt mit „Grundstück 1843“, nach Formensprache ist das Haus aber älter. Das Haus ist renoviert und stark verändert. | 09278177 |
| Direkt Bild zu diesem Denkmal hochladen | Sandstein-Türstock mit Schlussstein                                                                                                  | Mittelstraße 13 (Karte)                | bez. 1791 (Schlussstein)         | baugeschichtlich von Bedeutung. | 09278189 |
|                                         | Wohnhaus in halboffener Bebauung, profilierter Türstock mit Schlussstein                                                             | Mittelstraße 17 (Karte)                | Ende 18. Jh.                     | Bestandteil der Baumaßnahmen nach der Baufreiheit 1790 ff., bau- und ortsentwicklungsgeschichtliche sowie städtebauliche Bedeutung. Zweigeschossiger massiver Putzbau, in beiden Geschossen Sandstein-Fenstergewände, Mansarddach, Biberschwanzdeckung. | 09278187 |
| Direkt Bild zu diesem Denkmal hochladen | Portal | Mittelstraße 26 (Karte)                | um 1800                          | Sandstein-Türstock mit Schlussstein, baugeschichtlich von Bedeutung. | 09278275 |
|                                         | Zwei Gedenktafeln | Moritz-Großmann-Platz 1 (Karte)        | 1920er Jahre                     | ortsgeschichtlich von Bedeutung. Zwei Gedenktafeln: 1. für Moritz Großmann (1826–1885), Gründer der Uhrmacherschule und der Feuerwehr, 2. für die im Ersten Weltkrieg gefallenen Feuerwehrleute. | 09278278 |
|                                         | Wohnhaus in halboffener Bebauung | Prießnitztalstraße 1 (Karte)           | Türstock bez. 1791               | Beispiel der Bebauung nach der Baufreiheit, baugeschichtliche und ortsentwicklungsgeschichtliche Bedeutung. Zweigeschossiger massiver Putzbau, beide Geschosse mit Sandstein-Fenstergewänden, Sandstein-Türstock korbbogig mit Schlussstein, kleine Freitreppe, altes Türblatt, Krüppelwalmdach. | 09278194 |
|                                         | Wohnhaus in halboffener Bebauung | Prießnitztalstraße 3 (Karte)           | Türstock bez. 1791               | weitgehend ursprünglich erhaltenes Beispiel der Bebauung nach der Baufreiheit, baugeschichtliche und ortsentwicklungsgeschichtliche Bedeutung. Zweigeschossiger massiver Putzbau, beide Geschosse mit Sandstein-Fenstergewänden, im Erdgeschoss ein Fenster in der Größe verändert, Sandstein-Türstock korbbogig mit Schlussstein, kleine Freitreppe, altes Türblatt, Krüppelwalmdach. | 09278195 |
|                                         | Wohnhaus in offener Bebauung | Prießnitztalstraße 10 (Karte)          | 1920er Jahre                     | baugeschichtliche Bedeutung. Dreigeschossiger massiver Putzbau, Obergeschoss (zum Teil verschiefert) durch Gurtgesims optisch abgetrennt, zwei vertikal gliedernde erkerartige Risalite, zentraler Eingang, gerahmt, bogenbekrönt, mit Eichhörnchen-Relief und Spruch: „Ehre jedem, der schafft“, originales Türblatt, Fenster sechsfeldrig gesprosst, Walmdach. | 09278279 |
|                                         | Sechs Stadtscheunen | Prießnitztalstraße 15a (neben) (Karte) | 2. Hälfte 19. Jh.                | ortshistorisch bedeutsam, jeweils eingeschossig, mit Drempel, zum Teil Öffnungsgewände. | 09278280 |
| Weitere Bilder                          | Bauskulptur und Freitreppe der Uhrmacherschule sowie im Innern Kunstuhr von H. Goertz                                                | Schillerstraße 3a (Karte)              | 1920er Jahre                     | künstlerisch und ortsgeschichtlich von Bedeutung. An der Hauswand drei kräftige Reliefs mit Handels- und Handwerkssymbolen, zwei vollplastische Putti an der Freitreppe, im Innern astronomische Uhr (TD), Gebäude im Ganzen nicht mehr denkmalrelevant, da nach dem Krieg stark verändert, Deutsche Uhrmacherschule (ehem., Einweihung 1878), Ingenieurschule für Feinwerktechnik (1951 bis 1992), seit 2008 Deutsches Uhrenmuseum Glashütte, inzwischen der gesamte Bau denkmalgerecht saniert. | 09278225 |
|                                         | Gedenkstein | Schillerstraße 3a (bei) (Karte)        | bez. 1903                        | für Peter Henlein, dem Erfinder der Taschenuhr, ortsgeschichtlich von Bedeutung. Henlein war der Erfinder der Taschenuhr, Stein gesetzt zum 25. Jubiläum des „Centralverbandes deutscher Uhrmacher“, roter Granit, Monolith. | 09278224 |
|                                         | Sandstein-Türstock mit Schlussstein                                                                                                  | Schillerstraße 4 (Karte)               | um 1790                          | baugeschichtlich von Bedeutung. | 09278221 |
|                                         | Sandstein-Türstock mit Schlussstein                                                                                                  | Schillerstraße 10 (Karte)              | bez. 1790                        | baugeschichtlich von Bedeutung. | 09278215 |
| Direkt Bild zu diesem Denkmal hochladen | Sandstein-Türstock mit Schlussstein                                                                                                  | Schulstraße 3 (Karte)                  | bez. 1791                        | baugeschichtlich von Bedeutung. | 09278210 |
|                                         | Schule (ohne jüngere Anbauten) | Schulstraße 4 (Karte)                  | bez. 1901–1902                   | durch Lage und Architektur herausgehoben, bau- und ortshistorische Bedeutung. Dreigeschossiger massiver Putzbau mit zusätzlichem Geschoss durch Dachausbau, Risalit in Zentralachse, gegiebelt, darüber Uhrenturm (verschieferte Holzkonstruktion), segmentbogige Fenstergestaltung, einige Details (z. B. Balustraden-Ornament) erhalten. | 09278209 |
|                                         | Wohnhaus in offener Bebauung | Schulstraße 5 (Karte)                  | bez. 1792 (Schlussstein)         | Putzbau mit Mansarddach, profilierter Türstock mit Schlussstein, altes Türblatt, bau- und ortsentwicklungsgeschichtliche Bedeutung. Zweigeschossiger massiver Putzbau, beide Geschosse mit Sandstein-Fenstergewänden, zum Teil alte Sprossung, Mansarddach, insgesamt ursprünglich. | 09278211 |
|                                         | Fabrikantenvilla mit Sonnenuhr und Einfriedung                                                                                       | Schulstraße 8 (Karte)                  | bez. 1902                        | Fabrikantenvilla – mit vergleichsweise aufwändiger Gestaltung, architektonische und ortshistorische Relevanz. Zweigeschossiger massiver Putzbau, gefaste Fenstergewände, alte Galgensprossung, dominanter Seitenrisalit mit Treppengiebelung, weitere Seitengiebel mit hölzernen Zierformen, Walmdach, Sockel Polygonalmauerwerk, Relief: „Dominus Vobiscum“. | 09278212 |

## Bärenhecke
| Bild                                    | Bezeichnung | Lage                   | Datierung               | Beschreibung | ID       |
| --------------------------------------- | --- | ---------------------- | ----------------------- | --- | -------- |
| Direkt Bild zu diesem Denkmal hochladen | Sachgesamtheitsbestandteil der Sachgesamtheit Müglitztalbahn, Teilabschnitt Glashütte, OT Bärenhecke, mit Einzeldenkmalen | (Karte)                | 1937–1938               | Sachgesamtheitsbestandteil der Sachgesamtheit Müglitztalbahn, Teilabschnitt Glashütte, OT Bärenhecke, mit den Einzeldenkmalen: Brücke bei Doors Bogen (km 21,275) – (ID-Nr. 09302497), Betonträgerbrücke (km 21,483) – (ID-Nr. 09302498), Betonbogenbrücke (km 22,014) – (ID-Nr. 09302499), mit dem Sachgesamtheitsteil: Gleiskörper (Sachgesamtheit, Gemeinde Heidenau – ID-Nr. 09221668) – Sachgesamtheit mit Hochbauten und Ingenieurbauten sowie den erhaltenen Zeugnissen der alten Schmalspurbahn in den Gemeinden Heidenau (ohne OT), Dohna (OT Dohna, Köttwitz), Müglitztal (OT Weesenstein, Burkhardtswalde, Mühlbach), Liebstadt (OT Großröhrsdorf), Glashütte (OT Bärenhecke, OT Cunnersdorf, Schlottwitz, Neudörfel, Rückenhain, Dittersdorf, Glashütte) und Altenberg (OT Bärenstein, Altenberg, Geising, Lauenstein), singuläre Anlage von überregionaler geschichtlicher Bedeutung. | 09303958 |
| Direkt Bild zu diesem Denkmal hochladen | Betonträgerbrücke (Einzeldenkmal zu ID-Nr. 09303958)                                                                      | (Karte)                | 1937                    | Einzeldenkmal der Sachgesamtheit Müglitztalbahn, Teilabschnitt Glashütte, OT Bärenhecke: Betonträgerbrücke – eisenbahngeschichtlich und verkehrsgeschichtlich von Bedeutung. Länge / Höhe / Breite: 63,8 m / 7,6 m / –, max. Neigung / min. Radius: 39 ‰ / 250 m. Betonträgerbrücke auf drei länglichen Betonpfeilern mit zugespitzten Vorköpfen. | 09302497 |
| Direkt Bild zu diesem Denkmal hochladen | Betonbogenbrücke (Einzeldenkmal zu ID-Nr. 09303958)                                                                       | (Karte)                | 1938                    | Einzeldenkmal der Sachgesamtheit Müglitztalbahn, Teilabschnitt Glashütte, OT Bärenhecke: Betonbogenbrücke – eisenbahngeschichtlich und verkehrsgeschichtlich von Bedeutung. | 09302499 |
| Direkt Bild zu diesem Denkmal hochladen | Betonträgerbrücke (Einzeldenkmal zu ID-Nr. 09303958)                                                                      | (Karte)                | 1937                    | Einzeldenkmal der Sachgesamtheit Müglitztalbahn, Teilabschnitt Glashütte, OT Bärenhecke: Betonträgerbrücke – eisenbahngeschichtlich und verkehrsgeschichtlich von Bedeutung. Länge / Höhe / Breite: 76,4 / 5,9 / –, max. Neigung / min. Radius: 39 ‰ / 250 m. Bogenförmig verlaufende Betonträgerbrücke auf drei länglichen Betonpfeilern mit halbrunden Vorköpfen. Der Tragbalken verfügt auf Grund der großen Stützmomente über Balkenschrägen. | 09302498 |
|                                         | Mühle und Bäckerei Bärenhecke                                                                                             | Mühlenstraße 1 (Karte) | 1898–1899               | Mühle mit Bäckerei, zum Teil mit historischer Technik – ortsgeschichtliche und technikgeschichtliche Bedeutung. Überwiegend dreigeschossiger massiver Putzbau mit zusätzlichem Dachgeschoss (Mansarddach), kleinteilige Fenstersprossung. | 09278394 |
| Weitere Bilder                          | Büttnermühle | Mühlenstraße 9 (Karte) | Seitengebäude bez. 1850 | Wohnmühlenhaus und Seitengebäude sowie Graben und Wehr: Wohnmühlenhaus Obergeschoss Fachwerk, Feldstein-Seitengebäude – baugeschichtlich und ortsgeschichtlich von Bedeutung, Schlussstein jetzt am Haus Emil-Lange-Straße 1 in Glashütte (ID-Nr. 09278274). Wohnmühlenhaus: Erdgeschoss massiv, gesprosste Winterfenster, Obergeschoss Fachwerk, Fenster Obergeschoss in originaler Größe, flaches Satteldach, zweigeschossiges massives Seitengebäude mit Sonnenuhr und Tafel: „Erbaut von … Büttner im Jahre 1850“, Technik nicht vorhanden, aber Graben und Wehr. | 09278264 |

## Börnchen
| Bild                                    | Bezeichnung                           | Lage                            | Datierung                 | Beschreibung | ID       |
| --------------------------------------- | ------------------------------------- | ------------------------------- | ------------------------- | --- | -------- |
| Direkt Bild zu diesem Denkmal hochladen | Wohnstallhaus                         | Börnchen 14 (Karte)             | wohl 1. Hälfte 19. Jh.    | Obergeschoss Fachwerk, verschalt, wesentlich in der Konstruktion erhalten, baugeschichtliche Bedeutung. Erdgeschoss massiv, verändert, Giebelseite auch verändert, Fenster Obergeschoss im Fachwerk-Teil in originaler Größe, Krüppelwalmdach. | 09278172 |
| Direkt Bild zu diesem Denkmal hochladen | Korbbogen-Türgewände mit Schlussstein | Börnchen 22 (Karte)             | bez. 1797                 | baugeschichtlich von Bedeutung. | 09278171 |
| Direkt Bild zu diesem Denkmal hochladen | Wohnstallhaus                         | Börnchen 28 (Karte)             | um 1700                   | Obergeschoss Fachwerk, verbrettert, älteste noch erhaltene Generation regionaltypischer Holzbauweise, baugeschichtliche Bedeutung. Erdgeschoss massiv, gesprosste Winterfenster, Giebelseite ausgemauert, Fenster Obergeschoss in originaler Größe, Giebel verschindelt, steiles Satteldach mit altdeutscher Schieferdeckung, mit integriertem Wirtschaftsteil. | 09278170 |
| Direkt Bild zu diesem Denkmal hochladen | Gasthof Börnchen                      | Börnchen 32 (Karte)             | 2. Hälfte 19. Jh.         | Gasthof – an ortsbildprägender Stelle, baugeschichtliche und ortshistorische Relevanz. Zweigeschossiger massiver Putzbau, beide Geschosse mit Sandstein-Fenstergewänden, Türbekrönung, Giebel mit Rundbogenfenstern. | 09278169 |
| Direkt Bild zu diesem Denkmal hochladen | Spritzenhaus der Feuerwehr            | Börnchen 32 (gegenüber) (Karte) | um 1900                   | orts- und sozialhistorische Relevanz, massiv, darüber verbretterter Drempel, Krüppelwalmdach, Schieferdeckung. | 09278168 |
| Direkt Bild zu diesem Denkmal hochladen | Wohnstallhaus eines Dreiseithofes     | Kleinbörnchen 2 (Karte)         | 2. Hälfte 19. Jahrhundert | Massiv, mit prägendem Palladiomotiv, baugeschichtliche Bedeutung | 09278167 |

## Cunnersdorf
| Bild                                    | Bezeichnung                                                                                           | Lage                          | Datierung                      | Beschreibung | ID       |
| --------------------------------------- | --- | ----------------------------- | ------------------------------ | --- | -------- |
| Direkt Bild zu diesem Denkmal hochladen | Sachgesamtheitsbestandteil der Sachgesamtheit Müglitztalbahn, Teilabschnitt Glashütte, OT Cunnersdorf | (Karte)                       | 1937–1938                      | Sachgesamtheitsbestandteil der Sachgesamtheit Müglitztalbahn, Teilabschnitt Glashütte, OT Cunnersdorf, ohne Einzeldenkmale, mit dem Sachgesamtheitsteil: Bachbrücke (km 14,721) sowie mit dem Gleiskörper (Sachgesamtheit, Gemeinde Heidenau – ID-Nr. 09221668) – Sachgesamtheit mit Hochbauten und Ingenieurbauten sowie den erhaltenen Zeugnissen der alten Schmalspurbahn in den Gemeinden Heidenau (ohne OT), Dohna (OT Dohna, Köttwitz), Müglitztal (OT Weesenstein, Burkhardtswalde, Mühlbach), Liebstadt (OT Großröhrsdorf), Glashütte (OT Bärenhecke, OT Cunnersdorf, Schlottwitz, Neudörfel, Rückenhain, Dittersdorf, Glashütte) und Altenberg (OT Bärenstein, Altenberg, Geising, Lauenstein), singuläre Anlage von überregionaler geschichtlicher Bedeutung. | 09302486 |
| Direkt Bild zu diesem Denkmal hochladen | Sachgesamtheit Bergbaugebiet Hirtenwiesen                                                             | (Karte)                       | ab 1490 (Bergbau)              | Sachgesamtheit Bergbaugebiet »Hirtenwiesen« – Stollen, Schächte, Halden und Mundlöcher einer historischen Bergbaulandschaft, bergbau- und regionalhistorische Bedeutung. | 09278619 |
| Direkt Bild zu diesem Denkmal hochladen | Neubauernhaus                                                                                         | Am Hofeberg 7 (Karte)         | 1947                           | geschichtliche Bedeutung, weitgehend authentisch erhalten, daher Seltenheitswert. Erdgeschoss massiv, verputzt, Fenster mit Putzfaschen und Konsolbänken, Drempelzone verbrettert, Fenster zum Teil mit originaler Sprossung, Satteldach mit Biberschwanz-Kronendeckung, Schleppgaupe, originale Farbigkeit, Stallfenster in originaler Sprossung. | 09278617 |
| Direkt Bild zu diesem Denkmal hochladen | Wohnstallhaus eines ehemaligen Vierseithofes, mit Sandsteintrog                                       | Kalkhöhenweg 1 (Karte)        | 1. Hälfte 19. Jh.              | recht authentisch, u. a. baugeschichtliche Bedeutung. Zweigeschossig, massiv, verputzt, Erdgeschoss und Obergeschoss mit Sandsteingewänden, am Giebel drei Rundbogenfenster mit Kämpfer und vorkragenden Fensterbänken, Giebel mit Sandsteinkante mit Voluten gefasst, steiles Satteldach, ca. 1 m hoher Sandsteintrog. | 09278618 |
| Direkt Bild zu diesem Denkmal hochladen | Wohnstallhaus und zwei Seitengebäude sowie Einfahrt eines Dreiseithofes                               | Kreuzweg 1 (Karte)            | 1. Hälfte 19. Jh.              | weitgehend authentisch, Teil der historischen Ortsstruktur, u. a. baugeschichtliche Bedeutung. Wohnstallhaus: zweigeschossig, massiv, verputzt, Sandsteingewände, Satteldach, Biberschwanz-Kronendeckung, die Seitengebäude: zweigeschossig, massiv, verputzt, ein Nebengebäude mit Obergeschoss Vollgeschoss, das andere mit Drempel, Sandsteingewände, profiliertes Traufgesims, Scheunentore im Segmentbogen geschlossen, mit Ziegelbögen, große Holztore. | 09278622 |
| Direkt Bild zu diesem Denkmal hochladen | Kriegerdenkmal für die Gefallenen des Ersten und Zweiten Weltkrieges                                  | Kreuzweg 1 (vor) (Karte)      | bez. 1920 (großer Granitstein) | von ortshistorischer Bedeutung. Großer Granitstein, flankiert von zwei kleineren, davor drei kleine Steine mit den Namen der Toten, Steine gereinigt und Schrift neu ausgelegt. | 09278624 |
| Direkt Bild zu diesem Denkmal hochladen | Sandsteintrog                                                                                         | Kreuzweg 8 (Karte)            | bez. 1852                      | sozialgeschichtlich von Bedeutung. | 09278623 |
| Direkt Bild zu diesem Denkmal hochladen | Krug-Mühle                                                                                            | Krugmühle 2 (Karte)           | 2. Hälfte 19. Jh.              | Mühle mit Anbau sowie Mühlgraben (ca. 350 m lang) und Wehr – von orts- und technikgeschichtlicher Bedeutung. Mühle: zweigeschossig, massiv, verputzt, Sandsteingewände, Satteldach, Schieferdeckung, Anbau: teilweise betonierte Fassung des Mühlgrabens, darauf verbretterte Fachwerkkonstruktion mit Satteldach. | 09278628 |
| Direkt Bild zu diesem Denkmal hochladen | Wohnstallhaus eines Dreiseithofes                                                                     | Lange Straße 28a; 28b (Karte) | um 1900                        | vergleichsweise aufwändiger Bau mit architektonischen Gliederungen und Schlussstein mit Bärenwappen, u. a. baugeschichtliche Bedeutung. Zweigeschossig, verputzt, Sandsteinfassaden, Gliederungen durch Fenster- und Türgewände, Eckbossierungen und -quaderungen, Gurtgesims, profilierte Traufzone, Giebelseite Fenster mit Konsolen und geraden Verdachungen, drei Okuli, Portal mit Schlussstein (Bärenwappen), Portal um 1930 beschnitzt. | 09278621 |
| Direkt Bild zu diesem Denkmal hochladen | Wohnstallhaus, Stall und Scheune eines Dreiseithofes                                                  | Lange Straße 37 (Karte)       | bez. 1767 (Schlussstein)       | Hofstruktur intakt, ortsbildprägende und baugeschichtliche Bedeutung. Wohnstallhaus: zweigeschossig, Obergeschoss vermutlich Fachwerk, verputzt, Sandsteinportal mit Korbbogen und Schlussstein, Satteldach, Dacherker später hinzugefügt. Stall: zweigeschossig, verputzt, zum Teil Sandsteingewände, Satteldach. Scheune: zweigeschossig, verputzt, Fensterverdachungen sowie Torbögen mit verklinkertem Segmentbogen, Satteldach. | 09278625 |

## Dittersdorf
| Bild                                    | Bezeichnung | Lage                            | Datierung                            | Beschreibung | ID       |
| --------------------------------------- | --- | ------------------------------- | ------------------------------------ | --- | -------- |
| Direkt Bild zu diesem Denkmal hochladen | Sachgesamtheitsbestandteil der Sachgesamtheit Müglitztalbahn, Teilabschnitt Glashütte, OT Dittersdorf, mit Einzeldenkmalen | (Karte)                         | 1937                                 | Sachgesamtheitsbestandteil der Sachgesamtheit Müglitztalbahn, Teilabschnitt Glashütte, OT Dittersdorf, mit dem Einzeldenkmal: Haltepunkt Bärenhecke-Johnsbach (ID-Nr. 09278395) sowie den Sachgesamtheitsteilen: Anschlussstellwerk Kornhaus Bärenhecke (km 22,68), Anschlussstellwerk BHG Bärenhecke-Johnsbach (km 22,68) und Stützmauer (km 22,4) sowie mit dem Gleiskörper (Sachgesamtheit, Gemeinde Heidenau – ID-Nr. 09221668) – Sachgesamtheit mit Hochbauten und Ingenieurbauten sowie den erhaltenen Zeugnissen der alten Schmalspurbahn in den Gemeinden Heidenau (ohne OT), Dohna (OT Dohna, Köttwitz), Müglitztal (OT Weesenstein, Burkhardtswalde, Mühlbach), Liebstadt (OT Großröhrsdorf), Glashütte (OT Bärenhecke, OT Cunnersdorf, Schlottwitz, Neudörfel, Rückenhain, Dittersdorf, Glashütte) und Altenberg (OT Bärenstein, Altenberg, Geising, Lauenstein), singuläre Anlage von überregionaler geschichtlicher Bedeutung. Sachgesamtheitsteil Stützmauer (km 22,4): Beton-Stützmauer, die zur Mitte hin spitzwinklig zuläuft. Die Oberfläche wurde in typischer Weise für die Streckengestaltung gespitzt. Die Mauer bildet in diesem Flussabschnitt ebenfalls die Uferbefestigung und -sicherung. | 09302500 |
| Direkt Bild zu diesem Denkmal hochladen | Triangulationssäule | Dittershöhe (Karte)             | bez. 1866 (Triangulationssäule)      | Station der Königlich-Sächsischen Triangulation, Netz 2. Ordnung, aufgesetztes Holzkreuz, wissenschaftlich und technikgeschichtlich von Bedeutung. Sandsteinsäule auf Sockel, ca. 150 cm hoch, Inschrift: „579 / Station / DITTERSHÖHE / der / Kön:Sächs: / Triangulierung / 1866.“, „TP“, auch „Nagelsche Säule“ genannt, Nagel reformierte in Sachsen in den 1860er Jahren das Vermessungswesen, Holzkreuz aufgesetzt, profilierter Ring markiert Übergang von Sockel zu Säule, Abdeckplatte fehlt, Standort Lesesteinhalde. | 09278153 |
| Direkt Bild zu diesem Denkmal hochladen | Ehem. Gasthof Erbgericht                                                                                                   | Mittlere Hauptstraße 35 (Karte) | um 1890, Seitengebäude etwas älter   | Wohnstallhaus und Seitengebäude eines Dreiseithofes – struktur- und bildprägend, baugeschichtlich relevant, als ehemaliges Erbgericht von ortshistorischer Bedeutung. Wohnstallhaus: zweigeschossiger massiver Putzbau, Holzverzierungen im Giebel (Einflüsse vom Schweizerstil), zwei erhaltene Haustüren, Sandstein-Fenstergewände, Seitengebäude ebenfalls massiv, Tür- und Fenstergewände, altdeutsche Schieferdeckung. | 09278158 |
| Direkt Bild zu diesem Denkmal hochladen | Wohnstallhaus | Mittlere Hauptstraße 39 (Karte) | vor 1800                             | Obergeschoss Fachwerk, hochgradig in Konstruktion und Aussehen erhalten, ältere Generation regionaltypischer Holzbauweise, baugeschichtliche Bedeutung. Erdgeschoss massiv, alter Putz, hölzernes Wetterhäuschen, Sandstein-Fenstergewände, alte gesprosste Doppelfenster in beiden Geschossen, Fenster Obergeschoss in originaler Größe, Stallteil klar erkennbar, Satteldach mit Schieferdeckung. | 09278156 |
| Direkt Bild zu diesem Denkmal hochladen | Wohnstallhaus | Mittlere Hauptstraße 72 (Karte) | bez. 1847, Kern älter                | Obergeschoss Fachwerk, u. a. baugeschichtliche Bedeutung. Erdgeschoss massiv, Sandstein-Fenstergewände, Haustür verändert, Fenster Obergeschoss in originaler Größe mit Pseudosprossung, Sichtfachwerk mit Querstreben, Satteldach, Giebel ausgemauert. | 09278155 |
| Direkt Bild zu diesem Denkmal hochladen | Wohnstallhaus | Mittlere Hauptstraße 76 (Karte) | vor 1800                             | Obergeschoss Fachwerk, u. a. baugeschichtlich von Bedeutung. Erdgeschoss massiv, Sandstein-Fenstergewände, hölzernes Wetterhäuschen, teilweise Winterfenster, Fenster Obergeschoss gesprosst und in originaler Größe, Giebel verbrettert, Satteldach. | 09278157 |
| Direkt Bild zu diesem Denkmal hochladen | Bahnhofgebäude Dittersdorf (Einzeldenkmal zu ID-Nr. 09302500)                                                              | Müglitztalstraße (Karte)        | 1938                                 | Einzeldenkmal der Sachgesamtheit Müglitztalbahn, Teilabschnitt Glashütte, OT Dittersdorf: Bahnhofsgebäude – eisenbahngeschichtlich, ortsgeschichtlich und verkehrsgeschichtlich von Bedeutung. | 09278395 |
| Direkt Bild zu diesem Denkmal hochladen | Wohnstallhaus | Obere Hauptstraße 6 (Karte)     | 2. Hälfte 19. Jh.                    | massiv, mit Ornament, bildprägend durch exponierte Lage, baugeschichtlich relevant. Zweigeschossiger massiver Putzbau, Stallteil klar erkennbar, Gurtgesims, Obergeschoss mit floraler Fensterbekrönung, Traufgesims, Walmdach, in beiden Geschossen Fenstergewände, Türbekrönung, zum Teil alte Sprossung und Doppelfenster. | 09278163 |
| Direkt Bild zu diesem Denkmal hochladen | Pfarrhaus | Obere Hauptstraße 110 (Karte)   | bez. 1860, Kern wahrscheinlich älter | womöglich einst Fachwerk, baugeschichtliche und ortshistorische Bedeutung. Zweigeschossiger massiver Putzbau, Giebel neu verschindelt, in beiden Geschossen Sandstein-Fenstergewände, keine Sprossung, Satteldach, Schieferdeckung. | 09278161 |
| Direkt Bild zu diesem Denkmal hochladen | Dorfkirche Dittersdorf | Obere Hauptstraße 111 (Karte)   | 1532, im Kern älter                  | Kirche, Kirchhof mit Einfriedung sowie Kriegerdenkmal für die Gefallenen des Ersten Weltkrieges und Grabmal Dittrich – baugeschichtliche und ortsgeschichtliche Bedeutung. Kriegerdenkmal an der Außenseite der Kirchhofseinfriedung, Grabmal Johann Heinrich Dittrich, Pastor von 1807 bis 1850 und Gattin Hanna Karoline Amalie, Obelisk, Relief, Kreuz und Kelch, Sandstein, ca. 170 cm hoch. | 09278159 |
| Direkt Bild zu diesem Denkmal hochladen | Sandstein-Torbogen | Obere Hauptstraße 114 (Karte)   | bez. 1891                            | baugeschichtlich von Bedeutung, eingemauert, Segmentbogen, Eckquaderung, profilierter Schlussstein mit Aufschrift „F. H. Bobe 1891“. | 09278162 |
| Direkt Bild zu diesem Denkmal hochladen | Wohnhaus | Obere Hauptstraße 120 (Karte)   | wohl 2. Hälfte 19. Jh.               | Obergeschoss Fachwerk verbrettert, standardisierte Spätphase der Holzbauweise, baugeschichtlich von Bedeutung. Erdgeschoss massiv, geglättet, Fenster Obergeschoss weitgehend in originaler Größe, Giebel auch verbrettert, flaches Satteldach. | 09278165 |
| Direkt Bild zu diesem Denkmal hochladen | Torbogen und Pforte in der Hofmauer eines Bauernhofes                                                                      | Obere Hauptstraße 121 (Karte)   | bez. 1798                            | ortsbildprägend und baugeschichtlich von Bedeutung, beide mit Schlussstein und Kämpfer (Sandstein). | 09278166 |

## Hausdorf
| Bild                                    | Bezeichnung                                                    | Lage                         | Datierung                     | Beschreibung | ID       |
| --------------------------------------- | -------------------------------------------------------------- | ---------------------------- | ----------------------------- | --- | -------- |
| Direkt Bild zu diesem Denkmal hochladen | Wohnstallhaus und Scheune eines Dreiseithofes                  | Obere Dorfstraße 20 (Karte)  | 2. Hälfte 19. Jh.             | strukturprägend, baugeschichtliche Bedeutung. Wohnstallhaus: zweigeschossig, massiv, Sandsteingewände, Satteldach, Seitengebäude: massiv, Satteldach. | 09278652 |
| Direkt Bild zu diesem Denkmal hochladen | Wohnstallhaus und zwei Seitengebäude eines Dreiseithofes       | Obere Dorfstraße 31 (Karte)  | 2. Hälfte 19. Jh.             | bildprägend und baugeschichtliche Bedeutung. Wohnstallhaus: zweigeschossig, massiv, verputzt, Sandsteingewände, Rundbogenfenster im Giebel. Seitengebäude: auf hakenförmigem Grundriss, massiv, verputzt, Satteldach.                                                             | 09278645 |
|                                         | Windburg; Dreilindengut                                        | Obere Dorfstraße 47 (Karte)  | Mitte 19. Jh.                 | Wohnhaus und Seitengebäude eines Dreiseithofes – von ortsbildprägender und baugeschichtlicher Bedeutung. Bauernhaus: zweigeschossig, massiv, verputzt, Sandsteingewände, Satteldach. Seitengebäude: zweigeschossig, massiv, verputzt, Sandsteingewände, Satteldach.               | 09278646 |
| Direkt Bild zu diesem Denkmal hochladen | Kriegerdenkmal für die Gefallenen der beiden Weltkriege        | Untere Dorfstraße (Karte)    | nach 1945                     | von ortshistorischer Bedeutung. Drei Granitsteine mit glatten Vorderseiten, der hohe mittlere Stein mit den Namen der Gefallenen des Ersten Weltkriegs, die beiden flankierenden Steine mit den Namen der Gefallenen des Zweiten Weltkriegs.                                      | 09278650 |
| Direkt Bild zu diesem Denkmal hochladen | Wohnstallhaus und Sandsteintrog eines ehemaligen Zweiseithofes | Untere Dorfstraße 9 (Karte)  | 2. Hälfte 19. Jh., Kern älter | u. a. baugeschichtliche Bedeutung. Wohnstallhaus: zweigeschossig, massiv, verputzt, Sandsteingewände, Satteldach. | 09278647 |
| Direkt Bild zu diesem Denkmal hochladen | Ehemalige Schule                                               | Untere Dorfstraße 16 (Karte) | bez. 1864                     | ortshistorische Bedeutung. Zweigeschossig, massiv, verputzt, Sandsteinfenstergewände, leicht profiliertes Türgewände mit gerader Verdachung, Zwillingsfenster im Giebel, Satteldach, Dachreiter mit Uhr.                                                                          | 09278649 |
| Direkt Bild zu diesem Denkmal hochladen | Wohnstallhaus und Scheune eines Dreiseithofes                  | Untere Dorfstraße 19 (Karte) | Mitte 19. Jh.                 | Teil der historischen Dorfstruktur und baugeschichtliche Bedeutung. Wohnstallhaus: zweigeschossig, massiv, verputzt, Sandsteingewände, Satteldach, Scheune: eingeschossig, mit Drempel, massiv, verputzt, Satteldach.                                                             | 09278644 |
| Direkt Bild zu diesem Denkmal hochladen | Wohnstallhaus und Seitengebäude eines Vierseithofes            | Untere Dorfstraße 47 (Karte) | 4. Viertel 19. Jh.            | von ortsbildprägender und bauhistorischer Bedeutung. Wohnstallhaus: zweigeschossig, Erdgeschoss massiv, Obergeschoss Fachwerk verputzt, Satteldach, Nebengebäude: eingeschossig, massiv, verputzt, Fenster teilweise vergrößert, Giebel mit Lünette, Mansarddach mit Krüppelwalm. | 09278642 |

## Hermsdorf am Wilisch
| Bild                                    | Bezeichnung                                            | Lage                  | Datierung                      | Beschreibung | ID       |
| --------------------------------------- | ------------------------------------------------------ | --------------------- | ------------------------------ | --- | -------- |
| Direkt Bild zu diesem Denkmal hochladen | Wegestein                                              | (Karte)               | 19. Jh.                        | von verkehrshistorischer Bedeutung. Sandsteinstele, ca. 150 cm hoch, mit kreuzdachförmigem Abschluss. | 09278589 |
| Direkt Bild zu diesem Denkmal hochladen | Wegestein                                              | (Karte)               | bez. 1898                      | von verkehrshistorischer Bedeutung. | 09303842 |
| Direkt Bild zu diesem Denkmal hochladen | Zwei Erdkellereingänge                                 | (Karte)               | 19. Jh.                        | regionaltypisch, sozialgeschichtlich von Bedeutung. Erster Erdkeller: Sandsteinmauer mit bogigem Eingang, zweiter Erdkeller: mit Sandstein gefasster Eingang, rechteckig. | 09278590 |
| Direkt Bild zu diesem Denkmal hochladen | Häuslerhaus                                            | Am Wilisch 1 (Karte)  | bez. 1851 (Schlussstein)       | Häuslerhaus – Obergeschoss Fachwerk, u. a. baugeschichtliche Bedeutung. Erdgeschoss massiv, Sandstein-Fenstergewände, korbbogiges sandsteinernes Türgewände, Obergeschoss Fachwerk, Satteldach. | 09278599 |
| Direkt Bild zu diesem Denkmal hochladen | Häuslerhaus                                            | Am Wilisch 10 (Karte) | 2. Hälfte 19. Jh.              | Obergeschoss zum Teil noch Fachwerk, u. a. baugeschichtliche Bedeutung. Erdgeschoss und Straßenfront massiv, Sandstein-Fenstergewände, Satteldach. | 09278597 |
| Direkt Bild zu diesem Denkmal hochladen | Seitengebäude eines Dreiseithofes                      | Am Wilisch 21 (Karte) | Mitte 19. Jh.                  | intakte Fachwerkkonstruktion, Bau weitgehend original erhalten, baugeschichtlich von Bedeutung. Erdgeschoss massiv, verputzt, Obergeschoss zweiriegeliges Fachwerk, Giebelseite verbrettert, Satteldach. | 09278596 |
| Direkt Bild zu diesem Denkmal hochladen | Wohnstallhaus (ohne Garagenanbau)                      | Am Wilisch 31 (Karte) | 2. Hälfte 19. Jh.              | intakte Fachwerkkonstruktion, baugeschichtlich von Bedeutung. Erdgeschoss massiv, teilweise Bruchsteinmauerwerk durch Ziegel ersetzt, Obergeschoss Fachwerk (Sichtfachwerk), Satteldach. | 09278594 |
| Direkt Bild zu diesem Denkmal hochladen | Wohnstallhaus eines Zweiseithofes, mit Hofmauer        | Am Wilisch 33 (Karte) | bez. 1836 (Tafel Straßenseite) | u. a. baugeschichtliche Bedeutung. Zweigeschossig, Erdgeschoss zur Straße Sandsteinquader, Sandstein-Fenstergewände, zum Teil Fachwerk und Ziegel, Lehmgefache mit Staken, Obergeschoss Fachwerk, Bergeluken, Satteldach mit Biberschwanz-Kronendeckung, sandsteinerne Hofmauer, Fachwerkkonstruktion zum Teil auch im Erdgeschoss erhalten. | 09278592 |
| Direkt Bild zu diesem Denkmal hochladen | Wohnstallhaus und zwei Seitengebäude eines Bauernhofes | Am Wilisch 37 (Karte) | um 1880                        | in gutem Originalzustand, ortsbildprägende, geschichtliche und städtebauliche Bedeutung. Zweigeschossig, mit hohem Sockel, Feldsteinmauerwerk, verputzt, Sandstein-Fenstergewände und Sandstein-Türgewände, Sandsteinportal mit gerader Verdachung und Inschriftfeld: „Gottes Ruh und Frieden sei diesem Haus beschieden“, Satteldach, straßenseitig eingemauerter alter Schlussstein vom Vorgängerbau 1817, ehem. Scheune massiv, der Balkon des Wohnstallhauses ist original. | 09278591 |
| Direkt Bild zu diesem Denkmal hochladen | Häuslerhaus                                            | Am Wilisch 40 (Karte) | Anfang 18. Jh.                 | im ursprünglichen Aussehen erhalten, Fachwerk im Erdgeschoss, baugeschichtlich und ortsbildprägend von Bedeutung. Zweigeschossig, Erdgeschoss teilweise massiv, verputzt und Sichtfachwerk, Obergeschoss Sichtfachwerk (etwas verformt), Giebelseite verkleidet, abgeschlepptes Satteldach. | 09278593 |

## Hirschbach
| Bild                                    | Bezeichnung                                         | Lage                              | Datierung                  | Beschreibung | ID       |
| --------------------------------------- | --------------------------------------------------- | --------------------------------- | -------------------------- | --- | -------- |
| Direkt Bild zu diesem Denkmal hochladen | Triangulationssäule, zum Kriegerdenkmal umgestaltet | (Karte)                           | 1867 (Triangulationssäule) | Triangulationssäule, zum Kriegerdenkmal für die Gefallenen des Ersten Weltkrieges umgestaltet – ortsgeschichtlich, vermessungsgeschichtlich und technikgeschichtlich von Bedeutung. Mehrteilige Triangulationssäule von 1867, die 1921 vom Kreischaer Gebirgsverein zum Kriegerdenkmal umgestaltet wurde, Inschrift: „1914–1918“, besteht aus Neundorfer Sandstein, pyramidenförmiger Aufbau, Übergang ist mit einem würfelförmigen Quader mit Schilödbögen gestaltet, Abschlusssäule zylindrisch gestaltet, Standort unmittelbar neben dem steil abfallenden ehemaligen Steinbruchgelände, Säule stark beschädigt, Höhe 2,6 m. | 09278600 |
|                                         | Wegestein                                           | Alte Straße 1 (gegenüber) (Karte) | bez. 1830                  | von verkehrsgeschichtlicher Bedeutung. Sandsteinstele, kreuzdachartiger Abschluss, Inschriften eingemeißelt. | 09278606 |
|                                         | Wohnstallhaus                                       | Am Oberteich 3 (Karte)            | 2. Hälfte 19. Jh.          | Obergeschoss Fachwerk, baugeschichtliche Bedeutung. Erdgeschoss massiv, mit Sandsteingewänden, Stalltür, Obergeschoss: größtenteils Fachwerk, mit Verbretterungen, teils massiv, Satteldach, hinten abgeschleppt, Giebelseite verkleidet. | 09278615 |
|                                         | Wohnstallhaus eines ehemaligen Zweiseithofes        | Grimmsche Straße 1 (Karte)        | Mitte 18. Jh.              | u. a. baugeschichtliche Bedeutung. Erdgeschoss massiv, verputzt, mit vergrößerten Fenstern, Obergeschoss Fachwerk, verbrettert und verkleidet, Rückseite massiv, steiles Satteldach, Schieferdeckung, am verbretterten Giebel Schiebefenster. | 09278607 |
|                                         | Wegestein                                           | Kreischaer Straße (Karte)         | 19. Jh.                    | von verkehrsgeschichtlicher Bedeutung, ca. 2 m hohe Sandsteinstele mit verwitterter Inschrift. | 09278602 |
| Direkt Bild zu diesem Denkmal hochladen | Steinbogenbrücke                                    | Kreischaer Straße 5 (vor) (Karte) | 19. Jh.                    | von verkehrshistorischer Bedeutung. Natursteinbogenbrücke, stromauf etwas verbreitert, mit Eisenträger. | 09278609 |
|                                         | Hirschbacher Schule (heute Kindertagesstätte)       | Kreischaer Straße 16 (Karte)      | bez. 1908                  | weitgehend original erhalten, ortshistorische und ortsbildprägende Bedeutung. Zweigeschossiger massiver Putzbau mit hohem, bossiertem Sandsteinsockel, Gurtgesims, Obergeschoss Erker mit Verschieferungen, Holz- und Zierfachwerk-Elemente, unregelmäßiger Grundriss, originale Fenster und Türen, auch innen, Krüppelwalmdach, Schieferdeckung, zentraler Dacherker, stehende Dachgaupe, drei alte Blitzableiter. bezeichnet 1908 ( Kartusche über linkem Eingang). Gemeindeschule mit Lehrerwohnung – beeinflusst durch Sächsischen Heimatschutz. | 09278611 |
|                                         | Wohnstallhaus und zwei Scheunen eines Dreiseithofes | Kreischaer Straße 19 (Karte)      | 1848                       | u. a. baugeschichtliche Bedeutung. Wohnstallhaus: zweigeschossiger massiver Putzbau in zwei Bauphasen (1848 und 1880), Sandstein-Fenster- und -Türgewände, Satteldach, am Straßengiebel Ziergespärre mit Anklängen an Schweizerstil. Scheune: massiv, zweigeschossig, Sandsteingewände, zwei große Tore, Bergetür, Giebel mit zwei Rundbogenfenstern und Okulus, Satteldach. Durchfahrtsscheune: Erdgeschoss massiv, Obergeschoss Fachwerk verbrettert, Fenster mit originaler Sprossung, flaches Satteldach. | 09278614 |
|                                         | Häuslerhaus                                         | Zum Vorwerk 1 (Karte)             | bez. 1849 (Segmentbogen)   | Obergeschoss Fachwerk, u. a. baugeschichtlich von Bedeutung. Erdgeschoss massiv, verputzt, Portal mit segmentbogigem Sandsteingewände, Obergeschoss Fachwerk, Giebel und Straßenseite verbrettert, Satteldach mit Biberschwanz-Kronendeckung. | 09278605 |
|                                         | Ehem. Vorwerk Hirschbach                            | Zum Vorwerk 2; 4; 7 (Karte)       | Herrenhaus 15.–18. Jh.     | Ehemaliges Vorwerk, Herrenhaus mit angebauter Scheune und angebautem Stall, Wohnhaus und Stallscheune sowie Torbogen – bildet Vierseithof, von baugeschichtlicher und ortshistorischer Bedeutung. Herrenhaus: zweigeschossig, massiv, verputzt, Sandstein-Tür- und -Fenstergewände, vierflügelige Kreuzstockfenster, steiles Satteldach, Biberschwanz-Kronendeckung, Hirschkopf, spätere Veränderungen. Stall: eingeschossig, massiv verputzt, Tür- und Stallfenstergewände aus Sandstein, Walmdach, Bergetür, alter Blitzableiter. Remise/Scheune: zweigeschossig, massiv, teils Fachwerk, verbrettert, große Holztore, Bergetüren, zum Teil verändert, Krüppelwalmdach. Scheune: massiv, zum Teil Sandsteingewände, Drempelzome verbrettert, flaches Satteldach. Wohnhaus: Erdgeschoss massiv, verputzt, profilierte Gusssteingewände, Obergeschoss Fachwerk, Loggia mit profilierten Holzstützen und Balustrade, Krüppelwalmdach, Biberschwanz-Kronendeckung, zwei Schleppgaupen, neue Kunststoff-Fenster. | 09278604 |

## Johnsbach
| Bild                                    | Bezeichnung                                       | Lage                                      | Datierung                        | Beschreibung | ID       |
| --------------------------------------- | ------------------------------------------------- | ----------------------------------------- | -------------------------------- | --- | -------- |
| Direkt Bild zu diesem Denkmal hochladen | Wohnstallhaus eines Dreiseithofes                 | Am Vereinshaus 4 (Karte)                  | 18. Jh.                          | Obergeschoss zum Teil Fachwerk, bild- und strukturprägend und u. a. baugeschichtliche Bedeutung. Erdgeschoss, Giebel- und Rückseite massiv, mit Fenstergewänden, eine Seite Obergeschoss Fachwerk erhalten, weitgehend Fenster in originaler Größe, Stallteil gut erkennbar, Satteldach mit Schieferdeckung.                             | 09278250 |
| Direkt Bild zu diesem Denkmal hochladen | Ehem. Handwerkerheim                              | Bärenhecker Straße 1 (Karte)              | 1950er Jahre, Kern älter         | Gaststätten- und Wohnhauskomplex im Stil der Bauweise der frühen DDR – orts- und bauhistorisch relevant. Zweigeschossige massive Putzbauten, hufeisenförmiger Gebäudekomplex mit Saal im Mittelstück, originale Sprossung erhalten, Walmdächer mit Hecht, zum Teil Schieferdeckung.                                                      | 09278246 |
| Direkt Bild zu diesem Denkmal hochladen | Wegestein                                         | Bärenhecker Straße 1 (bei) (Karte)        | bez 1835                         | verkehrsgeschichtlich von Bedeutung. | 09300857 |
| Direkt Bild zu diesem Denkmal hochladen | Wohnstallhaus                                     | Johnsbacher Hauptstraße 8 (Karte)         | um 1750                          | Obergeschoss verbrettertes Fachwerk, ältere Generation regionaltypischer Holzbauweise, baugeschichtliche Bedeutung. Erdgeschoss massiv, verändert, Fenster Obergeschoss weitgehend in originaler Größe, ohne Sprossung, Giebel verbrettert, Satteldach.                                                                                  | 09278175 |
| Direkt Bild zu diesem Denkmal hochladen | Wohnstallhaus                                     | Johnsbacher Hauptstraße 16 (Karte)        | wahrscheinlich vor 1750          | Obergeschoss Fachwerk, Konstruktion und Aussehen erhalten, ältere Generation regionaltypischer Holzbauweise, baugeschichtlich von Bedeutung. Erdgeschoss massiv (Feldstein), zum Teil Winterfenster, Fenster Obergeschoss in originaler Größe, steiles Satteldach, Schieferdeckung.                                                      | 09278242 |
| Direkt Bild zu diesem Denkmal hochladen | Wohnhaus                                          | Johnsbacher Hauptstraße 20 (Karte)        | wahrscheinlich vor 1800          | Obergeschoss Fachwerk, vermutlich ehemaliges Häuslerhaus, u. a. baugeschichtliche Bedeutung. Erdgeschoss massiv, Fenster Obergeschoss in originaler Größe, Giebel verkleidet. | 09278243 |
| Direkt Bild zu diesem Denkmal hochladen | Torbogen mit Schlussstein                         | Johnsbacher Hauptstraße 25 (Karte)        | bez. 1673 (Torbogen)             | heimatgeschichtliche Bedeutung. Sandstein, mit Schlussstein und Kämpfer, und Personendurchgang, ebenfalls mit Schlussstein. | 09278244 |
| Direkt Bild zu diesem Denkmal hochladen | Wohnstallhaus und Seitengebäude eines Bauernhofes | Johnsbacher Hauptstraße 38 (Karte)        | Kern 18. Jh.                     | u. a. baugeschichtliche Bedeutung. Wohnstallhaus: ehemaliges Fachwerkhaus, Kern 18. Jh. Seitengebäude mit Palladiomotiv, Türgewände des Wohnstallhauses bezeichnet 1819, 1842. | 09278245 |
| Direkt Bild zu diesem Denkmal hochladen | Wohnstallhaus mit späterem Stallanbau über Eck    | Johnsbacher Hauptstraße 59 (Karte)        | Türstock bez. 1839, Kern 18. Jh. | struktur- und bildprägend, baugeschichtlich relevant. Zweigeschossiger massiver Putzbau, beide Geschosse mit Sandstein-Fenstergewänden, steiles Satteldach deutet auf ehemaligen Fachwerkbau hin, Haustürgewände, wahrscheinlich 1839 Fachwerk massiv ersetzt.                                                                           | 09278251 |
| Direkt Bild zu diesem Denkmal hochladen | Wohnstallhaus mit alter Kubatur                   | Johnsbacher Hauptstraße 61 (Karte)        | 18. Jh.                          | im 19. Jh. massiv ausgebaut, struktur- und bildprägend, u. a. baugeschichtliche Bedeutung. Zweigeschossiger massiver Putzbau, Fenstergewände wahrscheinlich entfernt, intaktes Wand-Öffnung-Verhältnis (bis auf Rückseite), steiles Satteldach.                                                                                          | 09278252 |
| Direkt Bild zu diesem Denkmal hochladen | Wohnstallhaus                                     | Johnsbacher Hauptstraße 63 (Karte)        | nach 1800                        | Obergeschoss Fachwerk, weitgehend erhaltene Holzkonstruktion, u. a. baugeschichtliche Bedeutung. Erdgeschoss massiv, Fenstergrößen leicht verändert, Fenster Obergeschoss in originaler Größe, ohne Sprossung, Giebelseite verbrettert, Satteldach mit Schieferdeckung, Straßenseite massiv verändert.                                   | 09278253 |
| Direkt Bild zu diesem Denkmal hochladen | Ehemaliges Schulgebäude                           | Johnsbacher Hauptstraße 64 (Karte)        | bez. 1840 in Supraporte          | mit erhaltenem Portal, ortshistorische Relevanz. Zweigeschossiger massiver Putzbau, beide Geschosse mit Sandstein-Fenstergewänden, keine Sprossung, Satteldach, im Giebel Palladiomotiv, Sandsteintürgewände mit Bekrönung, darüber Schrifttafel: „Schulhaus Johnsbach 1840“, originales Türblatt.                                       | 09278247 |
| Direkt Bild zu diesem Denkmal hochladen | Wohnstallhaus                                     | Johnsbacher Hauptstraße 65 (Karte)        | vor 1750                         | Obergeschoss Fachwerk, Konstruktion erhalten, ältere Generation regionaltypischer Holzbauweise, u. a. baugeschichtliche Bedeutung. Erdgeschoss massiv, verändert, Fenster Obergeschoss weitgehend in originaler Größe, böhmische gestrichene Verbretterung, steiles Satteldach.                                                          | 09278254 |
| Weitere Bilder                          | Dorfkirche Johnsbach                              | Johnsbacher Hauptstraße 66 (Karte)        | 1749–1750                        | Kirche, Kirchhof mit Einfriedung, Grabmalen, vor dem Kirchhof Kriegerdenkmal für die Gefallenen des Ersten Weltkrieges – bau- und ortsgeschichtliche Bedeutung. | 09278248 |
| Direkt Bild zu diesem Denkmal hochladen | Wohnstallhaus eines Dreiseithofes                 | Johnsbacher Hauptstraße 69 (Karte)        | Kern 18. Jh.                     | bild- und strukturprägende Lage, u. a. baugeschichtliche Relevanz. Zweigeschossiger massiver Putzbau, beide Geschosse mit Sandstein-Fenstergewänden, keine Sprossung, Satteldach, womöglich Reste von Fachwerk erhalten, im 19. Jh. Fachwerk massiv ersetzt.                                                                             | 09278255 |
| Direkt Bild zu diesem Denkmal hochladen | Pfarrhof mit Pfarrhaus und Seitengebäude          | Johnsbacher Hauptstraße 70 (Karte)        | 1793 (Substitutenhaus)           | Pfarrhof mit Pfarrhaus (ohne Anbau) und Seitengebäude (Substitutenhaus) sowie Trockenmauer, zwei Torpfosten und Pfarrgarten – Seitengebäude ein Fachwerkgebäude mit aufwändigem Türgewände, baugeschichtlich und ortsgeschichtlich von Bedeutung.                                                                                        | 09278249 |
| Direkt Bild zu diesem Denkmal hochladen | Zwei Türstöcke mit Schlusssteinen                 | Johnsbacher Hauptstraße 87 (Karte)        | bez. 1621 (Türstock)             | baugeschichtlich von Bedeutung. | 09278257 |
| Direkt Bild zu diesem Denkmal hochladen | Wohnstallhaus                                     | Johnsbacher Hauptstraße 88 (Karte)        | bez. 1861, Kern älter            | Obergeschoss Fachwerk, u. a. von baugeschichtlicher Bedeutung. Erdgeschoss massiv, Gewände, Pseudosprossung, Fenster Obergeschoss in originaler Größe, Giebelseiten ausgemauert, Satteldach, altdeutsche Schieferdeckung. | 09278258 |
| Direkt Bild zu diesem Denkmal hochladen | Wohnstallhaus                                     | Johnsbacher Hauptstraße 105 (Karte)       | 1. Hälfte 19. Jh. oder älter     | Obergeschoss Fachwerk, baugeschichtlich von Bedeutung. Erdgeschoss massiv, verändert, Fenster Obergeschoss in originaler Größe, ohne Sprossung, Satteldach. | 09278259 |
| Direkt Bild zu diesem Denkmal hochladen | Feldstein-Backhaus                                | Johnsbacher Hauptstraße 109 (bei) (Karte) | um 1900                          | sozial- und ortshistorische Relevanz. | 09278261 |
| Direkt Bild zu diesem Denkmal hochladen | Wohnstallhaus                                     | Johnsbacher Hauptstraße 126 (Karte)       | Kern um 1700, Türstock bez. 1836 | Obergeschoss Fachwerk, authentisch, älteste noch bestehende Generation regionaltypischer Holzbauweise, baugeschichtliche Bedeutung. Erdgeschoss massiv, Fenster- und Türgewände, altes Türblatt, Winterfenster gesprosst, Fenster Obergeschoss weitgehend in originaler Größe, Giebel verschindelt, steiles Satteldach, Schieferdeckung. | 09278260 |

## Luchau
| Bild                                    | Bezeichnung                                                                              | Lage                              | Datierung                                                         | Beschreibung | ID       |
| --------------------------------------- | ---------------------------------------------------------------------------------------- | --------------------------------- | ----------------------------------------------------------------- | --- | -------- |
| Direkt Bild zu diesem Denkmal hochladen | Wegestein                                                                                | (Karte)                           | 19. Jh.                                                           | verkehrsgeschichtlich von Bedeutung, ca. 220 cm hoch. | 09278291 |
| Direkt Bild zu diesem Denkmal hochladen | Wegestein                                                                                | Dorfstraße (Karte)                | bez. 1836                                                         | verkehrsgeschichtlich von Bedeutung, ca. 150 cm hoch, Sandstein, Bekrönung. | 09278134 |
|                                         | Schrifttafel im Giebel                                                                   | Dorfstraße 1 (Karte)              | bez. 1856                                                         | auf Brand hinweisend, ortsgeschichtlich von Bedeutung. | 09278133 |
|                                         | Wohnstallhaus und zwei Seitengebäude eines Dreiseithofes, mit hölzerner Inschrifttafel   | Dorfstraße 3 (Karte)              | 2. Hälfte 19. Jh., Fachwerk-Seitengebäude bez. 1833               | Wohnstallhaus massiv, ein Seitengebäude Obergeschoss Fachwerk, von ortsbildprägender Wirkung und baugeschichtlicher Bedeutung. Wohnstallhaus: zweigeschossiger massiver Putzbau, durchgehend Sandstein-Fenstergewände, Türbekrönung, feldseitige Scheune: massiv, jünger, Fachwerk-Seitengebäude: mit intakter Konstruktion, Sichtfachwerk, Fenstersprossung, Krüppelwalmdach, Erdgeschoss verändert, hölzerne Tafel: ORA et LABORA.                               | 09278136 |
|                                         | Wohnstallhaus                                                                            | Dorfstraße 6 (Karte)              | 1. Hälfte 19. Jh.                                                 | Obergeschoss größtenteils Fachwerk, bildprägende Wirkung, baugeschichtlich von Bedeutung. Erdgeschoss Feldstein, Sandstein-Fenstergewände, ursprüngliche gesprosste Doppelfenster, Türgewände, Fenster Obergeschoss in originaler Größe, zum Teil ursprünglich gesprosst (ebenfalls Doppelfenster), Giebel verbrettert, Satteldach mit Biberschwanz-Kronendeckung.                                                                                                 | 09278137 |
|                                         | Wohnhaus                                                                                 | Dorfstraße 8 (Karte)              | vor 1800                                                          | Obergeschoss Fachwerk, baugeschichtlich von Bedeutung. Erdgeschoss massiv, Gewände nicht original, Haustür verändert, Fenster Obergeschoss in originaler Größe, Giebel untypisch verbrettert, Satteldach. | 09278138 |
|                                         | Wohnhaus und Sandsteinrelief                                                             | Dorfstraße 10 (Karte)             | um 1850                                                           | Relief mit Bierkrug (im Innern aufbewahrt), u. a. baugeschichtlich von Bedeutung. Zweigeschossiger massiver Putzbau, in beiden Geschossen Sandstein-Fenstergewände, Pseudosprossung, Krüppelwalmdach mit Biberschwanz-Kronendeckung, Relief weist auf Braurecht hin, weitgehend im ursprünglichen Aussehen erhalten, Relikt eines Vierseithofes. | 09278139 |
| Weitere Bilder                          | Standort einer ehem. Wasserburg mit Wassergraben, Brücke und Baumkranz                   | Dorfstraße 10 (unterhalb) (Karte) | 12. Jh.                                                           | ortsgeschichtlich von Bedeutung. Burgstandort als rechteckiges erhöhter Areal mit Mauerresten erlebbar, von einem wasserführenden breiten Graben umgeben, Steinbogenbrücke über den Graben, Baumkranz aus Linden entlang des äußeren Grabenrandes. | 09278140 |
| Direkt Bild zu diesem Denkmal hochladen | Wohnstallhaus eines Dreiseithofes                                                        | Dorfstraße 11 (Karte)             | um 1800                                                           | Obergeschoss zum Teil Fachwerk, regionaltypische Holzbauweise, baugeschichtlich von Bedeutung. Erdgeschoss massiv, zum Teil ohne Gewände, Stallteil erkennbar, Obergeschoss Fenster in originaler Größe, im Fachwerkteil mit Sprossung, hinterer Teil ausgemauert, Giebel verbrettert, Satteldach, Schieferdeckung. | 09278123 |
|                                         | Wohnstallhaus                                                                            | Dorfstraße 21 (Karte)             | um 1750                                                           | Obergeschoss Fachwerk, regionaltypische Holzbauweise, baugeschichtliche Bedeutung. Erdgeschoss massiv, Sandstein-Fenstergewände, Türgewände, altes Türblatt, Fenster Obergeschoss weitgehend in originaler Größe, Giebel verbrettert, steiles Satteldach. | 09278124 |
| Direkt Bild zu diesem Denkmal hochladen | Zwei Sandstein-Türgewände und Schlussstein                                               | Dorfstraße 23 (Karte)             | 18. Jh.                                                           | Zwei Sandstein-Türgewände, ein Schlussstein mit Pferderelief. | 09278125 |
|                                         | Wohnstallhaus, Seitengebäude sowie zwei Torpfosten und Sandsteintrog eines Dreiseithofes | Dorfstraße 26 (Karte)             | Schlussstein bez. 1703                                            | bildprägend, in seiner Struktur erhalten, baugeschichtlich relevant. Wohnstallhaus: massiv (wohl ehemals Fachwerk), Fenstergrößen weitgehend unverändert, beide Geschosse mit Sandstein-Fenstergewänden, keine Sprossung, Sandstein-Türgewände, steiles Satteldach mit Aufschieblingen und Biberschwanz-Kronendeckung, Scheune im Süden: Erdgeschoss massiv, Obergeschoss verbrettert, desgleichen zweites Seitengebäude, zwei Sandstein-Torpfosten mit Bekrönung. | 09278127 |
| Direkt Bild zu diesem Denkmal hochladen | Kriegerdenkmal                                                                           | Dorfstraße 26b (bei) (Karte)      | nach 1918                                                         | ortshistorische Relevanz, ca. 230 cm hoch, grob behauene Sandsteinstele mit Inschrifttafeln, expressionistisch anmutende Bekrönung. | 09278128 |
| Direkt Bild zu diesem Denkmal hochladen | Wohnstallhaus und Seitengebäude eines Dreiseithofes                                      | Dorfstraße 30; 31 (Karte)         | Wohnstallhaus um 1850, Seitengebäude älter                        | von bildprägender Wirkung und baugeschichtlicher Bedeutung. Wohnstallhaus: massiv, Feldsteinsockel, Sandstein-Tür- und -Fenstergewände, Stallteil klar erkennbar, Konstruktion weitgehend ursprünglich, Krüppelwalmdach. Seitengebäude: Feldstein, Obergeschoss zum Teil noch Fachwerk, Sandsteingewände, Biberschwanzdeckung. | 09278129 |
|                                         | Sandstein-Torbogen mit Kämpfer und Schlussstein                                          | Dorfstraße 33 (Karte)             | 18. Jh.                                                           | baugeschichtlich von Bedeutung | 09278130 |
| Direkt Bild zu diesem Denkmal hochladen | Wohnstallhaus eines ehemaligen Dreiseithofes                                             | Dorfstraße 34 (Karte)             | Kern womöglich 18. Jh., bez. 1826, massiv gestaltet 2. Hälfte 19. | u. a. baugeschichtlich von Bedeutung. Zweigeschossiger massiver Putzbau, Obergeschoss ehemals Fachwerk, originale Fenstergrößen, ohne Sprossung, zum Teil Sandsteingewände, Satteldach mit Schieferdeckung. | 09278131 |

## Neudörfel
| Bild                                    | Bezeichnung                                                                                         | Lage    | Datierung | Beschreibung | ID       |
| --------------------------------------- | --------------------------------------------------------------------------------------------------- | ------- | --------- | --- | -------- |
| Direkt Bild zu diesem Denkmal hochladen | Sachgesamtheitsbestandteil der Sachgesamtheit Müglitztalbahn, Teilabschnitt Glashütte, OT Neudörfel | (Karte) | 1937–1938 | Sachgesamtheitsbestandteil der Sachgesamtheit Müglitztalbahn, Teilabschnitt Glashütte, OT Neudörfel, ohne Einzeldenkmale, mit dem Sachgesamtheitsteil: Gleiskörper (Sachgesamtheit, Gemeinde Heidenau – ID-Nr. 09221668) – Sachgesamtheit mit Hochbauten und Ingenieurbauten sowie den erhaltenen Zeugnissen der alten Schmalspurbahn in den Gemeinden Heidenau (ohne OT), Dohna (OT Dohna, Köttwitz), Müglitztal (OT Weesenstein, Burkhardtswalde, Mühlbach), Liebstadt (OT Großröhrsdorf), Glashütte (OT Bärenhecke, Cunnersdorf, Schlottwitz, Neudörfel, Rückenhain, Dittersdorf, Glashütte) und Altenberg (OT Bärenstein, Altenberg, Geising, Lauenstein), singuläre Anlage von überregionaler geschichtlicher Bedeutung. | 09304277 |

## Niederfrauendorf
| Bild                                    | Bezeichnung                                   | Lage                             | Datierung         | Beschreibung | ID       |
| --------------------------------------- | --------------------------------------------- | -------------------------------- | ----------------- | --- | -------- |
|                                         | Wohnstallhaus und Scheune eines Zweiseithofes | Schmiedeberger Straße 4 (Karte)  | Mitte 19. Jh.     | weitgehend original erhalten, ortsbildprägende Bedeutung. Hofstruktur erhalten, baugeschichtliche Relevanz. Wohnstallhaus: zweigeschossig, massiv, verputzt, Segmentbogenportale mit Sandsteingewänden, im Erdgeschoss Sandstein-Fenstergewände, Obergeschoss wahrscheinlich Fachwerk hinter dem Putz, alte Fenster mit Winterfenstern, Satteldach, Schieferdeckung, Scheune: zum Teil Fachwerk, Drempelzone verbrettert, Satteldach, zum Teil Schieferdeckung. | 09278633 |
| Direkt Bild zu diesem Denkmal hochladen | Scheune eines Dreiseithofes                   | Schmiedeberger Straße 40 (Karte) | 1. Hälfte 19. Jh. | einzige im Ort erhaltene Holzscheune, bildprägend, bau- und wirtschaftsgeschichtlich relevant. Bruchsteinsockel, verbretterte Holzkonstruktion, Satteldach, Schieferdeckung. | 09278631 |
| Direkt Bild zu diesem Denkmal hochladen | Schmiede                                      | Schmiedeberger Straße 43 (Karte) | Ende 19. Jh.      | von technikgeschichtlicher Bedeutung, da ursprüngliche Ausstattung weitestgehend erhalten. Eingeschossig, massiv, verputzt, Sandsteinfenstergewände, alte Fenster, Satteldach, Schieferdeckung, massiver Anbau. | 09278655 |
| Direkt Bild zu diesem Denkmal hochladen | Wohnstallhaus                                 | Zum Staudamm 2 (Karte)           | 1. Hälfte 19. Jh. | Obergeschoss Fachwerk, Teil der historischen Ortsstruktur, bildprägende und bauhistorische Bedeutung. Zweigeschossig, massiv, verputzt, Sandsteingewände, im Obergeschoss wahrscheinlich noch Fachwerk unter Putz, Südgiebel verbrettert, Satteldach, segmentbogiges Sandsteinportal mit Schlussstein. | 09278630 |

## Oberfrauendorf
| Bild                                    | Bezeichnung                                                           | Lage                                  | Datierung                       | Beschreibung | ID       |
| --------------------------------------- | --------------------------------------------------------------------- | ------------------------------------- | ------------------------------- | --- | -------- |
| Direkt Bild zu diesem Denkmal hochladen | Denkmal                                                               | (Karte)                               | bez. 1917                       | von ortshistorischer Bedeutung (Otto Büschel war Königlicher Förster). Sandsteinplatte, Seiten gebeilt, Schriftfläche scharriert, Inschrift: „Wie der Sturm den Eichbaum. So raffte ein jäher Tod hier dahin den Kgl. Förster Otto Büschel aus Oberfrauendorf am 9. Dez. 1917.“ | 09278654 |
| Weitere Bilder                          | Triangulationssäule                                                   |                                       |                                 | Triangulationssäule; Station 2. Ordnung, vermessungsgeschichtlich und technikgeschichtlich von Bedeutung. | 09305036 |
| Direkt Bild zu diesem Denkmal hochladen | Wegestein                                                             | An der Lockwitz (Karte)               | Mitte 19. Jh.                   | von verkehrshistorischer Bedeutung, ca. 2 m hohe Sandsteinstele mit Quirlabschluss, Aufschriften verblasst. | 09278635 |
| Direkt Bild zu diesem Denkmal hochladen | Kriegerdenkmal für die Gefallenen des Ersten Weltkrieges              | An der Lockwitz (Karte)               | bez. 1921 (Kriegerdenkmal)      | von ortsgeschichtlicher Bedeutung. Sockel aus Granitfindlingen, darauf gefasster Sandsteinquader mit Inschrift, Eisernem Kreuz, Eichenlaub, Aufsatz aus Metallkreuz, Helmschablone, Eisernem Kreuz und Lorbeerkranz. | 09278638 |
| Direkt Bild zu diesem Denkmal hochladen | Wohnstallhaus, Remise, Scheune und Sandsteintrog eines Dreiseithofes  | An der Lockwitz 6 (Karte)             | bez. 1861 (Schlussstein Portal) | bauhistorische Relevanz in Aussehen und Fachwerkkonstruktion original erhalten. - Wohnstallhaus: Erdgeschoss massiv, Sandstein-, Fenster- und Türgewände, Obergeschoss Fachwerk, mit Lehmgefachen, alte Fenster, Giebel- und Hangseite massiv, verputzt, Satteldach, Schieferdeckung, Stallteil mit preußischen Kappen, gut erhaltener Sandsteintrog rechts der Haustür. - Scheune: Erdgeschoss massiv, Sandsteingewände, Obergeschoss Fachwerk verbrettert, Fenster mit alter Sprossung, Satteldach. - Remise: massiv aus Bruchstein, verputzt, Sandsteingewände, Torgewände aus Sandsteinquadern, Giebel mit Biforie und Lünette, Satteldach. | 09278640 |
| Direkt Bild zu diesem Denkmal hochladen | Steinbogenbrücke                                                      | An der Lockwitz 6 (gegenüber) (Karte) | Mitte 19. Jh.                   | von verkehrshistorischer Bedeutung. Bogen aus Sandstein und Gneis. | 09278641 |
| Direkt Bild zu diesem Denkmal hochladen | Wohnstallhaus                                                         | An der Lockwitz 54 (Karte)            | 1. Hälfte 19. Jh.               | Obergeschoss Fachwerk, baugeschichtlich von Bedeutung. Erdgeschoss massiv, verputzt, mit Sandsteingewänden, Türen segmentbogig, Obergeschoss teilweise massiv, Giebel massiv, Langseite einriegeliges Fachwerk, Frackdach. | 09278637 |
| Direkt Bild zu diesem Denkmal hochladen | Gedenkstein                                                           | Hochwaldstraße (Karte)                | bez. 1589                       | von orts- und regionalgeschichtlicher Bedeutung. Sandsteinstele, dreiansichtig mit drei Wappenschilden (Wettinisches Wappen, Wappen mit Bär, Wappen mit vier Blumen und zwei Lilien). | 09278629 |
| Direkt Bild zu diesem Denkmal hochladen | Holzscheune mit Dachreiter                                            | Johnsbacher Straße 1 (Karte)          | um 1900                         | Teil eines Zweiseithofes, im Ort singulär, im originalen Aussehen erhalten. Zweigeschossige Holzkonstruktion, verbrettert, Untergeschoss zum Teil massiv, Fenster mit originaler Sprossung, Hofseite mit Dacherker, Uhr, offener, verschieferter Dachreiter mit Haube, Glocke und Windrose, Satteldach, Schieferdeckung. | 09278636 |
| Direkt Bild zu diesem Denkmal hochladen | Wohnstallhaus mit Scheunenanbau und Backofenanbau sowie Sandsteintrog | Zum Hochbehälter 2 (Karte)            | nach Angabe 1780er Jahre        | Obergeschoss Fachwerk, baugeschichtlich von Bedeutung. Erdgeschoss und Giebelseite massiv, verputzt, Sandsteingewände, Winterfenster, hölzerner Türstock mit Oberlicht, Obergeschoss Fachwerk zweiriegelig, talseitig Backofenanbau, Satteldach, Schieferdeckung. Scheunenteil: Erdgeschoss massiv, Drempel verbrettert, ebenso Giebel und Obergeschoss talseitig. | 09278639 |

## Reinhardtsgrimma
| Bild                                    | Bezeichnung | Lage                                     | Datierung                                    | Beschreibung | ID       |
| --------------------------------------- | --- | ---------------------------------------- | -------------------------------------------- | --- | -------- |
| Direkt Bild zu diesem Denkmal hochladen | Wegestein | (Karte)                                  | 19. Jh.                                      | von verkehrshistorischer Bedeutung. Sandsteinstele ca. 1 m hoch, mit kreuzdachartigem Abschluss, aufgemalte, kaum leserliche Inschrift. | 09278581 |
|                                         | Wohnstallhaus und zwei Seitengebäude eines Dreiseithofes                                                            | Alter Leichenweg 2; 4; 6 (Karte)         | bez. 1852                                    | bildprägende und baugeschichtliche Bedeutung. Zweigeschossig, massiv, verputzt, Sandstein-Fenstergewände (im Erdgeschoss segmentbogig, im Obergeschoss rechteckig), Südgiebel mit drei kleinen Rundbogenfenstern und kleinen Halbrundfenstern, über dem Portal Sandsteintafel, bezeichnet A.W. Dießler 1852, mit gerader Verdachung, Satteldach. | 09278583 |
| Direkt Bild zu diesem Denkmal hochladen | Wohnhaus | Gartenstraße 5 (Karte)                   | vermutlich 17. Jh. (Kern)                    | stattlicher Putzbau mit Krüppelwalmdach, ortshistorische Bedeutung. Zweigeschossig, Sandsteinsockel, Bruchsteinmauerwerk, Sandstein-Fenster- und -Türgewände, Krüppelwalmdach mit Dachhecht, Biberschwanz-Kronendeckung, im Innern tiefe Keller, Erdgeschoss eingewölbt. | 09278578 |
|                                         | Wegestein | Grimmsche Hauptstraße (Karte)            | 19. Jh.                                      | von verkehrshistorischer Bedeutung. Sandsteinsäule mit dreieckigem Aufsatz aus Sandstein. | 09278587 |
| Weitere Bilder                          | Buschhäuser | Grimmsche Hauptstraße 1; 2 (Karte)       | 1810–1811                                    | Zwei Wohnhäuser, klassizistisch, von orts- und kunstgeschichtlicher Bedeutung, ursprünglich zum Schloss gehörend, errichtet 1810/11 im klassizistischen Stil von Gottlob Friedrich Thormeyer | 09278588 |
| Direkt Bild zu diesem Denkmal hochladen | Wohnstallhaus und Torbogen eines ehemaligen Vierseithofes                                                           | Grimmsche Hauptstraße 33b (Karte)        | bez. 1858 (Portal/Torbogen), Scheune 18. Jh. | Teil der alten Ortsstruktur, bauhistorische Bedeutung. Wohnstallhaus: zweigeschossiger massiver Putzbau, Sandstein-Fenstergewände, Giebelseite mit drei kleinen Rundbogenfenstern. Durchfahrtsscheune: Erdgeschoss Bruchsteinmauerwerk, Obergeschoss Fachwerk, weiter Dachüberstand, steiles Satteldach, Biberschwanzdeckung, Bergetür, Torbogen und Eingangsbogen: Sandstein, Kämpfer und Schlussstein. | 09278575 |
|                                         | Wohnhaus | Grimmsche Hauptstraße 34 (Karte)         | Ende 18. Jh.                                 | markanter Baukörper von ortsbildprägender und baugeschichtlicher Bedeutung. Dreigeschossiger massiver Putzbau, Fenster-Sandsteingewände, Türgewände mit plastischem Schmuck und Schlusssteinen, Zahnschnittrahmung, Kordeln mit Quasten, links auf Schlussstein Monogramm „L“, im 1. Obergeschoss in der Mittelachse Fenster mit Zahnschnittrahmung auf kleinen Konsolen, Krüppelwalmdach in veränderter Deckung, Türblatt um 1930, Vorhof mit Sandsteinplatten belegt. | 09278566 |
| Weitere Bilder                          | Schloss, Steinbogenbrücke, Badehaus, Grablege, Wirtschaftsgebäude und Brennerei (Einzeldenkmale zu ID-Nr. 09301309) | Grimmsche Hauptstraße 36; 38; 42 (Karte) | 1767                                         | Einzeldenkmale der Sachgesamtheit Schloss Reinhardtsgrimma: Schloss und Steinbogenbrücke (Schloßgasse 2), Badehaus (Schloßgasse 4), Grablege (Zur Alten Schäferei), 2 Wirtschaftsgebäude (Schloßgasse 5, 7), Wirtschaftsgebäude (Schloßgasse 9), 2 Wirtschaftsgebäude (Grimmsche Hauptstraße 36, 38) und Brennerei (Grimmsche Hauptstraße 42) (Einzeldenkmale zu ID-Nr. 09301309) – von regionalhistorischer und kunstgeschichtlich-architektonischer Bedeutung. | 09278564 |
|                                         | Wohnhaus | Grimmsche Hauptstraße 37 (Karte)         | um 1870                                      | baugeschichtlich relevant. Zweigeschossiger massiver Putzbau, Natursteinsockel, Sandstein-Fenstergewände, Türgewände profiliert, mit gerader Verdachung, geputzte Eckquaderung im Erdgeschoss, im Obergeschoss Ecklisenen mit Spiegeln, im Obergeschoss Fenster mit Verdachung, zum Teil Winterfenster, Satteldach, Schieferdeckung. | 09278567 |
|                                         | Ehem. Gasthaus Erbgericht                                                                                           | Grimmsche Hauptstraße 44 (Karte)         | 1. Hälfte 18. Jh.                            | Gasthof und Sandstein-Torpfosten – von bau- und ortshistorischer sowie ortsbildprägender Bedeutung. Zweigeschossiger massiver Putzbau auf breitgelagertem, rechteckigem Grundriss, Erdgeschoss im Westflügel zum Teil angebaute Vitrinenfenster, zum Teil große Schaufenster, Obergeschoss-Fenster am Westteil zum Teil noch vierflügelig, in der Grimmaischen Hauptstraße vergrößerte Saalfenster, mächtiges Walmdach in Biberschwanzdeckung, Westseite mit Dachhecht. | 09278572 |
|                                         | Wohnhaus | Grimmsche Hauptstraße 60 (Karte)         | bez. 1799 (Schlussstein)                     | Obergeschoss Fachwerk, baugeschichtlich von Bedeutung. Erdgeschoss massiv, mit segmentbogigem Türstock, Schlussstein, Obergeschoss teilweise Fachwerk, teilweise massiv, mit Sandsteingewänden, Straßengiebel aufgebrettert bzw. mit Kunstschiefer verkleidet, Satteldach. | 09278579 |
| Direkt Bild zu diesem Denkmal hochladen | Häuslerhaus | Grimmsche Hauptstraße 81 (Karte)         | bez. 1885                                    | Obergeschoss Fachwerk, baugeschichtlich und sozialgeschichtlich von Bedeutung. Erdgeschoss massiv, verputzt, Fenstergewände und Korbbogenportal aus Sandstein, Obergeschoss Fachwerk, eine Giebelseite verbrettert, Satteldach, originale Haustür. | 09278585 |
| Direkt Bild zu diesem Denkmal hochladen | Steinbogenbrücke | Neue Häuser (Karte)                      | 1. Hälfte 19. Jh.                            | von verkehrshistorischer Bedeutung. Rundbogen aus Sandsteinquadern, Brüstung aus Sandsteinplatten und Eckpfosten. | 09278718 |
|                                         | Alte Schule | Pfarrweg 1 (Karte)                       | bez. 1727 (Schlussstein)                     | bau- und ortsgeschichtliche Bedeutung. Zwei- bis dreigeschossiger massiver Putzbau von schmaler Kubatur und steilem Satteldach mit Aufschieblingen, vermutlich ursprünglich teilweise Fachwerk, Sockelgeschoss mit Natursteingewände. | 09278864 |
|                                         | Pfarrhaus und Scheune, verbunden durch Mauer mit Torbogen, dazu Pfarrgarten mit Einfriedung                         | Pfarrweg 2 (Karte)                       | Kern vor 1800                                | bau- und ortsgeschichtliche Bedeutung. Zweigeschossiger massiver Putzbau mit steilem geschweiften Walmdach (Biberschwanzdeckung), zwei Fledermausgaupen, zentrale dreiecksgegliederte Gaupe, Sprossung im originalen Sinn, über Eingang verwitterter (unsanierter) Schlussstein. | 09278863 |
| Weitere Bilder                          | Dorfkirche Reinhardtsgrimma, Kirchhof und Friedhof                                                                  | Pfarrweg 3 (Karte)                       | 1. Hälfte 19. Jh.                            | Dorfkirche Reinhardtsgrimma (mit Ausstattung) und Kirchhof (erweitert zum Friedhof), mit Stützmauer und Einfriedungsmauern (darin Tore und Torbogen), fünf Grabmälern sowie Kriegerdenkmal für die Gefallenen des 1. Weltkrieges am Kirchturm – bau- und ortsgeschichtliche sowie zum Teil künstlerische Bedeutung. | 09278574 |
| Weitere Bilder                          | Sachgesamtheit Schloss Reinhardtsgrimma mit Einzeldenkmalen                                                         | Schloßgasse 2 (Karte)                    | 1767                                         | Sachgesamtheit Schloss Reinhardtsgrimma mit folgenden Einzeldenkmalen: Schloss und Steinbogenbrücke sowie Park (Gartendenkmal) (Schloßgasse 2), Badehaus (Schloßgasse 4), Grablege (Zur Alten Schäferei, ID-Nr. 09278573), 2 Wirtschaftsgebäude (Schloßgasse 5, 7), Wirtschaftsgebäude (Schloßgasse 9) 2 Wirtschaftsgebäude (Grimmsche Hauptstraße 36, 38) und Brennerei (Grimmsche Hauptstraße 42) (Einzeldenkmal ID-Nr. 09278564) – das heutige Erscheinungsbild des Parks wurde 1891 von dem bedeutenden Gartenkünstler Max Bertram gestaltet, die Gesamtanlage ist von regionalhistorischer, kunstgeschichtlich-architektonischer und gartenkünstlerischer Bedeutung.                               | 09301309 |
| Weitere Bilder                          | Schloss, Steinbogenbrücke, Badehaus, Grablege, Wirtschaftsgebäude und Brennerei (Einzeldenkmale zu ID-Nr. 09301309) | Schloßgasse 2; 4; 5; 7; 9 (Karte)        | 1767                                         | Einzeldenkmale der Sachgesamtheit Schloss Reinhardtsgrimma: Schloss und Steinbogenbrücke (Schloßgasse 2), Badehaus (Schloßgasse 4), Grablege (Zur Alten Schäferei), 2 Wirtschaftsgebäude (Schloßgasse 5, 7), Wirtschaftsgebäude (Schloßgasse 9), 2 Wirtschaftsgebäude (Grimmsche Hauptstraße 36, 38) und Brennerei (Grimmsche Hauptstraße 42) (Einzeldenkmale zu ID-Nr. 09301309) – von regionalhistorischer und kunstgeschichtlich-architektonischer Bedeutung. | 09278564 |
| Direkt Bild zu diesem Denkmal hochladen | Steinkreuz und Granitstein für Erläuterungstafel                                                                    | Zum Steinkreuz (Karte)                   | Spätmittelalter                              | regionalgeschichtliche Bedeutung. Steinkreuz aus Quarzporphyr, daneben Granitstein. | 09278576 |
| Direkt Bild zu diesem Denkmal hochladen | Wohnstallhaus und Torbogen sowie Durchfahrtsscheune eines ehemaligen Vierseithofes                                  | Zum Steinkreuz 1 (Karte)                 | bez. 1858 (Portal/Torbogen), Scheune 18. Jh. | Teil der alten Ortsstruktur, bauhistorische Bedeutung. Wohnstallhaus: zweigeschossiger massiver Putzbau, Sandstein-Fenstergewände, Giebelseite mit drei kleinen Rundbogenfenstern. Durchfahrtsscheune: Erdgeschoss Bruchsteinmauerwerk, Obergeschoss Fachwerk, weiter Dachüberstand, steiles Satteldach, Biberschwanzdeckung, Bergetür, Torbogen und Eingangsbogen: Sandstein, Kämpfer und Schlussstein. | 09278575 |
|                                         | Sachgesamtheit Schlossfriedhof Reinhardtsgrimma mit Einzeldenkmalen                                                 | Zur Alten Schäferei (Karte)              |                                              | Sachgesamtheit Schlossfriedhof Reinhardtsgrimma: Friedhof (Gartendenkmal) mit Einfriedung und Grabmalen (Einzeldenkmal ID-Nr. 09278573) – von ortshistorischer Bedeutung. | 09301387 |
|                                         | Schlossfriedhof Reinhardtsgrimma: Einfriedung und Grabmale (Einzeldenkmale zu ID-Nr. 09301387)                      | Zur Alten Schäferei (Karte)              | ab 19. Jh.                                   | Einzeldenkmale der Sachgesamtheit Schlossfriedhof Reinhardtsgrimma: Einfriedung und Grabmale: ein Steinkreuz aus Granit und zwei liegende Grabplatten. (Einzeldenkmale zu ID-Nr. 09301387) – von ortshistorischer Bedeutung. Einfriedung: nordwestliche, nordöstliche und südwestliche ca. 2 m hohe Einfriedungsmauer aus Bruchsteinmauerwerk (Sandstein) mit Abdeckplatten aus Sandstein, südöstliche Einfriedungsmauer als Stützmauer mit einer Kette gesichert, an der Süd-Ecke Pforte mit zwei Sandsteinpfeilern mit Sandsteinaufsätzen, Sandsteinschwelle, schmiedeeisernem Türflügel und Rollenschließmechanismus, in der nordöstlichen Einfriedungsmauer Tor mit zwei Torflügeln aus Holzlatten. | 09278573 |
|                                         | Wohnhaus mit Werkstattanbau                                                                                         | Zur Alten Schäferei 1; 3 (Karte)         | um 1870                                      | ortsbild- und strukturprägende Bedeutung, historische Relevanzen. Wohnhaus: zweigeschossig, massiv, Sandsteingewände, verputzt, Satteldach, Werkstatt: zweigeschossig, massiv, verputzt, großes Holztor, segmentbogiges großes Werkstattfenster, Sandstein-Fenstergewände, Satteldach. | 09278568 |
|                                         | Brettmühle | Zur Brettmühle 5; 12 (Karte)             | 1816                                         | Ehemalige Mühle und Nebengebäude – von ortshistorischer Bedeutung. Mühle: Erdgeschoss massiv, verputzt, Fenster teilweise vergrößert, Sandstein-Türgewände mit Schlussstein, Obergeschoss Fachwerk aufgebrettert, Westseite verbrettert, Krüppelwalmdach, vier neue liegende Dachfenster. Nebengebäude: Erdgeschoss massiv, verputzt, Eingang mit Korbbogen und Schlussstein, Obergeschoss Fachwerk, verbrettert, Krüppelwalmdach, Kastenfenster mit alter Sprossung. | 09278580 |

## Rückenhain
| Bild                                    | Bezeichnung                                                                                          | Lage                              | Datierung | Beschreibung | ID       |
| --------------------------------------- | --- | --------------------------------- | --------- | --- | -------- |
| Direkt Bild zu diesem Denkmal hochladen | Sachgesamtheitsbestandteil der Sachgesamtheit Müglitztalbahn, Teilabschnitt Glashütte, OT Rückenhain | Rückenhain                        | 1937–1938 | Sachgesamtheitsbestandteil der Sachgesamtheit Müglitztalbahn, Teilabschnitt Glashütte, OT Rückenhain, ohne Einzeldenkmale, mit dem Sachgesamtheitsteil: Gleiskörper (siehe auch Sachgesamtheitsliste, Gemeinde Heidenau – Obj. 09221668) – Sachgesamtheit mit Hochbauten und Ingenieurbauten sowie den erhaltenen Zeugnissen der alten Schmalspurbahn in den Gemeinden Heidenau (ohne OT), Dohna (OT Dohna, Köttwitz), Müglitztal (OT Weesenstein, Burkhardtswalde, Mühlbach), Liebstadt (OT Großröhrsdorf), Glashütte (OT Bärenhecke, Cunnersdorf, Schlottwitz, Neudörfel, Rückenhain, Dittersdorf, Glashütte) und Altenberg (OT Bärenstein, Altenberg, Geising, Lauenstein), singuläre Anlage von überregionaler geschichtlicher Bedeutung. | 09304363 |
| Direkt Bild zu diesem Denkmal hochladen | Felsenkeller                                                                                         | Rückenhain 11 (gegenüber) (Karte) | 19. Jh.   | wirtschaftsgeschichtlich von Bedeutung. | 09278150 |

## Schlottwitz
| Bild                                    | Bezeichnung | Lage                                     | Datierung               | Beschreibung | ID       |
| --------------------------------------- | --- | ---------------------------------------- | ----------------------- | --- | -------- |
|                                         | Sachgesamtheitsbestandteil der Sachgesamtheit Müglitztalbahn, Teilabschnitt Glashütte, OT Schlottwitz, mit Einzeldenkmalen | (Karte)                                  | 1937                    | Sachgesamtheitsbestandteil der Sachgesamtheit Müglitztalbahn, Teilabschnitt Glashütte, OT Schlottwitz, mit den Einzeldenkmalen: Bahnhof mit Empfangsgebäude (Nr. 12), Stellwerk, Bahnwärterhaus, Bahngebäude (Nr. 14) sowie Eisenbahnbrücke (km 12,674) (ID-Nr. 09278143), Haltepunkt Oberschlottwitz (ID-Nr. 09278147) und Brücke Müglitztal (km 15,651, HSO über NN 269) – (ID-Nr. 09302484) sowie die Sachgesamtheitsteile: Brücke Schlottwitzgrundbach (km 13,244), Bahnübergang Cunnersdorfer Straße (km 13,622), Brücke Mühlgraben (km 13,856), Müglitzbrücke (km 13,880) und Müglitzbrücke (km 14,742, HSO über NN 255) sowie mit dem Gleiskörper (Sachgesamtheit, Gemeinde Heidenau – ID-Nr. 09221668) – Sachgesamtheit mit Hochbauten und Ingenieurbauten sowie den erhaltenen Zeugnissen der alten Schmalspurbahn in den Gemeinden Heidenau (ohne OT), Dohna (OT Dohna, Köttwitz), Müglitztal (OT Weesenstein, Burkhardtswalde, Mühlbach), Liebstadt (OT Großröhrsdorf), Glashütte (OT Bärenhecke, OT Cunnersdorf, Schlottwitz, Neudörfel, Rückenhain, Dittersdorf, Glashütte) und Altenberg (OT Bärenstein, Altenberg, Geising, Lauenstein), singuläre Anlage von überregionaler geschichtlicher Bedeutung. | 09302482 |
|                                         | Betonträgerbrücke (Einzeldenkmal zu ID-Nr. 09302482)                                                                       | (Karte)                                  | 1937                    | Einzeldenkmal der Sachgesamtheit Müglitztalbahn, Teilabschnitt Glashütte, OT Schlottwitz: Betonträgerbrücke – eisenbahngeschichtlich und verkehrsgeschichtlich von Bedeutung. Länge / Höhe / Breite 65,5 m / 6,0 m / –; max. Neigung / min. Radius 100 ‰ / 280 m. Betonträgerbrücke auf drei länglichen Betonpfeilern, deren Enden spitz zulaufen. | 09302484 |
| Direkt Bild zu diesem Denkmal hochladen | Sonnenwendstein | (Karte)                                  | bez. 1832               | wahrscheinlich Zusammenhang mit der Vormärz-Bewegung der 1830er/1840er Jahre, geschichtlich von Bedeutung, ca. 55 cm hoch, Sandstein, rund abgeschlossen, mit Inschrift: „Sachsenhöhe–Sonnenwende 1832“, wahrscheinlich Zusammenhang mit der Vormärz-Bewegung. | 09278122 |
| Weitere Bilder                          | Elisabethmühle | Liebstädter Straße 1 (Karte)             | 2. Hälfte 19. Jh.       | Wohnmühlenhaus – ortshistorische Relevanz. Zweigeschossiger massiver Putzbau, beide Geschosse mit Sandstein-Fenstergewänden, Fenstersprossung, Giebel-Lünette, Satteldach, einst Schneidemühle und Holzschuhfabrikation. | 09278148 |
| Weitere Bilder                          | Postmeilensäule | Liebstädter Straße 4 (gegenüber) (Karte) | bez. 1729 und bez. 1744 | Reststück einer Distanzsäule, verkehrsgeschichtlich von Bedeutung. | 09303843 |
| Weitere Bilder                          | Haltepunkt Oberschlottwitz (Einzeldenkmal zu ID-Nr. 09302482)                                                              | Müglitztalstraße (Karte)                 | 1939                    | Einzeldenkmal der Sachgesamtheit Müglitztalbahn, Teilabschnitt Glashütte, OT Schlottwitz: Bahnhofsgebäude – eisenbahngeschichtlich, ortsgeschichtlich und verkehrsgeschichtlich von Bedeutung. | 09278147 |
| Weitere Bilder                          | Bahnhof Niederschlottwitz (Einzeldenkmal zu ID-Nr. 09302482)                                                               | Müglitztalstraße 12; 14 (Karte)          | 1938                    | Einzeldenkmal der Sachgesamtheit Müglitztalbahn, Teilabschnitt Glashütte, OT Schlottwitz: Bahnhof mit Empfangsgebäude (Nr. 12), Stellwerk, Bahnwärterhaus, Bahngebäude (Nr. 14) sowie Eisenbahnbrücke – eisenbahngeschichtlich, ortsgeschichtlich und verkehrsgeschichtlich von Bedeutung. | 09278143 |
|                                         | Häuslerhaus | Müglitztalstraße 13 (Karte)              | um 1700                 | Obergeschoss Fachwerk, Relikt ländlicher Holzbauweise in veränderter Umgebung, baugeschichtlich von Bedeutung. Erdgeschoss massiv, hölzernes Wetterhäuschen, Sichtfachwerk mit Streben, eine Giebelseite verkleidet, Fenster Obergeschoss gesprosst und in originaler Größe, Satteldach, hinten Schleppdach. | 09278142 |
| Weitere Bilder                          | Neumühle | Straße der AWG 2 (Karte)                 | 1. Hälfte 19. Jh.       | Wohnmühlenhaus (Feldstein), Reste vom Wasserbau und Fabrikgebäude mit schönem Original-Klinkerschornstein – ortshistorische Bedeutung. Mühle: Technik soll (nach Auskunft) wieder installiert werden, zweigeschossiger massiver Feldsteinbau, Geschosse Sandstein-Fenstergewände, innen Gewölbe, Krüppelwalmdach, Fabrikgebäude (ehemals Schraubenfabrik Pelsker): zweigeschossiger massiver Putzbau, mit rotem Backstein abgesetzt, „Zahnschnitt“-Trauf- und Gurtgesims, Erdgeschoss Rundbogenfenster, Schornstein mit auskragendem kapitellartigen Kopf. | 09278145 |

## Ausführliche Denkmaltexte
1. ↑  Sachgesamtheit Müglitztalbahn, OT Glashütte 

Sachgesamtheitsteil Stützmauer (km 17,54–17,65): Mit Bruchsteinen verkleidete Stützmauer, die zur Mitte hin spitz zuläuft. Das Geländer wurde erst 1999 hinzugefügt. Die Stützmauer ist in ihrer Form und Materialität typisch für die Streckengesamtheit, deren Kombination von zugespitzter Form und Bruchstein ist auf der Strecke jedoch einmalig. 

Sachgesamtheitsteil Müglitzbrücke (km 17,658): Länge / Höhe / Breite 16,5 m / 6,0 m / – max. Neigung / min. Radius 40 ‰ / 277 m. Kurze, einfache Betonträgerbrücke mit starken Betonwiderlagern. 

Sachgesamtheitsteil Eisenbahnübergang (km 18,800), evtl. Flurstück 424/1: Länge / Höhe / Breite 11,0 m / 4,8 m / 0 m. Kurze, einfache Betonträgerbrücke zur Überführung der erhöht verlaufenden Bahnstrecke über eine Straße. 

Sachgesamtheitsteil Stützmauer (km 18,85), evtl. Flurstück 424/1: Beton-Stützmauer, die zur Mitte hin spitz zuläuft. Die Oberfläche wurde nicht gespitzt, da ursprünglich ein Gebäude die Sicht auf die Mauer verdeckte. 

Sachgesamtheitsteil Fußgängerunterführung (km 19,006): Im Bogengang neben dem Empfangsgebäude beginnende Unterführung mit überdachtem Aufgang zum Bahnsteig, endend an der Fußgängerbrücke über die Müglitz. Die Farbgebung in Gelb-Braun folgt dem Inneren des Bogenganges. Über dem Eingang sind die Worte „Zum Bahnsteig“ in braunen, tiefgezogenen Blechbuchstaben angebracht.
2. ↑  Ehem. Bahnmeisterei – ähnlich Empfangsgebäude Glashütte. 

Äußeres: Das 2,5-geschossige Gebäude (inkl. DG) mit schiefergedecktem Walmdach, gelbem Kellenputz und durch große Steinquader betonte Ecken ähnelt stark dem benachbarten, größeren Empfangsgebäude. Hinter einem dem Bahnhof zugewandten, baumbestandenen Vorplatz führt eine vierstufige Treppe in das Gebäude. Das Erdgeschoss ist hochgesetzt, den Sockelbereich bilden, wie auch die Gebäudeecken, große Steinquader. Entlang der Straße zieht sich ein langer und schmaler, eingeschossiger Anbau, ebenfalls mit Schiefer-Walmdach. An der Rückseite des Gebäudes bilden er und ein Schuppen aus der Schmalspurzeit einen kleinen Hof. Hier führt ein zweiter Eingang in das Gebäude. 

Inneres: Über das Innere liegen keine Angaben vor, da der Bau privat bewohnt wird. Es ist daher aber davon auszugehen, dass die Innenräume stark verändert sind und keinerlei originale Ausstattung erhalten ist. 

Besonderheiten / Details: Die Fenster sind weiß und nochmals schmal rot umrandet. Im Dach sitzen je drei Gauben an den Längs- und je eine an den Schmalseiten. Die Türen des Anbaus sind aufgedoppelt mit diagonal angeordneten, profilierten Brettern, welche in der Mitte spitz zusammenlaufen. Die Zierprofile sind hell von den dunklen Brettern abgesetzt. – Veränderungen / Zustand: Das Hauptgebäude ist äußerlich in gutem Zustand. Der schmale Anbau sowie der benachbarte Schuppen aus der Schmalspurzeit wurden Ende 2005 abgerissen, um an dieser Stelle Parkmöglichkeiten zu schaffen.
3. ↑  Denkmaltext:
Fabrikgebäude der ehem. Rechenmaschinenfabrik „Archimedes“, Bauherr war der Fabrikant Reinhold Pöthig, Architekt ab 1921 der Dresdner Leo Hoese, ausführender Baumeister Bruno Kost, im Juli 1924 Fertigstellung. Das über 40 m lange, gut 17 m breite und über 16 m hohe Putzgebäude in Stahlbeton – Skelettkonstruktion besteht aus zwei Hauptgeschossen auf einem Sockel aus behauenem Stein, die durch flache Lisenen im Sinne einer Kolossalordnung zusammengefasst werden. Als ein kräftiges Gesims, das eine Art Attikageschoss abteilt, funktioniert ein vorgelegter Fußwalm, ein Dreiecksgiebel (in dem sich der Firmenname befand) auf dem flachen Walmdach bezeichnet die Mitte der Schauseite zur Straße, die kleinteilige Sprossung der vertikal betonten Fenster ist leider durch Kunststoffrepliken in ihrer Wirkung geschmälert worden. Kolossalordnung der Fassade und bekrönender Dreiecksgiebel sind Formelemente des zeitgenössischen Neoklassizismus, diese große Form kam dem Repräsentationsbedürfnis des Fabrikanten entgegen. Neben seiner baugeschichtlichen und ortsgeschichtlichen Bedeutung steht das Gebäude auch für eine Diskussion zwischen dem Landesverein Sächsischer Heimatschutz und dem Bürgermeister Opitz über die richtige Bedachung des Baues (Schiefer waren gefordert, Biberschwanzziegel kamen), datiert. Bereits in den 1920er Jahren hatten öffentliche Gestaltungsauflagen im Sinne des Denkmalschutzes Gewicht. (LfD/2012).
4. ↑  Denkmaltext:
Kopie der Kursächsischen Distanzsäule bezeichnet 1734, aus Sandstein, ist in der typischen Form als ein mit Entfernungsangaben beschrifteter Obelisk auf hohem Sockel, mit Wappenstück sowie „AR“-Monogramm und Posthornzeichen errichtet worden. Die Säule wurde mehrfach versetzt, so 1852, 1938 und 1998.
Restaurierungen der Säule erfolgten 1926 und 1938. Die Kopie wurde 1981 angefertigt. Diese wurde 1998 restauriert. Sie befindet sich nun nahe der Kreuzung Hauptstr. / Dresdner Str. (Müglitztalstr.) am Haus der Uhr.
Im Jahre 1722 begann man im Kurfürstentum Sachsen mit der Aufstellung der Kursächsischen Postmeilensäulen. Kurfürst Friedrich August I. wollte hierdurch ein zeitgemäßes Verkehrs- und Transportleitsystem im Kurfürstentum aufbauen, um Handel und Wirtschaft zu fördern. Er beauftragte mit Generalvollmacht Magister Adam Friedrich Zürner (1679–1742) mit der Durchführung. Das System der Postmeilensäulen umfasste Distanzsäulen, Viertelmeilensteine, Halb- und Ganzmeilensäulen. Die Distanzsäulen sollten in den Städten vor den Stadttoren, später nur auf den Marktplätzen aufgestellt werden. Entlang der Poststraßen wurden Viertelmeilensteine, Halb- und Ganzmeilensäulen aufgestellt. Sie erhielten eine fortlaufende Nummerierung (Reihennummer), beginnend vom Anfang der Vermessung. Die Ganzmeilensäulen wurden außerhalb der Städte an den Poststraßen im Abstand von 1 Meile (= 9,062 km) aufgestellt. Die Distanzsäulen waren mit dem Monogramm „AR“ für „Augustus Rex“, dem kursächsisch und polnisch-litauischen Doppelwappen sowie der polnischen Königskrone gekennzeichnet. Die Ganzmeilen-, Halbmeilensäulen und Viertelmeilensteine waren alle ähnlich beschriftet, alle trugen kein Wappen, aber das Monogramm „AR“. Die Entfernungsangaben erfolgten in Wegestunden (1 Stunde= ½ Postmeile = 4,531 km). Dieses Meilensystem war das erste europäische Verkehrsleitsystem. Der hier betrachteten Säule kommt als Teil des überregional bedeutenden Postwegesystems eine hohe verkehrsgeschichtliche Bedeutung zu. (LfD/2013).
5. ↑  Denkmaltext:
Das Lange-Stammhaus in bildprägender Lage gegenüber dem Bahnhof, ein zweigeschossiger massiver Putzbau mit flachem Mittelrisalit, Gurt- und Traufgesims, Eckquaderungen, (neu entstandener) Erdgeschoss-Putzrustika und Ausbauten des Mansarddaches mit zentraler Uhr (verloren ist lediglich der hölzerne Balkonvorbau), entstand 1873, noch zu Lebzeiten des Gründers der Glashütter Uhrenindustrie, in Renaissanceformen – architektonisch typisch für die zeitgenössische Darstellung von Würde und Gediegenheit. Dieses ist bei den angrenzenden Gebäuden, die großteils zeitlich bereits einer Periode nach dem Historismus angehören, vereinfacht fortgeführt. 1898 wurde das Stammhaus durch einen an der Nordwestseite abknickenden Fertigungsbau mit Segmentbogenfenstern ergänzt, welcher wiederum 1906 aufgestockt wurde, schließlich wurde ab 1919 der durch seine um ein Geschoss höhere Gestalt wie ein Kopfbau wirkende Teil im Westen gebaut. Zusammen sind diese Gebäude als der bauliche Kern der Langeschen Uhrenfabrik anzusehen. Neben der baugeschichtlichen Bedeutung hat das Anwesen als Wirkungsstätte Ferdinand Adolph Langes (1815–1875) ortsgeschichtliche und regionalgeschichtliche Bedeutung und ist im öffentlichen Bewusstsein verankert, denn mit seinem Namen ist die Geschichte Glashüttes und auch die Entwicklung der Uhrenindustrie in Sachsen verbunden. Er war auch 18 Jahre lang Bürgermeister des Ortes. Er eröffnete 1845 in der strukturschwachen Stadt nach Schweizer Modell und mit Darlehen der sächsischen Regierung eine Uhrmacherschule und bald darauf mit Stammpersonal ein eigenes Werk, wobei Teilarbeiten in umliegende Dörfer vergeben wurden. 1868 war bereits ein Fünftel der in der Umgebung Wohnenden in der Uhrenindustrie beschäftigt, die seither (auch zur DDR-Zeit) Glashütte bestimmte. Der Name und die Produktion Lange wurden bis weit ins 20. Jahrhundert und werden seit 1990 erneut gepflegt. (LfD/2012).
6. ↑  Bahnhof Glashütte – ehem. Empfangsgebäude 

Städtebauliche Situation: Von Oberschlottwitz kommend, führt die Strecke durch den Pilztunnel und Talbrücke Nummer 26, anschließend an einem Hang entlang und, auf einem Bahndamm der Müglitz rechterhand folgend, ins Stadtinnere. Dort befindet sich der Bahnhof in etwa auf dem Gelände der Schmalspurzeit. Das neue Empfangsgebäude wurde auf eine wichtige Straßenkreuzung hin ausgerichtet. Im Norden des Gebäudes befindet sich ein gepflasterter Vorplatz, welchen an zwei Seiten ein Bogengang säumt: beim Stellwerk beginnend und entlang der Schmalseite des Bahnhofsgebäudes. Dort beginnt die Unterführung zu den Gleisen. 

Empfangsgebäude: derzeitiger Besitzer Nomos AG Uhrenmanufaktur; derzeitige Nutzung: Firmenhauptsitz. Beschreibung: ähnlich Bahnmeisterei Glashütte. 

Äußeres: Das 2,5-geschossige Empfangsgebäude (inkl. Dachgeschoss) mit schiefergedecktem Walmdach ist derart an den Bahndamm, der die Gleise an der Müglitz entlangführt, herangebaut, dass das Personal vom Obergeschoss den Bahnsteig betreten konnte. Der Weg für die Reisenden führt jedoch über einen Bogengang an der nördlichen Schmalseite des Gebäudes durch eine Unterführung und überdachte Treppe auf den Bahnsteig. Die Ecken des Baus sind durch große Steinquader hervorgehoben. Im Dach sitzen je sechs Gauben an den Längsseiten und je eine an den Schmalseiten. Das Gebäude ähnelt der nahen, kleineren Bahnmeisterei. 

Besonderheiten / Details: An der straßenseitigen Hauptfront befinden sich ein steinernes Stadtwappen über der steinernen Rahmung dreier Fenster und eine große Uhr als Stadtsymbol in der linken oberen Ecke. Um die Uhr befand sich ein Sgraffito mit Schriftzug und Hakenkreuz, das bereits 1945 überstrichen wurde. 

Veränderungen / Zustand:  Das Gebäude wurde unlängst saniert, einhergehend mit Substanzerhalt, aber auch viel Substanzverlust. Ursprüngliches Erscheinungsbild und Charakter des Baus sind weitgehend verloren gegangen. Die neue Farbgebung in Grautönen sowie der Glattputz lösen den Bau aus dem einheitlichen Ensemble der übrigen Bahnhofsbauten. Die innere Aufteilung des Gebäudes wurde verändert, originale Ausstattung ist nicht mehr vorhanden. Der Teil des Bogengangs am nördlichen Gebäudeende wurde mittels Fenstern zugesetzt. Der eingeschossige Güterboden im Süden erhielt einen Glaskubus als Aufsatz. Neue, vergrößerte Fenster mit Quersprossen ersetzen die bisherigen. 

Stellwerk – Beschreibung : Typus Stellwerk mit zusätzlichem Untergeschoss auf Grund Niveausprungs. Äußeres: Das Stellwerk verbindet das Erdniveau mit dem des Bahndamms, wodurch sich ein zusätzliches Untergeschoss ergibt, welches den Bau von den übrigen, zweigeschossigen Stellwerken der Strecke unterscheidet. Die übrige Gestaltung ist gleich: heller Kellenputz mit farbig hervorgehobenen Fensterrahmungen – hier rote Rahmen auf weißem Putz –, ein schiefergedecktes Walmdach, dass über den Kontrollraum mit um die Hälfte des Baus laufendem Fensterband im Obergeschoss auskragt, sowie einer Reihe kleinerer Fenster im Erdgeschoss. Ob der zwei unteren Geschosse finden sich straßenseitig hier auch mehrere Fensterreihen, wobei die obere aus größeren Fenstern besteht. Am Stellwerk endet der Bogengang, der zur Bahnsteig-Unterführung überleitet. Es steht an dem einen Ende des kleinen Vorplatzes, der vom Empfangsgebäude begrenzt wird. 

Besonderheiten / Details: Der Gestaltung der übrigen Bahnhofsbauten angepasst, sind auch am Stellwerk die Gebäudeecken durch große Steinquader betont. Der obere Teil des Obergeschosses ist schieferverkleidet, in Anlehnung an ein im Erzgebirge häufig anzutreffendes Motiv. Der Stationsname und die Bezeichnung „Befehlstellwerk“ sind als schwarze Blechbuchstaben gleisseitig über dem Erdgeschoss angebracht. – Veränderungen / Zustand: Der Bau scheint äußerlich in gutem Zustand zu sein. 

Fußgängerunterführung (km 18,5): Kleine, rechteckige Beton-Unterführung mit typisch scharrierter Sichtfläche. Straßenseitig schließt sich eine Rampe und rückseitig eine parallel verlaufende Treppe an.
7. 1 2  Denkmaltext: Friedhof Glashütte 

Friedhofsgestaltung: Der Friedhof von ortsgeschichtlicher und gartengestalterischer Bedeutung erstreckt sich von Südosten nach Nordwesten und ist mit einer aufwändigen Terrassierung in eine nach Nordnordost ansteigende Hangsituation gelegt. Zur Luchauer Straße ist der Friedhof im Südwesten durch eine Einfriedungsmauer begrenzt. In dieser Mauer sind ein Südost-Tor und ein Nordwest-Tor. Der Friedhof erstreckt sich in seiner Längsausdehnung von Südosten nach Nordwesten und ist mit einer aufwendigen Terrassierung in eine nach Nordnordost ansteigende Hangsituation gelegt. Die beiden Hauptbereiche des Friedhofs sind durch eine von Südosten nach Nordwesten verlaufende Stützmauer mit aufgesetztem Geländer voneinander getrennt. 

Der untere Bereich wird durch zwei Längswege und vier Querwege gegliedert. Im Südosten des unteren Bereiches befindet sich eine tiefer liegende Ebene mit Feierhalle, im Nordwesten liegen eine höhere und eine tiefer Ebene. Eine weitere, in das Gelände eingeschobene Ebene liegt an der südwestlichen Einfriedungsmauer (südöstlich des Nordwest-Tores). In seiner Längsausdehnung von Südosten nach Nordwesten wird der untere Bereich durch Hecken in annähernd quadratische Quartiere gegliedert. Die Hecken und Böschungen dienen gleichfalls der Überwindung von kleineren Höhensprüngen. 

Der obere Bereich im Nordosten liegt in der steileren Hangsituation und ist in sich durch niedrigere Stützmauern weiter gegliedert, ein einem Waldpark ähnlicher steiler Hangbereich, mit Wegen durchzogen, schließt sich an. Ein über allem liegendes Aussichtsplateau befindet sich an der Nordwest-Ecke der Gesamtanlage. Durch ein orthogonales Wegesystem, Rampenwege und Treppen werden die einzelnen Bereiche und Ebenen erschlossen. Die sich in der Mitte der Anlage befindende Südwest-Nordost-Hauptwegeachse ist nach Nordosten über eine Treppenachse auf einen Denkmalplatz mit Holzkreuz gerichtet. Eine, in dieser Achse liegende Treppenanlage erschließt den Hangbereich. Im Hangbereich sind Solitärbäume und Baumgruppen von aufkommendem Wildwuchs zu unterscheiden. 

Drei (von ehemals vier) Pyramidenpappeln stehen auf dem im Nordwesten liegenden Aussichtsplateau, das gleichfalls durch eine Kieferngruppe an seinem westlichen Abhang betont wird. Auf der unteren Terrasse befinden sich Solitärbäume (Koniferen) und eine Linde am Südtor. Je eine Lindenreihe steht an der nordwestlichen und südöstlichen Grenze. Oberhalb der Friedhofsanlage befindet sich außerhalb des Zaunes ein Waldweg. Auch hier besteht ein Zugang zum Friedhof. 

Einzeldenkmale:
  1. Kriegerdenkmal: Sandsteinstele mit Wappen, Kranz und Inschrift: „Die Schülervereinigung Saxonia ihren gefallenen Helden/1914–1918“, 1920er Jahre
  2. Denkmal: zentraler Denkmalplatz mit Freitreppe über mehrere Absätze, lateinisches Holzkreuz und Steintafel mit der Inschrift: „Durch Leidens Kreuz / zur Siegeskrone“
  3. Grabanlage für Hochwasseropfer 1927: beschriftete Werksteinmauer mit Bekrönung und Kreuz, davor acht kleinere beschriftete Stelen gleichen Materials
  4. Grabstätte der Uhrmacher-Lehrer, „Ruhestätte verdienter Männer der Deutschen Uhrmacherschule“, Stele mit Zahnrad – Lorbeer – Relief, umgeben von weiteren Grabtafeln
  5. Familiengrab Richard Adolf Lange (1845–1932), Jugendstilgrabwand mit Schrifttafel, Protagonist der Glashütter Uhrenindustrie und Sohn des Gründers
  6. Familiengrabstätte Burkhardt, Urne zwischen kannelierten Säulen, um 1910
  7. Familiengrabstätte Seelhammer, Adolf, Bertha, Willy, Helene S., Anlage mit Wand in strengem Jugendstil, vor 1910
  8. Familiengrabstätte Simmchen, welsch gegiebelte Grabwand (Sandstein) mit Nische und Aufschrift, Blumenkorb, Schriftplatten mit schwarzem Grund,
  9. Familiengrabstätte Ferdinand Adolph Lange (1815–1875), Begründer der Glashütter Uhrenindustrie, mit Frau Charlotta Antonia, Werksteingrabwand mit mittigem gegiebelten Tabernakel, davor Postament mit Urne, Aufschriften
  10. Grabstein Peter Göring, erschossener Mauerschütze, gestorben 1962. (LfD/2012)
8. ↑  Friedhof Glashütte
  - Friedhofsgestaltung: Der Friedhof erstreckt sich von der Luchauer Straße von Südosten nach Nordwesten und ist mit einer aufwändigen Terrassierung in eine nach Nordnordost ansteigende Hangsituation gelegt.
  - Einfriedung: im Südwesten Einfriedungsmauer aus Bruchsteinmauerwerk, in dieser Mauer ein Tor im Nordwesten und ein Tor im Südosten mit je zwei Pfeilern aus Bruchsteinmauerwerk.
  - Bodenrelief: Gliederung des Friedhofs in einen unteren südwestlichen und einen oberen nordöstlichen Bereich, von einer von Südosten nach Nordwesten verlaufenden Stützmauer voneinander getrennt, ein mit Wegen durchzogener Hangbereich im Nordosten oberhalb des oberen Bereiches, der untere Bereich hat im Südosten und Nordwesten je eine tiefer liegende Ebene, an der Südwest-Ecke eine höhere Ebene und im Südosten des Nordwest-Tores eine in das Gelände eingeschobene Ebene, die einzelnen Ebenen werden von Stützmauern nach unten bzw. oben abgefangen, im Norden der Anlage, über die Wege am Hang erreichbar, befindet sich ein Aussichtsplateau.
  - Wegesystem: vorwiegend orthogonales Wegesystem im unteren Bereich mit zwei Längs- und vier Querwegen, auf den weiteren Ebenen im Nordwesten und Südosten des unteren Bereiches vorwiegend rechtwinklig verlaufende Wege, geschwungen verlaufendes Wegenetz am Hang.
  - Mauern und Treppen: Stützmauer zwischen dem unteren und oberen Bereich aus Bruchsteinmauerwerk mit Abdeckplatten aus Sandstein und aufgesetztem Metallgeländer, Stützmauern und Treppen an den im Südosten und Nordwesten liegenden Ebenen des unteren Bereiches, zwischen unterem und oberen Bereich eine in der Hauptquerachse liegende Treppe, auf dem oberen Bereich als Endpunkt der Hauptquerachse eine Treppenanlage mit Stützmauern, auf dem oberen Bereich längs verlaufende, die Gräberreihen trennende niedrige Stützmauern aus Trockenmauerwerk und kleinere Natursteintreppen, Treppe am Hang, Stufenweg am Plateau. – Grabeinfassungen: auf dem unteren Bereich an der Stützmauer einheitliche Grabeinfassungen. – Wasser: Wasserhähne über eingefassten Einläufen.
  - Gehölze: Lindenreihen an der nordwestl. und südöstl. Grenze, Linde am Südtor auf dem Friedhof, Solitärs (Koniferen) auf der unteren Terrasse, Baumgruppen (Laub- und Nadelbäume) am Hang, drei (von ehemals vier?) Pyramidenpappeln auf dem Aussichtsplateau, Kieferngruppe am westlichen Abhang des Aussichtsplateaus, Hecken (Hainbuchen als Quartierbegrenzung auf der unteren Terrasse, Weißdorn auf der oberen Terrasse, Feldahorn an der Böschungskrone des Aussichtsplateaus).
  - Blickbeziehungen: Der zentraler Blickbezugspunkt ist das hohe Holzkreuz auf dem oberen Bereich, vom Weg oberhalb der Stützmauer überschaut man den tiefer liegenden Friedhofsbereich mit seinen unterschiedlichen Ebenen. Von der zentralen Treppenanlage (mit Holzkreuz) überblickt man die obere Terrasse, vom Aussichtsplateau ergeben sich Blickbezüge auf die Friedhofsanlage und die im Westen und Süden liegende Landschaft (durch wild aufkommendes Gehölz stark beeinträchtigt), in dem heute als Wald erscheinenden Hangbereich sind Solitärbäume und Baumgruppen bewusst gepflanzt worden (Altbaumbestand) um bestimmte Sichten zu rahmen.
9. ↑  Evangelische Wolfgangskirche.
Als dreischiffige, gewölbte Hallenkirche geplant (Strebepfeiler an der Westwand/Wandpfeiler an der östlichen Schiffswand), doch einschiffig mit hohem Satteldach und stark eingezogenem Chor mit 3/8-Schluss ausgeführt. (Dehio Sachsen I, 1996)
10. ↑  Denkmaltext:
Wohnhaus in halboffener Bebauung, dreigeschossiger Massivbau mit weitgehend intaktem Wand-Öffnungs-Verhältnis, das obere Geschoss über den zwei Geschossen mit Bruchsteinmauerwerk hat dünneres Ziegelmauerwerk und ist womöglich später entstanden, die dendrochronologische Untersuchung der Erdgeschossdecke ergab 1801 – also die Zeit, als nach dem Brand Glashüttes ganze Straßenzüge neu aufgebaut wurden. Die restaurierte kleinstädtische Lochfassade mit zentralem Eingang und zwei Gurtgesimsen, die optisch die Geschosse trennen, flaches Satteldach mit wenig originalem Dachstuhl, dennoch der Anteil an Originalsubstanz insgesamt noch deutlich über 50 Prozent, baugeschichtliche und ortsentwicklungsgeschichtliche Bedeutung. (LfD/2012).
11. ↑  Denkmaltext:
Wohnhaus in halboffener Bebauung, dreigeschossiger massiver Putzbau, mit starken Bruchsteinmauern selbst noch im 2. Obergeschoss, zentraler Eingang mit altem Türblatt, Fenster in originaler Größe, innen mit Korbbögen, flaches Satteldach mit authentischem liegenden Dachstuhl, zwar beginnt das entsprechende Kataster mit einem „Grundstück 1843“, aufgrund der Formensprache kann aber womöglich von einer Entstehungszeit um 1800 ausgegangen werden, als nach dem Stadtbrand ganze Straßenzüge neu errichtet wurden. Neben der baugeschichtlichen (und ggf. ortsentwicklungsgeschichtlichen) Bedeutung ist auch die städtebauliche Relevanz des Hauses anzuführen, denn es steht in direkter Nachbarschaft zur Kirche und ist Fluchtpunkt einer Straße im Kern Glashüttes. (LfD/2012).
12. ↑  Bärenhecker Mühle 

Die Gründung einer Müllerei-, Bäckerei- und Lagerhausgenossenschaft Oberes Müglitztal e.G.m.b.H. Bärenhecke erfolgte 1898. In den Jahren 1898/99 wurden die Wasserbauten errichtet, nach Aufrüstung der Maschinen erreichte die Mühle 1925 eine Leistung von zehn Tonnen pro Tag.
Die Bärenhecker Anlage ist geradezu ein Paradebeispiel einer industriellen Getreide- oder Mahlmühle. Die beeindruckende Technik stammt vor allem aus der 1. Hälfte des 20. Jahrhunderts (1920er und 1930er Jahre). Eine Wasserturbine ermöglicht die Erzeugung von Strom. Das Gebäude hat den üblichen Aufbau einer Getreidemühle mit Boden für die Hauptransmisson, Mahl- oder Walzenstuhlboden, Rohrboden, Plansichterboden und Silo- oder Verteilerboden. Im hinteren Teil des Kellergeschosses befinden sich Wasserturbine, Generator und Schaltschrank (Sachsenwerk, DDR-Zeit). Auf dem ersten Boden befinden sich neben der Haupttransmission, der Hauptmotor, eine Reinigungsmaschine der Firma Petkus, und ein markanter Schrotgang. Im Schrotgang werden Reinigungsabfälle verarbeitet, die für Futterzwecke geeignet sind. Der Walzenstuhlboden zeigt den oberen Teil des Schrotganges und mehrere (wohl sieben) Doppelwalzenstühle der Firma MIAG Dresden-Niedersedlitz (Mühlenbau und Industrie AG). Der Plansichterboden verfügt über mehrere Plansichter und eine Griesputzmaschine (Tschechoslowakei, 1982). Außerdem steht hier der beeindruckende Filterschrank der Aspiration (Reinigungsvorrichtung oder Entstaubungsanlage der Mühle). Den Transport des Mahlgutes sichern Elevatoren und Schütten, ein Teil des Transports erfolgt auch durch ein Gebläse (Sauggebläse).
13. ↑  Ursprünglich erhaltene Stollen, zum Teil zugeschüttet, die übertägigen Anlagen sind nicht als Rekonstruktion zu verstehen, sondern als beispielhafte Aufbauten im Sinne einer musealen Veranschaulichung des historischen Bergbaus.
260/1 – Oberster 1. Stolln zum Berggebäude Silberner Bergmann: auf 3 m mit einer Bruchsteinmauerung versehen und einer Tür verschlossen, ca. 30 m weit in sauberer Schlägel- und Eisenarbeit in den Berg getrieben, am Ende ein 4 m tiefer Schacht mit Haspelkammer.
218/10-15 – alte Tagesschächte und Pingen: Diese alten Bergbauanlagen auf den Heilig Geist, Jacob und Valerius Gängen bereits im 16. Jh. betrieben. … 256/1 – Alter Schurfgraben: Dieser Bergbauversuch ist 10 m lang und bis 2 m tief. Eine Herrichtung der Schachtaufsattelung in Holz ist bereits erfolgt, Schutz durch Schwartendach.
256/2-5 – Berggebäude Silberner Bergmann: Diese drei Stolln und der Schacht in der Zeit 1991–1994 hergerichtet. … Bei den Stolln handelt es sich um Bergbauversuche, die vom 16. Jh. bis etwa 1790 andauerten. Die oberen Stolln sind etwa 30 m lang geschlägelt, der untere hat eine Länge von 180 m und wurde zuletzt als Communzeche der Stadt Glashütte unter dem Namen „Silberner Bergmann“ betrieben. Vorher wird er als St. Blasius erwähnt, kurz vor dem Ende des Stollns befindet sich eine Verstufungstafel „DE QL 1747“.
256/6 – Bergbauversuch-Holzstolln: durch Holztürstöcke als Beginn eines Bergbaus nachgestaltet. 256/8 und 9 – alter Stolln und dazugehörige Halde: Bei diesen Halden handelt es sich um einen alten Stolln, der unter Lesesteinen verschwunden war. Der Mundlocheinschnitt wurde freigelegt, die Stollnhalde in ihrer ursprünglichen Lage wiedererrichtet. … wahrscheinlich ist es die Grube „Reiche Sankt Anna“.
256/10 – mittlerer Abraham Tagesschacht: Dieser Schacht war mit einer Holzzimmerung versehen, die zur Schaffung der Haldensturzfläche immer wieder erhöht wurde. Der Tagesschacht mit 1 m × 2,5 m Durchmesser hatte eine Tiefe von 20 bis 30 m. … 256/11 – Tagesschacht auf dem 4. oberen Maß von Heilig Geist: Dieser alte Tagesschacht war mit Müll verfüllt, der 1994 beseitigt wurde.
14. ↑  Denkmaltext:
Die Station Dittershöhe wurde im September 1867 auf einer Steinhalde auf dem Hochplateau westlich des Dorfes Dittersdorf errichtet. Von den Grundstückseigentümern Gutsbes. C. G. Richter und F. A. Geissler wurde mittels Kaufvertrag vom 3. September 1867 ein Fläche von 37 m² um die Säule erworben. Der Kaufpreis betrug 21 Mark bei zusätzlichen 9 Mark Dismembrations- (Grundstücksteilungs-) und Gerichtskosten. Die Säule aus Neundorfer Sandstein steht auf einem quadratischen auf Sockel und ist ca. 150 cm hoch. Die Säule ist mit den Inschriften: „579 / Station / DITTERSHÖHE / der / Kön:Sächs: / Triangulierung / 1866.“ sowie „TP“ versehen. Ein profilierter Ring markiert den Übergang von Sockel zu Schaft. Die Abdeckplatte fehlt. Auf die Säule ist in jüngster Zeit ein Holzkreuz aufgesetzt worden. 

Im Zeitraum 1862 bis 1890 erfolgte im Königreich Sachsen eine Landesvermessung, bei der zwei Dreiecksnetze gebildet wurden. Zum einen handelt es sich um das Netz für die Gradmessung im Königreich Sachsen (Netz I. Classe/Ordnung) mit 36 Punkten und die Königlich Sächsische Triangulierung (Netz II. Classe/Ordnung) mit 122 Punkten. Geleitet wurde diese Landesvermessung durch Christian August Nagel, wonach die Triangulationssäulen auch als „Nagelsche Säulen“ bezeichnet werden. Dieses Vermessungssystem war eines der modernsten Lagenetze in Deutschland. Die hierfür gesetzten Vermessungssäulen blieben fast vollständig an ihren ursprünglichen Standorten erhalten. Sie sind ein eindrucksvolles Zeugnis der Geschichte der Landesvermessung in Deutschland sowie in Sachsen. Das System der Vermessungssäulen beider Ordnungen ist in seiner Gesamtheit ein Kulturdenkmal von überregionaler Bedeutung. (LfD/2013).
15. ↑  Bahnhofsgebäude 

Ehem. Funktion / Bedeutung: Haltestelle; heutige Funktion / Bedeutung: Haltepunkt, Bedarfshalt. 

Lage in der Umgebung: Die Bahn überquert, von Glashütte kommend, zuvor das Tal und die Müglitz auf der Talbrücke Nummer 37 und führt anschließend auf einem Damm den Berghang entlang. Richtung Bärenstein fallen die Gleise wieder auf Erdniveau zurück. Der Haltepunkt liegt, neben der Müglitztalstraße, erhöht auf einer Dammschüttung. Daher musste das Empfangsgebäude, wie schon an mehreren Stationen, als leichter Holzbau ausgeführt werden. 

Empfangsgebäude: ehem. Funktion / Bedeutung: Warteraum, Diensträume; derzeitige Nutzung: Warteraum in Nutzung, Diensträume ungenutzt. Beschreibung: Typus eingeschossiges Empfangsgebäude. 

Äußeres: Bei dem kleinen, eingeschossigen Empfangsgebäude handelt es sich um einen horizontal verschalten Fachwerkbau. Das Walmdach ist mit für das Erzgebirge typischen Schieferplatten gedeckt. Die Diensträume liegen rechterhand. Mittig links sitzt zurückgesetzt der Warteraum, wodurch sich eine kleine Vorzone ergibt. Einzelne Details sind dunkelbraun und beige abgesetzt, die kleinen Sprossenfenster sowie die Türen sind ebenfalls beige gestrichen. 

Inneres: Im Warteraum zieht sich eine dunkelbraune, hölzerne Sitzbank mit Rückenlehne über die gesamte Rückwand. An der rechten Wand hängt eine beige Anschlagtafel. Die Wände sowie die Decke sind gelb gestrichen, den Boden bedecken Steinplatten. 

Besonderheiten / Details:     Der Bogen, welcher die Vorzone des zurückgesetzten Warteraumes umrahmt, ist mit beigen Ornamenten und einem Spruch verziert: „Wer pünktlich ist zu jeder Pflicht, verliert die Ruh zur Arbeit nicht.“ – Veränderungen / Zustand: Der Bau ist in sehr gutem und scheinbar originalem Zustand. Die Farbfassung scheint der ursprünglichen weitgehend zu entsprechen.
16. ↑  Evangelische Pfarrkirche. Mittelalterlichen Ursprungs, 1532 und 1623 Erweiterungen, Restaurierung 1931. 

Kleine einschiffige Anlage mit unregelmäßigem 3/8-Chorschluss und Strebepfeilern. Sakristei an der Nordseite, Vorhalle an der Südseite mit abgetrepptem Giebel, bezeichnet 1758, schlichtere Westvorhalle, 19. Jh., Dachreiter, bezeichnet 1779. 

Flachgedeckter Saal mit raumbestimmendem, eingeschossigem Emporeneinbau und Kastengestühl, beide mit verschiedenartiger, vegetabiler und ornamentaler Bemalung. Emporen 17. Jh., Ostempore 1747, Gestühl 17. und 18. Jh., verglaste Herrschaftsloge an der Chornordseite, bezeichnet 1750. Tonnengewölbte Sakristei mit spätgotischem Eselsrückenportal an der Nordseite. 

Zweigeschossiger hölzerner Altar, datiert 1614, mit Abendmahls- und Auferstehungsgemälde, in den Flügeln Kreuzigung und Sündenfall. – Hölzerne Kanzel mit ornamentaler und figürlicher Malerei, 1. H. 17. Jh.: Am Kanzelkorb Evangelisten, am Treppenaufgang Personifikationen der Gerechtigkeit, der Geduld und des Glaubens vor Landschaftshintergründen. – Sandstein-Taufe, um 1600, der mit Szenen aus dem Neuen Testament bemalte hölzerne Taufdeckel, bezeichnet 1663. – Fünf hölzerne Epitaphien mit Gemälden, 17. Jh., zwei Pfarrerbildnisse, 18. Jh. (Dehio Sachsen I, 1996).
17. ↑  Denkmaltext:
Der Vermessungspunkt wurde auf dem höchsten Punkt des Wilisch bei Hermsdorf a. W. errichtet. Der Königlich Sächsische Staatsfiscus war Eigentümer des Grundstückes. Die Station 61 steht unmittelbar neben dem ehem. steil abfallenden Steinbruch. Die Säule besteht aus mehreren Teilen, mehreren quadratischen Sockelbausteinen und einer zylindrischen Abschlusssäule. Ein Höhenbolzen scheint nicht angebracht gewesen zu sein, die Abdeckplatte auf der Säule ist nicht mehr vorhanden. Sichten sind ohne Holzungsarbeiten nur noch nach Westen möglich. Die Inschrift auf der Säule sollte sich auf der Südost-Seite des dritten Sockelsteines befunden haben. Diese scheint ganzflächig abgeschlagen worden zu sein. Stattdessen befindet sich im Basisquadrat der Beobachtungssäule mehrfach die Inschrift 1914–1918 – ein Hinweis auf eine Umfunktionierung des Steines zu einem Kriegerdenkmal. Der zylindrische Oberteil der Säule ist stark beschädigt. 

Im Zeitraum 1862 bis 1890 erfolgte im Königreich Sachsen eine Landesvermessung, bei der zwei Dreiecksnetze gebildet wurden. Zum einen handelt es sich um das Netz für die Gradmessung im Königreich Sachsen (Netz I. Classe/Ordnung) mit 36 Punkten und die Königlich Sächsische Triangulierung (Netz II. Classe/Ordnung) mit 122 Punkten. Geleitet wurde diese Landesvermessung durch Christian August Nagel, wonach die Triangulationssäulen auch als „Nagelsche Säulen“ bezeichnet werden. Dieses Vermessungssystem war eines der modernsten Lagenetze in Deutschland. Die hierfür gesetzten Vermessungssäulen blieben fast vollständig an ihren ursprünglichen Standorten erhalten. Sie sind ein eindrucksvolles Zeugnis der Geschichte der Landesvermessung in Deutschland sowie in Sachsen. Das System der Vermessungssäulen beider Ordnungen ist in seiner Gesamtheit ein Kulturdenkmal von überregionaler Bedeutung. (LfD/2014).
18. ↑  Evangelische Pfarrkirche Johnsbach. 

Leicht gestreckter, achteckiger Bau mit Zentralbaucharakter, 1749/50 von Andreas Hünigen unter Verwendung älterer Teile. 1972 durch Brand zerstört, 1976–1984 Wiederaufbau mit völlig veränderter Innenraumeinteilung. Vom spätgotischen Vorgängerbau blieben das Untergeschoss des Turmes (ehem. Sakristei) und ein Teil des südlichen Anbaus erhalten. Der Turm an der Ostseite mit achteckigem Glockengeschoss, Welscher Haube und Laterne sowie einem Korbbogenportal, datiert 1672. Der Anbau zweigeschossig, Eingangsvorhalle mit Korbbogenportal und Treppenhaus. – Im Innern spätgotischer Sakramentsschrein mit Vorhangbogennische, der 1749 von der alten Sakristei nach hier versetzt wurde. Große Rundbogenfenster, darunter kleine querrechteckige. Von der Ausstattung erhalten ein Altar von 1688, lt. Inschrift von Peter Hoffmann aus Schmiedeberg gefertigt, mit Gemälden von Christian Männigen aus Dresden, im Hauptfeld Kreuzigung, in der Predella Abendmahl. Hölzerne Taufe, bezeichnet 1755, Taufschale, bezeichnet 1627. (Dehio Sachsen I, 1996) 

Kirchhof 

Einfriedung: Umfassungsmauer aus Bruchsteinmauerwerk (z. T. Stützmauer mit Brüstungsmauer), Osttor mit zwei Torpfeilern aus Sandstein gemauert mit Sandsteinaufsatz, Südwest-Tor mit einem Pfeiler, im Süden zum Pfarrhof kurze hohe verputzte Mauer mit Tür (über der Tür bezeichnet 1803). 

Bodenrelief: von Ost nach West ansteigendes Gelände, sechs Rasenterrassen mit Rasenböschungen auf der Nordseite der Kirche, auf der Südseite der Kirche fünf Terrassen. – Wege: vor dem Osttor Zufahrtsweg, vom Osttor zur Kirche ansteigender Weg, Weg vom Pfarrhof zur Kirche Gehölze: eine Eiche im Osten vor dem Kirchhof, ca. in der Mitte des Weges vom Osttor zur Kirche zwei Linden (rechts und links des Weges, Torwirkung), eine Linde außen vor dem Westtor, eine Linde im Westen des Kirchhofs. 

Kriegerdenkmal: Erster Weltkrieg, Steintafel, kleine Anlage an der Umfassungsmauer im Südosten des Kirchhofs, etwas erhöht zur Straße liegend, im Osten (zur Straße) mit niedriger Stützmauer aus Bruchsteinmauerwerk, in der Mitte dieser Stützmauer eine Treppe, Hecke oberhalb der Stützmauer, Solitärsträucher (Eibe im Norden und Holunder im Süden des Denkmals), in der niedrigen Stützmauer ein überwölbtes Wasserbecken.
19. ↑  Pfarrhof Johnsbach
  - Pfarrhaus: Zweigeschossiger massiver Putzbau, Sandstein-Fenstergewände, Wand-Öffnung-Verhältnis weitgehend intakt, Satteldach mit Schieferdeckung, alter Blitzableiter, Fachwerkhaus mit intakter Holzkonstruktion, weitgehend im ursprünglichen Aussehen wiederhergestellt (einige Fenster unschlüssig), im Erdgeschoss Sandstein-Fenstergewände, Türgewände mit Schlussstein („Pik“, könnte etwas mit Liebstadt zu tun haben, eventuell Herrschaftszeichen?), Satteldach mit Schieferdeckung.
  - Pfarrhof und Pfarrgarten: Einfriedung: im Osten des Pfarrhofes zwei gemauerte Sandsteinpfeiler mit Sandsteinaufsatz, im Osten des Pfarrgartens an der Hauptstraße Stützmauer als Trockenmauer aus Bruchsteinmauerwerk mit aufgesetzten Sandsteinzaunpfeilern. Erschließung: Zufahrt zum Pfarrhof von Osten, Zugang vom Kirchhof zum Pfarrhof. Gehölze: vor dem Osttor des Pfarrhofes eine Linde, im Pfarrgarten einige Obstbäume und ein Solitärbaum (Linde) an der Westgrenze.
20. ↑  Der Punkt K-Kuppe wurde im Oktober 1867 auf dem Plateau der K-Kuppe in der Nähe des Kohlbergs bei Oberfrauendorf errichtet. Von der Inschrift an der Säule ist nur noch Station K-Kuppe zu erkennen, aber deutlich sind die Zeichen TP und ? zu sehen, die auf eine längere Nutzung als Vermessungspunkt schließen lassen. Später wurde noch ein Nivellementsbolzen in die Säule eingesetzt. Der Königlich Sächsische Staatsfiscus war Eigentümer des Grundstückes im Forstrevier Schmiedeberg. Auf dem Pfeiler fanden keine Richtungsmessungen statt. Die Station K-Kuppe gehörte zu den wenigen Festpunkten des sächsischen Hauptdreiecksnetzes, deren Koordinatenbestimmung nur durch die Messung der äußeren Richtungen erfolgte. Kohlberg und K-Kuppe sind heute dicht bewaldet, die Station steht mittendrin. 

Im Zeitraum 1862 bis 1890 erfolgte im Königreich Sachsen eine Landesvermessung, bei der zwei Dreiecksnetze gebildet wurden. Zum einen handelt es sich um das Netz für die Gradmessung im Königreich Sachsen (Netz I. Classe/Ordnung) mit 36 Punkten und die Königlich Sächsische Triangulierung (Netz II. Classe/Ordnung) mit 122 Punkten. Geleitet wurde diese Landesvermessung durch Christian August Nagel, wonach die Triangulationssäulen auch als „Nagelsche Säulen“ bezeichnet werden. Dieses Vermessungssystem war eines der modernsten Lagenetze in Deutschland. Die hierfür gesetzten Vermessungssäulen blieben fast vollständig an ihren ursprünglichen Standorten erhalten. Sie sind ein eindrucksvolles Zeugnis der Geschichte der Landesvermessung in Deutschland sowie in Sachsen. Das System der Vermessungssäulen beider Ordnungen ist in seiner Gesamtheit ein Kulturdenkmal von überregionaler Bedeutung.
21. 1 2 3  Schloss Reinhardtsgrimma 

Architekt: Oberlandbaumeister Johann Friedrich Knöbel (1724–1792), Gartenarchitekt: Max Bertram (1849–1914) (Überformung). Reizvolle zweigeschossige, durch Pilaster gegliederte Anlage. Hufeisenförmiger Grundriss mit kurzen Seitenflügeln, Mansarddach mit schmalem, hohem Glockenturm. An der Hofseite leicht vorspringender, einachsiger Mittelrisalit, gegenüberliegend, zur Gartenseite, konvex vorspringender Mittelpavillon mit schlichtem Dreieckgiebel.
Im Innern Raumgliederung erhalten, wenig von der alten Innenausstattung. Im Hauptsaal des ersten Obergeschosses vier große Ölgemälde mit Landschaftsszenen, um 1780 und zwei Rokoko-Öfen. In einem Seitenkabinett Delfter Kacheln (18. Jhdt.). 

Wirtschaftsgebäude zur Hofseite, zur Gartenseite kleiner Englischer Park. Von der urspr. Gartenplastik ist eine Sandsteingruppe erhalten: Kopf eines Faun auf einer Stele, davor eine Steinbank mit zwei antikisierenden Vasen. An der Westseite das sog. Badehaus, heute Wohnhaus. Kleiner klassizistischer Bau von drei Achsen. Hohes, rustiziertes Untergeschoss zur Gartenseite (Hanglage), das Hauptgeschoss mit aufwendigem Mitteltrakt: Vier dorische Säulen tragen einen Giebel, Relief im Tympanon. (Dehio Sachsen I, 1996). 

Besitzer:
  - 1643–1763 Familie von Tettau (Besitzer des Vorgängerbaus)
  - seit 1763 Kammerrat Johann Christoph Lippold (Bauherr des Schlosses von 1767)
  - 1767 Schloss nach Plänen von Johann Friedrich Knöbel, im Auftrag der Kommerzienrates J. C. Lippold erbaut
  - danach Henning von Rumohr, Vater des Kunsthistorikers Carl Friedrich von Rumohr (* 1785 im Schloss Reinhardtsgrimma; † 1843), begraben auf dem Neustädter Friedhof in Dresden
  - seit 1788 der Geheime Kriegsrat Carl Viktor August von Broizem
  - um 1800 der dänische Gesandte am sächsischen Hofe von Bülow
  - 1811 Badehaus erbaut, Anfang des 20. Jhdts. Umbau zu einer Wohnung
  - nach 1820 Juliane Christiane Friederike, verheiratet 1820 mit dem Forstgehilfen Georg Conrad Ruschenbusch, seit 1830 Georg Conrad Ruschenbusch
  - seit 1866 Friederike Conradine Ruschenbusch (Tochter des G. C. Ruschenbusch aus dritter Ehe, verh. 1859 mit Major Ludwig Emil Aster)
  - seit 1882 Ökonomierat Johann Maximilian Nitzsche
  - 1909 Oberst z. D., späterer Generalmajor Friedrich Hugo Maximilian Senfft von Pilsach und nach dessen Tod 1931 seine Frau (geb. von Berkhout)
  - 1945 Enteignung und seit 1946 Landwirtschaftsschule mit Internat. Restaurierungen 1843, 1886, 1907/08 und seit 1991.
22. 1 2  Gebäude: 

Schloßgasse 4: Anf. d. 20. Jh. Umbau zu einer Wohnung. 

Wirtschaftsgebäude mit angebauter Scheune Schloßgasse 9: vorderer Gebäudeteil – zweigeschossig, massiv, Erdgeschoss Bruchsteinmauerwerk (Sandstein), Segmentbogenfenster mit Sandsteingewänden, Obergeschoss verputzt, mit Rechteckfenstern und Sandsteingewänden, segmentbogiges Triforienfenster ebenfalls Sandstein, Satteldach, angebaute Scheune: Erdgeschoss Sandsteinbruch, kleine quadratische Fensteröffnungen, Obergeschoss verbrettertes Fachwerk, Satteldach. 

Wirtschaftsgebäude Hauptstraße 36, 38: langgestreckter Grundriss, zweigeschossig (Nummer 7 auf ein Geschoss heruntergezont), Putzbau, Giebelseite im Erdgeschoss Segmentbogenfenster, im Obergeschoss Rechteckfenster, im Giebel venezianisches Fenster, darüber Okulus, Satteldach, Veränderungen durch Garagentore. 

Brennerei, Hauptstraße 42: zweigeschossiger massiver, langgestreckter Putzbau, Erdgeschoss mit einer Reihe von Remisentoren (teilweise vermauert), Obergeschoss drempelartig, Satteldach, Straßengiebel mit spitzbogigem Ornament belegt, Kreuzgratgewölbe im hinteren Teil.
23. ↑  Pfarrgarten mit Obstwiese 

Einfriedung: südliche und westliche Einfriedungsmauer als Stützmauer aus Bruchsteinmauerwerk, im Westen Hecke an der Oberkante der Einfriedung, östliche verputzte Einfriedungsmauer als Stützmauer, Nord-Abschnitt der östlichen Einfriedungsmauer aus Bruchsteinmauerwerk mit Abdeckung aus Dachziegeln, nördliche Einfriedungsmauer aus Bruchsteinmauerwerk mit Abdeckplatten aus Sandstein, Nord-Tor mit zwei Pfeilern aus Sandsteinquadern mit profilierten Abdecksteinen, zwei Radabweisern und zwei schmiedeeisernen Torflügeln, im Westen des Tores Nord-Pforte mit einem schmiedeeisernen Türflügel, Einfriedung (Stützmauer aus Bruchsteinmauerwerk mit zwei Türpfeilern und Eckpfeiler aus Sandstein) am Garten im Süden des Pfarrhauses. 

Bodenrelief: von Süd nach Nord ansteigendes Gelände, Stützmauern als östliche, südliche und westliche Einfriedungsmauer, Obstwiese mit Nord-Süd-Gefälle, Stützmauer am Garten im Süden des Pfarrhauses. – Gehölze: Solitärbaum (Linde) vor dem Nord-Tor, Obstbäume.
24. ↑  Evangelische Pfarrkirche Reinhardsgrimma. 

Kirchengebäude 

Langgestreckte, einschiffige Anlage mit stark eingezogenem, zweijochigem Chor und geradem Schluss. An der Chornordseite die mittelalterliche, tonnengewölbte Sakristei, Westturm und westlicher Anbau an die Sakristei spätgotisch, der Chor um 1600. Durchgreifender Umbau des Langhauses 1742 durch Andreas Hünigen (1712–1781). Restaurierung 1932 und 1978–1980. An der Nord- und Südseite des Schiffs Strebepfeiler. Fenster segmentbogig, am Chor rundbogiges Fensterpaar mit eingestellten Sandsteinpfosten, darüber Spitzbogenfenster in flachbogiger Nische. Portal mit kannelierten Pilastern, schlichtem Architrav und profilierter Laibung, quadratischer, viergeschossiger Turm. Drei Anbauten an der Südseite, der mittlere zweigeschossig, im Obergeschoss Vorhangbogen-Fensterpaar, der östliche etwas kleiner, ebenfalls zweigeschossig und Vorhangbogenfenster. Schiff und mittlerer Anbau mit je einem Dachreiter. 

Innenraum: Im Innern flachgedeckt, raumbestimmend die zweigeschossigen Emporeneinbauten, Herrschaftsloge mit großem Kapellenraum im Obergeschoss an der Südseite. Rundbogiger Triumphbogen zum netzgewölbten Chor. Dort nochmals Logeneinbauten an der Nord- und Südwand. 

Ausstattung: Zweigeschossiger architektonischer Altaraufbau, Sandstein, im Hauptfeld Abendmahldarstellung, vermutlich von dem Freiberger Meister Jonas Grünberger, bezeichnet 1601, restauriert 1836. – Kanzel mit Evangelistenbildern von Jacob Hennig, bezeichnet 1672. Sandstein-Taufe mit hölzernem Deckel, Anfang 19. Jh. – Orgel (zweimanualig) mit Normalprospekt von Gottfried Silbermann, 1731 Orgelweihe, 1930 und 1978–1980 restauriert, Chorton erhalten, Zustand im Allgemeinen sehr gut. 

Grabdenkmale: Zahlreiche, zum Teil sehr beachtenswerte Grabdenkmäler an den Innen- und Außenwänden, wobei besonders hervorzuheben sind: In der Sakristei an der Chornordseite ein Stein mit der Darstellung eines Ritters, die Inschrift stark verwittert, 14. Jh., sowie ein Stein für Christoph Friedrich von Tettau († 1664). – An der südlichen Schiffswand: zwei Grabsteine mit knienden, farbig gefassten Figuren, Hans Heinrich von Schönberg († 1615), und seine Frau Elisabeth Drothin = von Trotha († 1617). Daneben ein Denkmal für das Geschwisterpaar Johann George und Johanna Rosina Welk († 1729). (Dehio Sachsen I, 1996). 

Kirchhof 

Gebäude: Leichenhalle (kein Einzeldenkmal) 

Einfriedung: südliche Einfriedungsmauer als Stützmauer mit Brüstungsmauer aus Bruchsteinmauerwerk mit Abdeckplatten aus Sandstein, Süd-Pforte mit zwei Sandsteinpfeilern und zwei schmiedeeisernen Türflügeln sowie äußerer Treppe, am oberen äußeren Rand der südlichen Einfriedungsmauer im Osten der Süd-Pforte ein Sandstein mit der Jahreszahl „1801“ oder 1804?, am Ost-Ende der südlichen Einfriedungsmauer Südost-Pforte mit zwei Pfeilern aus Sandstein und zwei schmiedeeisernen Türflügeln, am West-Ende der südlichen Einfriedungsmauer Südwest-Tor mit zwei schmiedeeisernen Torflügeln, westliche Einfriedungsmauer als Stützmauer mit Brüstungsmauer aus Bruchsteinmauerwerk mit dachförmigem Abschluss, südliches Ende der westlichen Einfriedungsmauer mit Abdeckplatten aus Sandstein, nördliche Einfriedungsmauer aus Bruchsteinmauerwerk mit Abdeckplatten aus Sandstein, am West-Ende der nördlichen Einfriedungsmauer Nord-Tor mit Rundbogen und Nord-Pforte in einem höheren Mauerabschnitt mit Abdeckung aus Dachziegeln, zwei Durchgänge in der nördlichen Einfriedungsmauer zum Friedhof, in der Nordost-Ecke die Leichenhalle, östliche Einfriedungsmauer als Stützmauer mit Brüstungsmauer aus Bruchsteinmauerwerk mit Abdeckplatten aus Sandstein.

Bodenrelief: von Süd nach Nord leicht ansteigendes Gelände, im Nord-Bereich leicht terrassierte Fläche, östliche, südliche und westliche Einfriedungsmauern als Stützmauern, an den südlichen Zugängen in das Gelände eingeschnittene Wege, kleiner Terrassengarten an der Südwest-Ecke des Kirchhofs.

Erschließung: auf dem Kirchhof Zugangswege von den Toren und Pforten zur Kirche, ein um die Kirche herum führender Weg, ein Weg auf dem Kirchhof zum Friedhof führend, ein Weg mit Sandsteinplatten am Eingang der Kirche.

Gehölze: ein Solitärbaum im Südwesten vor dem Kirchhof, zwei Solitärbäume im Süd-Bereich, ein Solitärbaum (Eiche) in der Nordwest-Ecke, zwei Solitärbäume im Nord-Bereich (einer davon mit abgesetzter Baumkrone), ein Solitärbaum mit reduzierter Baumkrone in der Nordost-Ecke. 

Blickbeziehung: weite Sichten über die südliche und westliche Einfriedungsmauer in die Landschaft (z. T. über den Ort). 

Friedhof 

Einfriedung: im Norden des Kirchhofs im Anschluss an die nördliche Einfriedungsmauer, in dieser zwei Durchgänge, östliche, westliche und nördliche Einfriedungsmauer des Friedhofs aus verputztem Bruchsteinmauerwerk mit Abdeckplatten aus Sandstein, West-Tor mit zwei eiförmigen Sandsteinaufsätzen an den beiden hochgezogenen Mauerenden und zwei schmiedeeisernen Torflügeln. – Erschließung: orthogonales Wegesystem. 

Grabmale (Einzeldenkmale): 1) Joh. Gottfried..., Stele mit Bekrönung, darin Sonnenstrahlen, auf der Stele Schrift mit Kreuz und Feder sowie zwei abgebrochene Lichter (Kerzen), um 1800 / 2) Stele mit Kreuz, auf der Stele Sonnenstrahlen und Sternenkranz, Schrift nicht lesbar, um 1800 / 3) Gäbler?, Stele mit Akroter, Strahlenkranz, Laub, zwei integrierte Schrifttafeln, um 1800 / 4) an der Südostwand der Kirche barocker Epitaph mit Putto, „Pergament“ mit Schrift, darüber Kelch mit Oblate, wohl frühes 18. Jh. / 5) Epitaph, Kartusche mit Schrift, 17. Jh. / 6) Epitaph, Kartusche mit Schrift, 17. Jh.
25. ↑  Schlosspark von Schloss Reinhardsgrimma
  - Geschichte: 1767–1769 Gestaltung des barocken Schlossgartens wahrscheinlich mit dem Schlossbau durch Johann Friedrich Knöbel, im Nordosten des Schlosses axialsymmetrische Gartenanlage mit Wegekreuz und Kompartimenten (Südwest-Nordost-Längsachse und Südost-Nordwest-Querachse, im Schnittpunkt der Achsen eine Wegeaufweitung, im Nordosten der Querachse sechs Kompartimente) auf den Sächsischen Meilenblättern von 1784, der Aequidistanten- und geologische Karte 1880/81 noch nachweisbar, 1807 landschaftlicher Garten bereits nachweisbar, 1891 Umgestaltung zu dem heutige überkommenen Landschaftspark durch Max Bertram.
  - Bodenrelief: halbkreisförmige Schlossterrasse auf der Ostseite des Schlosses mit Traufe aus Sandsteinplatten und einer Böschung zum Park, im Osten des Parks Geländesprung mit Stützmauer abgefangen (landschaftliches „Aha“?).
  - Einfriedung: zwei Torpfeiler aus Sandstein an der Zufahrt zum Schloss, Zaun mit Sandsteinsockel und Sandsteinpfeilern im Osten der Schlosszufahrt, Tor mit zwei Sandsteinpfeilern mit Basis, Schaft und Sims sowie mit eiförmigem Aufsatz, restauriertes schmiedeeisernes zweiflügliges Tor – Erschließung: Zufahrt zum Schloss, Steinbogenbrücke über den Lockwitzbach.
  - Wegesystem: landschaftlich geschwungene Gartenwege und Gartenplätze in der Ebene, ein Gartenplatz am östlichen Querweg mit Steinen gefasst, im Hangbereich Reste eines differenzierten Netzes von Wegen und Plätzen.
  - Gartenbauten: Steinbogenbrücke (TD), Treppenanlage des Schlosses zum Schlosshof, Treppenanlage zur Schlossterrasse und weiter hinabführend zum Schlosspark, zwei Treppen in der Mittelachse des Badehauses, eine schmale Treppe im Hang am Badehaus, eine Treppe an der östlichen Grenz des Parks auf ein Plateau am Hang führend, Grotte in den Fels gehauen mit kunstvoll aufgestellten Steinen, im Nordost-Bereich Reste eines Eiskellers?
  - Gartenausstattung: zwei Vasen auf den Wangen der unteren Treppe zur Schlossterrasse, eine Sandsteingruppe mit Kopf eines Faun auf einer Stele, davor eine Steinbank mit einer stehenden und einer liegenden Vase (das stehende und fließende Wasser symbolisierend), davor ein kleines Wasserbecken, Steinsäule auf einer erhöht liegenden von Einfassungssteinen umgebenen kreisförmigen Fläche, Steintisch und Steinhocker im Westen der unteren Treppe zum Badehaus.
  - Wasserelement: mit Stützmauern gefasster und unter der Brücke angestauter Bachlauf der Lockwitz (TD), Teich mit geschwungen geführter Uferlinie, im Norden des Teiches Gondelhaus (überwölbter Bau mit Stützmauer und Treppenzugang), Reste eines künstlich angelegten, steil abfallenden Wasserlaufes am Hang.
  - Vegetation: Wiese: im Osten des Parks eine Wiese, durch die der Bachlauf der Lockwitz geführt ist und die durch eine Stützmauer vom westlichen höher liegenden Parkbereich abgetrennt ist. – Gehölze: die am Hang und in der westlichen Ebene stehenden Solitärbäume und Baumgruppen (überwiegend Eichen und Buchen) prägen die Parkräume und rahmen die von den Wegen und Plätzen ausgehenden Hauptblickbezüge zum Schloss und Badehaus, das Badehaus wird von einer Kornelkirsche und einer Eibe gerahmt. – Geophyten: Schneeglöckchen, Krokusse, Blausternchen, Buschwindröschen und Narzissen insbesondere im Hangbereich.
  - Blickbeziehungen: Reste eines ehemals reichen Netzes von Blickbezügen zwischen Schloss, Park und Badehaus, Blickbezüge von den Wegen am Hang auf den Teich und das Schloss, besonders reizvolle Blickbezüge von dem östlichen Querweg oberhalb der Stützmauer zum Badehaus, Blickbezüge aus dem Park in die Landschaft verstellt und zugewachsen.
26. ↑  Friedhof: kleiner Friedhof auf quadratischem Grundriss, 1996 rekonstruiert. 

Einfriedung: nordwestliche, nordöstliche und südwestliche ca. 2 m hohe Einfriedungsmauer aus Bruchsteinmauerwerk (Sandstein) mit Abdeckplatten aus Sandstein, südöstliche Einfriedungsmauer als Stützmauer mit einer Kette gesichert, an der Süd-Ecke Pforte mit zwei Sandsteinpfeilern mit Sandsteinaufsätzen, Sandsteinschwelle, schmiedeeisernem Türflügel und Rollenschließmechanismus, in der nordöstlichen Einfriedungsmauer Tor mit zwei Torflügeln aus Holzlatten. 

Gartenbauten: von der Straße bis zur Süd-Pforte Treppenanlage mit Sandsteinstufen. 

Gehölze: eine von ehemals zwei Koniferen, Efeu an der Einfriedungsmauer. 

Grabmal: ein Steinkreuz aus Granit und zwei liegende Grabplatten.
27. ↑  Sachgesamtheitsteil Müglitzbrücke (km 13,880): Länge / Höhe / Breite 13,0 / 3,2 / –; max. N. / min. R. –/– kurze, einfache Betonträgerbrücke. 

Sachgesamtheitsteil Müglitzbrücke (km 14,742): Länge / Höhe / Breite 14,2 m / 4,6 m / –; max. N. / min. R. 50 ‰ / 0 m. Kurze, einfache Betonträgerbrücke. Der Bahndamm ist mit Bruchsteinen neu verkleidet. Bis 2002 befand sich ein Durchlass des Mühlgrabens direkt unterhalb der Brücke.
28. ↑  Haltepunkt Oberschlottwitz 

Ehem. Funktion / Bedeutung: Haltepunkt; heutige Funktion / Bedeutung: Haltepunkt, Bedarfshalt. 

Lage in der Umgebung: Nach Niederschlottwitz steigt die Strecke erstmals wieder über Straßenniveau. Am südlichen Ortsausgang liegt der Haltepunkt in singulärer Lage erhöht auf einer leichten Dammschüttung am Berghang. Das dortige Empfangsgebäude musste daher als kleiner, leichter Holzbau ausgeführt werden. Direkt hinter dem Bau fällt der Damm steil ab. Hinter dem Haltepunkt überquert die Strecke Müglitz und Müglitztalstraße auf Brücke Nummer 22, bevor sie einen steilen Bergeinschnitt passiert, um weiter in erhöhter Lage nach Glashütte zu verlaufen. 

Empfangsgebäude: ehem. Funktion / Bedeutung: Empfangsgebäude mit Warteraum und Diensträumen; derzeitige Nutzung: Warteraum in Nutzung, Diensträume ungenutzt. Beschreibung: Typus eingeschossiges, leichtes Empfangsgebäude. 

Äußeres: Bei dem kleinen, eingeschossigen Empfangsgebäude handelt es sich um einen Fachwerkbau mit dunkelbraun lasierter Stülpschalung. Das Walmdach ist mit für das Elbtal typischen Biberschwanzziegeln gedeckt. Bekrönt wird es von einem mittig sitzenden Uhrtürmchen. 

Inneres: Zur Linken liegen die Diensträume, der Warteraum befindet sich auf der rechten Seite. Dessen Ausstattung ist einfach. Gegenüber dem Eingang erstreckt sich eine Bank über die gesamte Raumseite. An der linken Wand hängt eine Anschlagtafel. Die Ausstattungsgegenstände, sowie die Fensterbretter, sind aus Holz gefertigt und nehmen den Farbton der Außenschalung auf. Wände und Decke sind in hellem Gelb gestrichen.  Den Fußboden bedecken graue Kunststein-Platten. 

Besonderheiten / Details: Das Uhrtürmchen ist durch eine braune, vertikale Deckelschalung verkleidet und durch Schieferschindeln eingedeckt. Straßenseitig sitzt eine Uhr mit profiliertem Blechschutz, gleisseitig befindet sich eine kleine, quadratische Öffnung. Die Fenster sind weiß gestrichen, die Türen dunkelbraun. 

Veränderungen / Zustand: Das gesamte Gebäude ist in sehr gutem Zustand, inklusive der originalen Warteraumausstattung. (Die originale Beleuchtung ist nicht mehr vorhanden). Die Farbfassung des Baus scheint der Originalen zu entsprechen.
29. ↑  Bahnhof Niederschlottwitz 

Ehem. Funktion / Bedeutung: Bahnhof; heutige Funktion/Bedeutung: Haltepunkt. 

Städtebauliche Situation: Der Bahnhof Niederschlottwitz befindet sich inmitten der Ortschaft. Dabei liegt das Empfangsgebäude, im Gegensatz zu den anderen größeren Bahnhofsbauten der Strecke, nicht zwischen Müglitztalstraße und Gleisanlagen. Es wurde auf Grund der Platzverhältnisse hinter die Gleise verlegt. Daher wurde ein separates Stellwerk erforderlich, da die Übersicht über die Strecke für den Bahnhofsvorsteher andernfalls nicht gegeben war. Das Bahnhofsgebäude steht parallel und traufständig zu den Gleisen. Empfangsgebäude – Beschreibung: Typus zweigeschossiger Bahnhof mit Güterboden. 

Äußeres: An das Empfangsgebäude mit Wartehalle und Diensträumen im Erdgeschoss und Beamtenwohnung im ausgebauten DG schließt sich direkt der Güterboden an. Die beiden Teile sind in ihrer Gestaltung, Tiefe und Traufhöhe voneinander abgesetzt. Das Dach ist durchgängig mit Schieferschindeln gedeckt. Im Dach des Empfangsteiles sitzt eine Schleppgaube mit sechs Fenstern an der Frontseite. 

Inneres: An der dem Eingang gegenüberliegenden Wand befinden sich Fahrkarten- und Gepäckausgabe, vor ersterer ein im Fußboden befestigter runder Ablagetisch. Linkerhand zu den Gleisen zieht sich eine hölzerne Sitzbank über die gesamte Wandbreite. Rechterhand steht ein weißer Kachelofen. Alle Wände sind bis ca.  unter der Decke holzvertäfelt. Alle hölzernen Ausstattungsgegenstände sind braun lackiert, die Fenster sind weiß. 

Besonderheiten / Details: An der südlichen Giebelseite prangt zwischen den Fenstern des Dachgeschosses ein Sgraffito, welches ein ortstypisches Bauernpaar darstellt. Darunter befindet sich der Stationsname „Niederschlottwitz“. Die mit diagonal angeordneten, profilierten Brettern aufgedoppelten Gütertore sind dunkelbraun gestrichen, die Zierprofile sind weiß abgesetzt. Die Dacheindeckung orientiert sich bereits am Erzgebirge statt am Elbtal und weicht damit vom Gestaltungskonzept der Ortstypischkeit ab. – Veränderungen / Zustand: Der Bau scheint in einem relativ guten, wenn auch renovierungsbedürftigen Zustand zu sein, die Warteraumausstattung ist original erhalten und ebenfalls in relativ gutem Zustand. Die Farbgebung der Gütertore war ursprünglich durchgehend braun. 

Stellwerk – Beschreibung: Typus Stellwerk. 

Äußeres: Der längliche, zweigeschossige Baukörper mit Walmdach wird über die nördliche Schmalseite betreten. Der Kontrollraum des Bahnpersonals befindet sich im Obergeschoss. Daher befinden sich hier eine Reihe großer Fenster liegenden Formats. Gleisseitig sitzt eines mittig, zwei weitere ziehen sich jeweils um die Ecken bis auf die Schmalseiten. Geschlossen ist das Obergeschoss nur im mittleren Bereich der Straßenseite. Dort liegen im Erdgeschoss vier kleine, rot umrandete Sprossenfenster in einer Reihe, ansonsten ist das Erdgeschoss geschlossen und kehrt damit das Prinzip des Obergeschosses um. Das Erdgeschoss ist in Kellenstruktur hellgelb verputzt. Das Obergeschoss hingegen ist schieferverkleidet, und auch das Dach ist in Schiefer gedeckt. 

Besonderheiten / Details: Das Erdgeschoss entspricht mit seinem hellen Kellenputz und den farbigen Fensterumrandungen der im Elbtal typischen Gestaltung. Die Verwendung von Schiefer für Obergeschoss und Dach ist hingegen für das Erzgebirge typisch. Damit findet sich hier eine erneute Abweichung vom angedachten Gestaltungsprinzip der ortsgebundenen Gestaltung. Veränderungen / Zustand: Das Gebäude scheint äußerlich in gutem Zustand zu sein. 

Eisenbahnbrücke:  Länge / Höhe / Breite 72,0 m / 8, m / –; max. Neigung / min. Radius 0 ‰ / 277 m, Stahlträgerbrücke auf zwei länglichen, an den Enden stark abgerundeten Betonpfeilern und mit Betonwiderlagern. Das talseitige ist als Stützmauer ausgeführt. Standort km 12,674.